# Nhạc Phi
Nhạc Phi (24 tháng 3 năm 1103 – 28 tháng 1 năm 1142) là nhà quân sự nổi tiếng trong lịch sử Trung Quốc, danh tướng chống quân Kim thời Nam Tống. Trước sau tổng cộng quân của ông đã có 2 lần bắc phạt nước Liêu trong năm 1122, 6 lần bắc phạt nước Đại Tề (quốc gia vùng đệm giữa Tống và Kim do Kim hậu thuẫn) và nước Kim vào các năm 1134, 1135, 1136, 1137, 1140 - 1141, 1141. Tổng cộng 126 trận chiến mà ông đã đánh với quân Liêu, Đại Tề, Kim và toàn thắng. Ông là một trong những vị tướng nổi tiếng nhất trong lịch sử Trung Quốc, chức tước của ông trước khi bị sát hại là Đại nguyên soái.
Người Trung Hoa đời sau luôn lấy Nhạc Phi làm tấm gương, xem ông là vị anh hùng dân tộc vĩ đại, một bậc sĩ phu dũng liệt trung thần. Cùng với Triệu Đỉnh, Lý Cương, Hàn Thế Trung, Văn Thiên Tường, ông là 1 trong 5 vị quan trong thời Nam Tống được thờ tại Đế vương miếu (历代帝王庙) được nhà Minh, nhà Thanh xây dựng, trong đó thờ những vị quan văn, võ tướng được đánh giá là tài năng và tận trung nhất qua các triều đại.
Do Tần Cối ngày trước đó đã xóa bỏ mọi chiến công của Nhạc Phi, thiêu hủy mọi tài liệu về Nhạc Phi liệu. Bởi vậy, thông tin về Nhạc Phi được biết đến như ngày nay đều do con trai Nhạc Lâm và cháu nội Nhạc Kha của Nhạc Phi tìm lại và biên soạn rồi trình vua Tống Ninh Tông vào năm 1203.

## Thuở ban đầu
Nhạc Phi, tên lúc nhỏ là Nhạc Ngũ Lang, tự Bằng Cử (tiếng Trung: 鹏举; bính âm: Péngjǔ; Wade–Giles: P'eng Chü; Yale Quảng Đông: Paang4 Geui2), thuỵ hiệu Vũ Mục (tiếng Trung: 武穆; bính âm: Wǔmù; Wade–Giles: Wumu; Yale Quảng Đông: Mou5 Muk6), Trung Vũ (tiếng Trung: 忠武; bính âm: Zhōngwǔ; Wade–Giles: Jungwu; Yale Quảng Đông: Jung1 Mou5); sinh ngày 15 tháng 2 năm Qúy Mùi, tức 24 tháng 3 năm 1103 thời Tống Huy Tông, bị hại ngày 25 tháng 12 năm Nhâm Tuất tức 27 tháng 1 năm 1142 thời Tống Cao Tông, hưởng dương 39 tuổi. 
Tổ tiên họ Nhạc làm nghề nông ở Sơn Đông. Tuy nhiên tổ tiên thế hệ thứ tư của ông là Nhạc Hoán (岳渙) đã từng phục vụ cho triều đình Trung Quốc như một lệnh sứ (令使) (về cơ bản là một chức quan cấp thấp). Đến đời ông kỵ của Nhạc Phi thì di dời từ Sơn Đông sang Thang Âm, Tương Châu (nay thuộc tỉnh Hà Nam, Trung Quốc). Cha của Nhạc Phi là Nhạc Hòa (岳和) tính tình đôn hậu, sống tằn tiện, làm nghề nông để hay giúp đỡ người nghèo khó. Mẹ ông là Diêu thị, nổi tiếng với điển tích "Tận Trung Báo Quốc". Nhạc Phi sinh ra ở huyện Thang Âm, Tương Châu, nay là huyện Thang Âm tỉnh Hà Nam vào ngày 15 tháng 2 năm Quý Mùi, tức 24 tháng 3 năm 1103 thời vua Tống Huy Tông. Theo Tống sử, ông được đặt tên là "Phi", nghĩa là bay, vì khi ông sinh ra có một con chim lớn như thiên nga đậu trên nóc nhà. Sinh chưa đầy tháng thi gặp thuỷ tai, mẹ ông là phu nhân Diêu thị ẵm ông ngồi trong cái chum lớn, lướt trên sóng to, tấp vào bờ nên khỏi chết. Khi sinh Nhạc Phi, mẹ ông đã 36, 37 tuổi. 
Nhạc Phi có mấy người anh em trai không may đều chết yểu. Đây chính là cú sốc rất lớn đối với cha mẹ ông. Sau Nhạc Phi mẹ ông may mắn lại sinh thêm được Nhạc Phiên (岳翻). Cha của Nhạc Phi đã sử dụng mảnh đất của gia đình mình cho các nỗ lực nhân đạo, nhưng sau khi nó bị lũ lụt phá hủy, cậu bé Nhạc Phi buộc phải giúp cha mình làm việc trên cánh đồng để tồn tại. Nhạc Phi nhận phần lớn giáo dục từ cha mình. Nhạc Phi lúc nhỏ chuộng điều khí tiết, thâm trầm, sống điềm đạm ít nói, siêng năng làm lụng, cố gắng học hành, hay giúp đỡ bà con trong vùng, yêu thích sách về thời Xuân Thu và binh pháp của Tôn Vũ và Ngô Khởi. Ông lại có sức khoẻ, có thể dương cung nặng 300 cân, nỏ nặng 8 thạch. Ông may mắn được học võ với thiện xạ Chu Đồng, tay thương cừ khôi Tần Quảng, trở thành người sử dụng được nhiều loại binh khí. Đặc biệt tài dùng thương thuật của ông được tiếng là "Vô địch toàn huyện". Chu Đồng mất, mỗi khi đến ngày rằm và mồng một, ông đến tế mộ thầy. 
Cuối thời Bắc Tống, nước Liêu (đời vua Liêu Thiên Tộ Đế) hủ bại, tộc Nữ Chân do Hoàn Nhan A Cốt Đả lãnh đạo nổi dậy chống lại nước Liêu từ năm 1114. Năm 1115, Hoàn Nhan A Cốt Đả lập ra nước Kim, tức là đất nước "vàng", liên tục đánh bại quân đội nước Liêu. Thấy Đả Thảo Cốc kỵ binh của nước Liêu vẫn hay cướp bóc Quan Nam của nhà Tống, vua Tống Huy Tông (Triệu Cát) muốn lợi dụng dịp nước Kim đang liên tục đánh phá nước Liêu, nghe Đồng Quán xúi giục, ký hết Hải thượng chi minh (liên minh trên biển) với nước Kim vào năm 1118 , cùng Kim đánh Liêu để trả thù mối nhục Tống - Liêu. 
Từ nhỏ Nhạc Phi đã có lòng yêu nước thương dân, luôn nghĩ đến việc báo quốc nên lập chí tòng quân. Cùng năm 1118, Nhạc Phi lúc đó 15 tuổi thì cưới vợ họ Lưu (còn gọi là Lưu thị). Sang năm sau 1119, Lưu thị sinh cho Nhạc Phi đứa con trai đầu lòng, được Nhạc Phi đặt tên là Nhạc Vân. Không lâu sau, Nhạc Phi giao phó việc nhà cho Lưu thị rồi tòng quân đi bắc phạt nước Liêu.

## Sự nghiệp

### Dưới quyền Lưu Cáp, cùng nước Kim bắc phạt nước Liêu, bị nước Kim quay lại tấn công
Năm 1122, Nhạc Phi xin đầu quân cho Trấn thủ Tuyên Định là Lưu Cáp. Nhờ giỏi bắn cung tên nên ông được bổ nhiệm làm Thừa Tiết Lang. Tháng 5 năm 1122, Nhạc Phi tham gia vào liên quân nhà Tống và nước Kim đánh Nam Kinh, hay còn gọi là Yên Kinh (Bắc Kinh ngày nay) của Liêu. Khi đó đồng hương của Nhạc Phi là Vương Quý và Từ Khánh cũng theo Nhạc Phi bắc phạt nước Liêu. Lưu Cáp và Nhạc Phi, Vương Quý, Từ Khánh sau đó hợp quân với Đồng Quán đi đánh Liêu. Trong quá trình đó, quân Tống viễn chinh đã phá bỏ cánh rừng phòng thủ dọc biên giới Tống – Liêu.
Vì bất tài, quân đội Hà Bắc lại quen cảnh "võ bị giai phế", nên chỉ vài ngàn quân Liêu mà quân Tống của Đồng Quán vẫn không chiếm nổi Nam Kinh nước Liêu hay còn gọi là Yên Kinh (nay là Bắc Kinh), bị quân Liêu đánh bại. Chủ tướng của Nhạc Phi là Lưu Cáp cùng Nhạc Phi phải đi cầu cứu quân Kim. U Châu mấy chốc lại tràn đầy chiến sự giữa quân Tống và tàn quân Liêu. Sau đó Đồng Quán phải rút quân Tống (trong đó có quân đội của Vương Quý và Từ Khánh) về Biện Kinh. Khi Lưu Cáp và Nhạc Phi tới doanh trại quân Kim, Niêm Hãn không tiếc lời sỉ nhục người Tống. Người Nữ Chân trong doanh trại ai ai khinh thường nhà Tống có mười vạn quân hơn mà không đánh nổi quân Liêu, chê cười nhà Tống yếu ớt. Lưu Cáp và Nhạc Phi thấy khó chịu nên phải quay về Biện Kinh tay không.
Tháng 6 năm 1122 vua Liêu Tuyên Tông qua đời ở Nam Kinh (Yên Kinh, Hoàng hậu là Tiêu Phổ Hiền Nữ lên làm nhiếp chính. Mùa thu năm 1122, Đồng Quán tiếp tục dẫn quân Tống (trong đó có quân đội của Lưu Cáp, Nhạc Phi, Vương Quý và Từ Khánh) từ Biện Kinh đi đánh Nam Kinh (Yên Kinh). Nhưng Đồng Quán lại bị quân Liêu của Tiêu Phổ Hiền Nữ đánh bại. Đồng Quán lại lui quân Tống về Biện Kinh.
Không bao lâu, cuối năm 1122, do phải chịu tang cha là Nhạc Hòa, Nhạc Phi thoái ngũ về quê Thang Âm (nay là huyện Thang Âm tỉnh Hà Nam) để giữ đạo hiếu. Ở Trung Quốc thời phong kiến, luật pháp yêu cầu một người phải tạm thời nghỉ việc khi cha mẹ họ qua đời để họ có thể theo dõi thời gian để tang theo phong tục. Nhạc Phi sẽ phải để tang cái chết của cha mình trong ba năm (36 tháng). Trong thời gian này, ông sẽ mặc áo tang thô, đội mũ lưỡi trai và đi dép lê, đồng thời kiêng mặc quần áo bằng lụa.
Vua Tống Huy Tông cuối cùng phải thỉnh quân Kim đánh hạ Nam Kinh (Yên Kinh) của Liêu. Quân Kim thuận lợi hạ được cả Đông Kinh, Thượng Kinh, Trung Kinh, Tây Kinh và Nam Kinh (Yên Kinh) của nước Liêu. Nước Kim mới giao trả 6 châu (Cảnh, Đàn, Dịch, Trác, Kế, Thuận) cùng Nam Kinh (Yên Kinh) cho nhà Tống nhưng để lại 1 tòa thành rỗng. Sự sụp đổ chóng vánh của nước Liêu dẫn đến nhiều hơn các cuộc đàm phán giữa hai phe Tống và Kim. 
Cuối mùa xuân năm 1125, sau 27 tháng chịu tang cha tại quê nhà, Nhạc Phi 22 tuổi quay lại tòng quân trong quân đội của Lưu Cáp để tiếp tục phụng sự đất nước. Vương Quý và Từ Khánh vẫn chung một đội với ông. 
Thừa thế diệt Liêu, cộng thêm sự biến Bình Châu của Trương Giác vào năm 1123 khiến các hàng tướng của nước Liêu đều hàng nước Kim, tháng 11 năm 1125 vua Kim Thái Tông phái quân do Tà Dã, Niêm Hãn, Hoàn Nhan Tông Vọng và Ngột Truật chỉ huy rầm rộ xâm lăng nhà Tống. Không phải đối mặt với cánh rừng phòng thủ biên giới Tống - Liêu (đã bị quân Tống phá bỏ vào năm 1122), quân Kim hành quân nhanh chóng qua đồng bằng Hoa Bắc nhà Tống. Quân Kim học hỏi cả Liêu và Tống rất nhanh nên xâm chiếm Trung Nguyên rất nhanh. Lãnh thổ phía bắc nhà Tống bị quân Kim chiếm lĩnh trong vòng chốc lát, chỉ còn hai thành Thái Nguyên và Đại Đồng là ngoan cường chống trả.
Sau khi tái nhập ngũ, Nhạc Phi đã chiến đấu để trấn áp các cuộc nổi loạn của các lãnh chúa địa phương đang cướp bóc ở miền bắc nhà Tống. Các cuộc nổi dậy địa phương đã chuyển các nguồn lực cần thiết ra khỏi cuộc chiến của nhà Tống chống lại nước Kim.
Lưu Cáp cùng Nhạc Phi, Vương Quý, Từ Khánh dẫn quân Tống từ Tuyên Định ra nghênh chiến với một cánh quân Kim đang muốn vượt sông Hoàng Hà áp sát Biện Kinh. Cánh quân Kim này bị đánh bại nên rút lui. Lưu Cáp chia quân cho Nhạc Phi, Vương Quý và Từ Khánh đến chi viện cho kinh đô Biện Kinh, còn bản thân Lưu Cáp dẫn toán quân Tống còn lại đi truy kích cánh quân Kim đã bị đánh lui kia. Không may Lưu Cáp bị trúng mai phục của quân Kim và bị đánh bại. Sau đó không rõ tung tích của Lưu Cáp. Khi đó Nhạc Phi, Vương Quý và Từ Khánh đã dẫn toán quân Tống vào trong thành Biện Kinh.

### Làm hộ vệ cho Triệu Cấu và gia nhập quân Cần vương của Triệu Cấu

Bản đồ mô tả nước Kim xâm lược nhà Tống lần thứ nhất (1125 – 1126)

Tháng 1 năm 1126 vua Tống Huy Tông (Triệu Cát) phải nhường ngôi cho Triệu Hoàn lên làm vua nhà Tống, tức là vua Tống Khâm Tông, rồi Thượng hoàng Tống Huy Tông nhanh chân chạy về Nam. Gian thần Đồng Quán chống lệnh vua Tống Khâm Tông, không ở lại giữ Biện Kinh mà chạy theo Thượng hoàng Tống Huy Tông, còn dùng cung nỏ bắt chết tướng sĩ ngăn cản Thượng hoàng Tống Huy Tông về nam. Vua Tống Khâm Tông giận giữ, sai người bắt giam và xử chết Đồng Quán. Thượng hoàng Tống Huy Tông chạy đến Kiến Khang (nay là Nam Kinh).
Quân Kim vượt sông Hoàng Hà, áp sát kinh đô Biện Kinh nhà Tống, đòi nhà Tống chịu nhận làm chư hầu của nước Kim, thần phục nhà Kim; giao nộp Tể tướng phế truất và một hoàng thân nhà Tống làm tù binh; nhượng hết các châu quận Hà Gian, Thái Nguyên, Trung Sơn; và bồi thường 50 triệu lượng bạc, 5 triệu lượng vàng, 1 triệu tấm lụa, 1 triệu tấm sa tanh, 10.000 ngựa, 10.000 gia súc, 1.000 lạc đà cho nước Kim. Khoản phí kể trên có giá trị bằng khoảng 180 năm nhà Tống cống nạp cho nước Kim từ năm 1123.
Khi triển vọng về một lực lượng viện binh cứu trợ đã cạn kiệt, đấu đá nội bộ bắt đầu nổ ra trong triều đình nhà Tống giữa phe chủ chiến và phe chủ hòa. Những người thuộc phe chủ chiến như Lý Cương tập trung vào ý tưởng bám trụ tại các vị trí phòng thủ cho tới khi quân tiếp viện đến và nguồn cung của người Kim dần cạn kiệt. Tuy nhiên quân Tống do Diêu Bình Trọng chỉ huy sau đó bại trận khi tập kích doanh trại quân Kim. Đợt tấn công thất bại buộc vua Tống Khâm Tông phải đáp ứng các yêu cầu của quân Kim, giới quan lại trong triều cũng thuyết phục vua Tống Khâm Tông tiến hành thỏa thuận với người Kim. Khi đó Tần Cối thuộc phe chủ chiến, đề xuất bốn điều với vua Tống Khâm Tông, đại ý nói rằng không nên nhân nhượng với người Kim. Triều đình nhà Tống không trả lời Tần Cối, rồi lệnh Tần Cối cùng Trương Bang Xương thi hành việc cắt đất 3 châu quận Hà Gian, Thái Nguyên, Trung Sơn. Tần Cối cho rằng việc đó mâu thuẫn với kiến nghị ban đầu của mình, nên không muốn làm. Rồi vua Tống Khâm Tông cử Trương Bang Xương cùng Khang vương Triệu Cấu sang doanh trại quân Kim làm con tin. Nhạc Phi đi theo làm hộ vệ cho Khang vương Triệu Cấu. 
Người Kim cho rằng Khang vương Triệu Cấu không phải là hoàng thân nhà Tống vì Khang vương tư chất thông minh, giỏi võ nghệ. Khang vương Triệu Cấu và Trương Bang Xương, Nhạc Phi sau đó được người Kim cho về. Vua Tống Khâm Tông phái Tần Cối cùng Túc vương Triệu Xu sang doanh trại Kim làm con tin. Quân Kim sau đó còn đòi nhà Tống nộp 3 mỹ nhân của Thái Kinh thì mới chịu rút quân. Vua Tống Khâm Tông bèn phái người đi bắt 3 mỹ nhân Mộ Dung thị, Vũ thị và Hình thị giao cho quân Kim khiến Thái Kinh rất nuối tiếc và qua đời ở Đàm Châu (giữa đường đi lưu đày Lĩnh Nam) không lâu sau đó. Lục tặc nhà Bắc Tống cuối cùng cũng diệt xong. Hòa đàm thành công, người Kim dẫn Túc vương Triệu Xu của nhà Tống về phương bắc và giải vây Biện Kinh vào tháng 3 năm 1126, cho Tần Cối về Biện Kinh.
Tháng 4 năm 1126, Thượng hoàng Tống Huy Tông nghe tin chiến sự đã yên thì từ Kiến Khang quay về Biện Kinh. Vua Kim Thái Tông lúc này yêu cầu nhà Tống cắt đất Thái Nguyên và gửi con tin qua Thượng Kinh (nay thuộc Cáp Nhĩ Tân, Hắc Long Giang), cộng thêm khoản chiến phí và tiền cống nộp. Vua Tống Khâm Tông bất chấp lời can gián, vẫn đáp ứng người Kim, cử Khang vương Triệu Cấu đi sứ nước Kim, còn có Nhạc Phi đi theo làm hộ vệ.
Ngột Truật thấy Triệu Cấu thì kính nể, nhưng vua Kim Thái Tông thì lo sợ, bởi Triệu Cấu hùng tâm tráng chí, khẩu khí hơn người, vua Kim Thái Tông lo sợ sau này sẽ thành đại hoạ, do đó mà có ý định giết đi. Chuyện vỡ lở, Triệu Cấu cùng Nhạc Phi và tuỳ tùng chạy về biên giới đất Tống. 
Gần như ngay sau đó, vua Tống Khâm Tông bội ước và điều động hai đội quân Tống đẩy lùi người Kim đang tấn công Thái Nguyên, đồng thời củng cố phòng thủ ở Trung Sơn và Hà Gian. Một binh đoàn với 9 vạn binh sĩ Tống và một binh đoàn khác với 6 vạn binh sĩ Tống đều bị quân Kim đánh bại vào tháng 6 năm 1126. Lên án nhà Tống vi phạm hiệp định và nhận thấy sự yếu kém của nhà Tống, tháng 10 năm 1126, lấy cớ nhà Tống muốn khôi phục Khiết Đan, vua Kim Thái Tông lệnh do Niêm Hãn, Hoàn Nhan Tông Vọng và Ngột Truật chỉ huy quân Kim lại rầm rộ tiến đánh nhà Tống, tàn hại dân chúng nhà Tống khắp nơi. Tháng 9 năm 1126, Thái Nguyên thất thủ trước quân Kim. Khi triều đình nhà Tống nhận tin Thái Nguyên thất thủ, các quan chức phe chủ chiến lại không được tin tưởng mà bị thay thế bằng những quan lại phe chủ hòa.
Vua Tống Khâm Tông kêu gọi các nơi ra sức kháng Kim. Khi đó Trương Thúc Dạ nhiệt liệt hưởng ứng lời kêu gọi của vua Tống Khâm Tông, dẫn quân đánh lui vài cánh quân Kim rồi tiến về chi viện cho Biện Kinh. Tháng 10 âm lịch năm 1126 quân Kim chuẩn vượt sông Hoàng Hà đến đánh Biện Kinh. Vua Tống Khâm Tông kinh hãi, sai sứ đồng ý cắt thêm đất cho quân Kim. Hoàn Nhan Tông Vọng và Niêm Hãn đòi Khang vương Triệu Cấu sang làm con tin. Vua Tống Khâm Tông theo lời Vương Vân, cử Khang vương Triệu Cấu đi sứ đến trại quân Kim, hứa cắt đất, dâng tôn hiệu cho vua Kim có 18 chữ, gọi vua Kim là bác, vua Tống xưng cháu. Nhạc Phi tiếp tục đi theo hộ vệ cho Triệu Cấu. Đến Từ châu thì Triệu Cấu và Nhạc Phi gặp Tông Trạch. Tông Trạch khuyên Triệu Cấu hãy ở lại Từ châu vì Triệu Xu một đi không trở lại. Triệu Cấu nghe theo Tông Trạch. Sau đó Uông Bá Ngạn mời Khang vương Triệu Cấu đến Tương châu (nay thuộc Hà Nam, vùng quê của Nhạc Phi). Triệu Cấu nghe theo rồi cùng Nhạc Phi lưu lại ở đó. Khang vương Triệu Cấu xây dựng phủ đại nguyên soái ở Tương Châu và thành lập đội quân Cần vương chống Kim. Nhạc Phi cùng Vương Quý, Từ Khánh cũng tham gia vào đội quân Cần vương này của Khang vương Triệu Cấu.
Không lâu sau, Nhạc Phi xin về quê Thang Âm thuộc Tương châu để thăm mẹ già Diêu thị. Khang vương Triệu Cấu đồng ý.

### Sự kiện Tĩnh Khang năm 1127

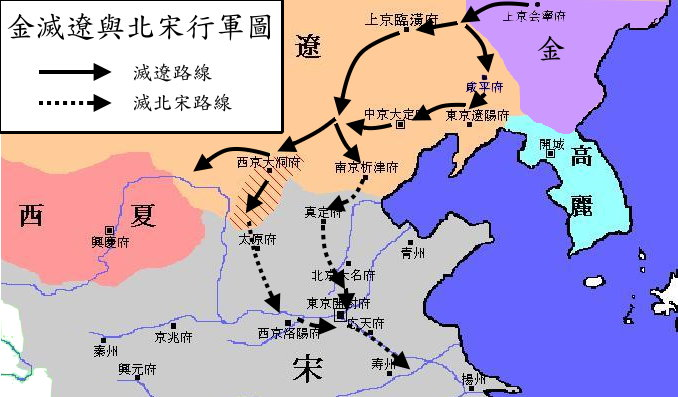
Bản đồ mô tả việc nước Kim diệt nước Liêu năm 1125 và diệt Bắc Tống năm 1127.

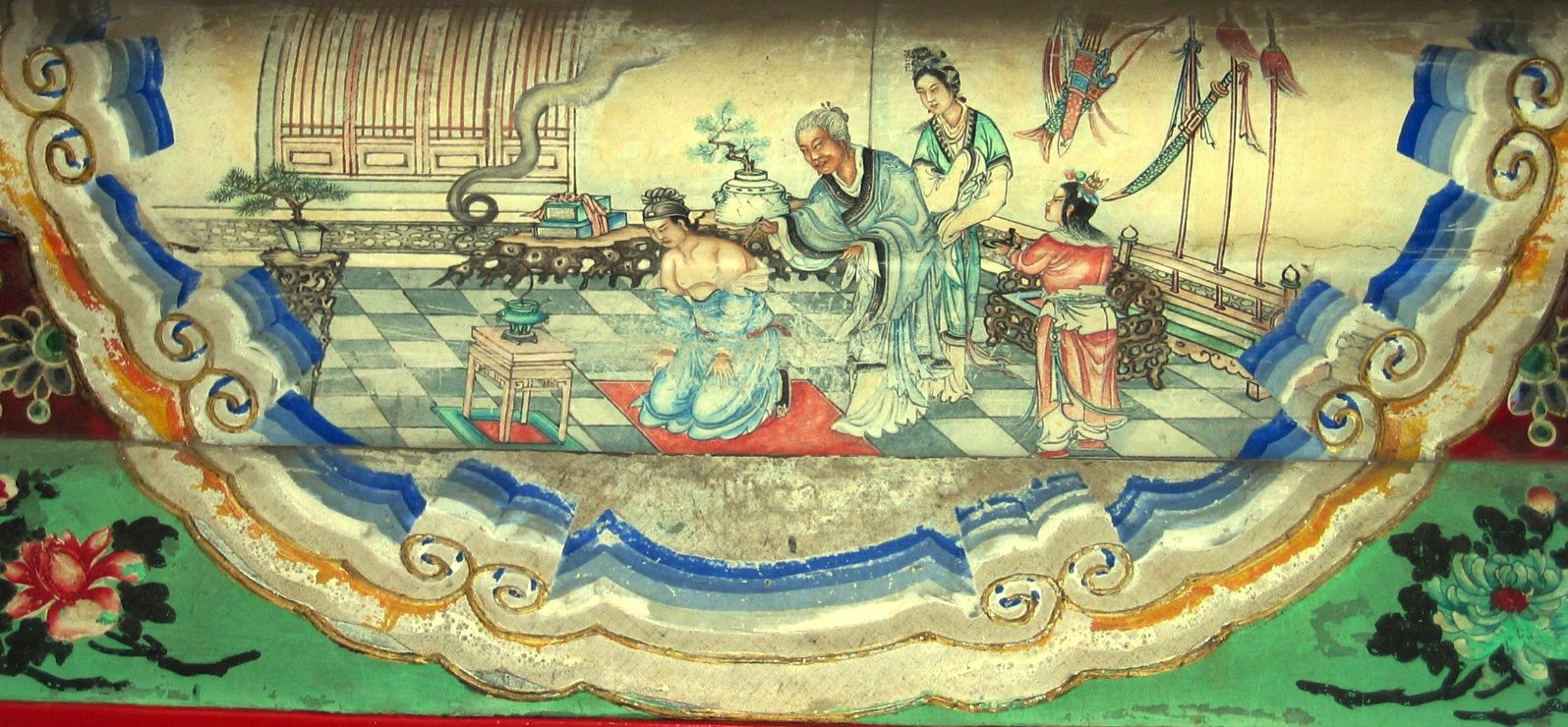
Nhạc mẫu Diêu Thị khắc chữ Tận trung báo quốc lên lưng Nhạc Phi.

Lúc này Nhạc Phi ở quê nhà tận mắt nhìn thấy nỗi thống khổ của người dân nhà Tống trước sự tàn bạo của quân Kim thì hết sức giận dữ. Tuy nhiên Nhạc Phi bị giằng xé giữa đi chiến đấu vì đất nước hay ở lại chăm sóc mẹ già Diêu thị. Diêu thị đã động viên ông hãy trân quý vinh dự được bảo vệ đất nước. Lúc này Lưu thị sinh cho ông đứa con trai thứ hai, được ông đặt tên là Nhạc Lôi. 
Ngày lên đường đi tòng quân, người mẹ Diêu thị đã yêu cầu Nhạc Phi cởi áo và xăm lên lưng ông bốn chữ lớn Tận trung báo quốc ("尽忠報國", nghĩa là hết lòng trung để trả ơn quốc gia) để ông phụng sự đất nước với lòng trung thành hết mực. Đây là những điều ghi tâm khắc cốt, trọn đời phấn đấu của ông. Mùa đông năm Tĩnh Khang nguyên niên đời vua Tống Khâm Tông (năm 1126), Nhạc Phi lại ra tòng quân. Đồng hương của Nhạc Phi là Vương Quý và Từ Khánh cũng đi theo Nhạc Phi tòng quân lần nữa.  
Tuy nhiên, không lâu sau, khi đơn vị của Nhạc Phi, Vương Quý, [[Từ Khánh còn chưa ra tới trận tuyến thì kinh đô Biện Kinh đã mất vào tay người Kim vào tháng 1 năm 1127. Bắc Tống kể như diệt vong. Quân Kim tha hồ cướp bóc, hãm hiếp, thảm sát khắp thành Biện Kinh. Hai vua Tống Huy Tông và Tống Khâm Tông cùng hàng loạt hoàng tử, công chúa, hoàng hậu, thái hậu (trong đó có Vi Thái hậu - mẹ của Khang vương Triệu Cấu và Trịnh Thái hậu), vương phi, hoàng thân nhà Tống, quan lại nhà Tống (trong đó có vợ chồng Tần Cối - Vương thị, Trương Thúc Dạ) đều bị nước Kim bắt sang Yên Kinh nước Kim (trong đó Trương Thúc Dạ chết ở dọc đường). Sự biến Tĩnh Khang là mối hận to lớn chưa từng thấy đối với triều đình và thần dân nhà Tống, và cũng là nỗi nhục hiếm thấy đối với 1 triều đại trong lịch sử Trung Quốc. Sự biến Tĩnh Khang năm 1127 đã trở thành một vết xước trong cuộc đời của Nhạc Phi, nung nấu tinh thần diệt Kim của ông.
Ngay sau khi không cứu kịp Biện Kinh, những anh hùng trẻ tuổi cùng làng của Nhạc Phi đều đề nghị ông và Vương Quý, Từ Khánh cùng toán quân của ông gia nhập bọn sơn tặc. Tuy nhiên, Nhạc Phi đã phản đối và yêu cầu một trong số toán quân của mình xăm 4 chữ "Tận trung báo quốc" lên trên lưng y như ông. Bất cứ khi nào có người nói muốn gia nhập bọn sơn tặc, ông sẽ cho họ xem hình xăm 4 chữ "Tận trung báo quốc" để họ thay đổi ý định. Kết quả Nhạc Phi cùng Vương Quý, Từ Khánh dẫn toán quân của mình một lần nữa gia nhập quân Cần vương của Khang vương Triệu Cấu ở Tương Châu (nay thuộc Hà Nam).
Người Nữ Chân nước Kim dù đánh chiếm Biện Kinh của Bắc Tống song họ không đủ nguồn lực để quản lý các lãnh thổ mới giành được. Thay vì trực tiếp sáp nhập, họ thành lập nên Đại Sở làm quốc gia vùng đệm, và lập cựu tể tướng Trương Bang Xương của Bắc Tống làm hoàng đế của Đại Sở vào tháng 3 âm lịch cùng năm 1127 (tức tháng 4 năm 1127). Kiến Khang, tức Nam Kinh ngày nay, trở thành kinh đô của Đại Sở.

### Dưới quyền Trương Tuấn (Trương Bá Anh), Tông Trạch và Trương Sở
Khang vương Triệu Cấu nhờ Lã Hảo Vấn giúp đỡ từ bên trong Đại Sở, chấm dứt chính quyền Đại Sở của Hoàng đế Trương Bang Xương (do người Kim lập). Trương Bang Xương quy phục Khang vương Triệu Cấu. Khang vương Triệu Cấu lên ngôi vua ở Ứng Thiên phủ (nay là Thương Khâu) vào tháng 6 cùng năm 1127, tức là vua Tống Cao Tông.  
Trương Tuấn (Trương Bá Anh) được vua Tống Cao Tông phong làm Ngự tiền doanh đô thống chế. Khi đó Nhạc Phi đứng dưới quyền quản lý của Tuấn. Dưới quyền Nhạc Phi khi đó có Vương Quý, Từ Khánh và Trương Hiến, dần dần hình thành nên Nhạc gia quân - quân đội riêng của Nhạc Phi.
Lúc này do gia cảnh của gia quyến Nhạc Phi nghèo khó, Nhạc Phi lại suốt ngày vắng nhà. Cuộc sống càng khó khăn cùng quẫn, vợ Nhạc Phi là Lưu thị không chịu được đã cải giá theo người khác. Một lần Nhạc Phi ghé thăm nhà ở Thang Âm, Hà Nam thì mới phát hiện người vợ Lưu thị đã lấy chồng khác. Đường đường là một người anh hùng dũng mãnh xông pha ngoài chiến trường làm quân địch hồn bay phách lạc mà lại không bảo vệ nổi gia đình nhỏ bé của mình, đây chính là một nỗi bi thương trong cuộc đời Nhạc Phi. Mẹ của Nhạc Phi phải chăm sóc hai đứa cháu nội Nhạc Vân và Nhạc Lôi cùng em Nhạc Phi là Nhạc Phiên để Nhạc Phi yên tâm chinh chiến bên ngoài.
Sau khi biết Niêm Hãn và Hoàn Nhan Tông Vọng dẫn quân Kim truy đuổi mình, vua Tống Cao Tông qua sông, tháo chạy về nam. Nhạc Phi yết kiến vua Tống Cao Tông ở Tương Châu, được vua Tống Cao Tông bổ nhiệm làm Thừa tín lang, rồi đổi làm Bỉnh nghĩa lang, thuộc quyền chỉ huy của Lưu thú Tông Trạch. 
Thấy vua Tống Cao Tông cứ chạy mãi về phương nam, Nhạc Phi là một quan cấp dưới với lòng ngay thẳng nghiêm túc, đã vượt cấp dâng sớ trách mắng chủ trương của phái chủ hoà do Hoàng Tiềm Thiện và Uông Bá Ngạn đứng đầu đang làm hại đất nước, kiến nghị vua Tống Cao Tông thừa lúc nước Kim chưa tạo được vị thế vững chắc ở miền bắc mà hãy thân chinh thống lĩnh sáu quân vượt lên phía Bắc, giành lại đất đai đã mất, khôi phục lại Trung Nguyên. Nhưng vua Tống Cao Tông bạc nhược lại không nghe những ý kiến này, mà ngược lại Nhạc Phi còn bị những quan lại của phái chủ hoà khép cho tội danh "quan nhỏ mà đã can dự vào việc quá quyền hạn" mà đòi bãi chức quan của Nhạc Phi. Nhạc Phi nhanh chóng bị vua Tống Cao Tông thu hồi chức quan, bị buộc phải rời khỏi quân đội của Tông Trạch.

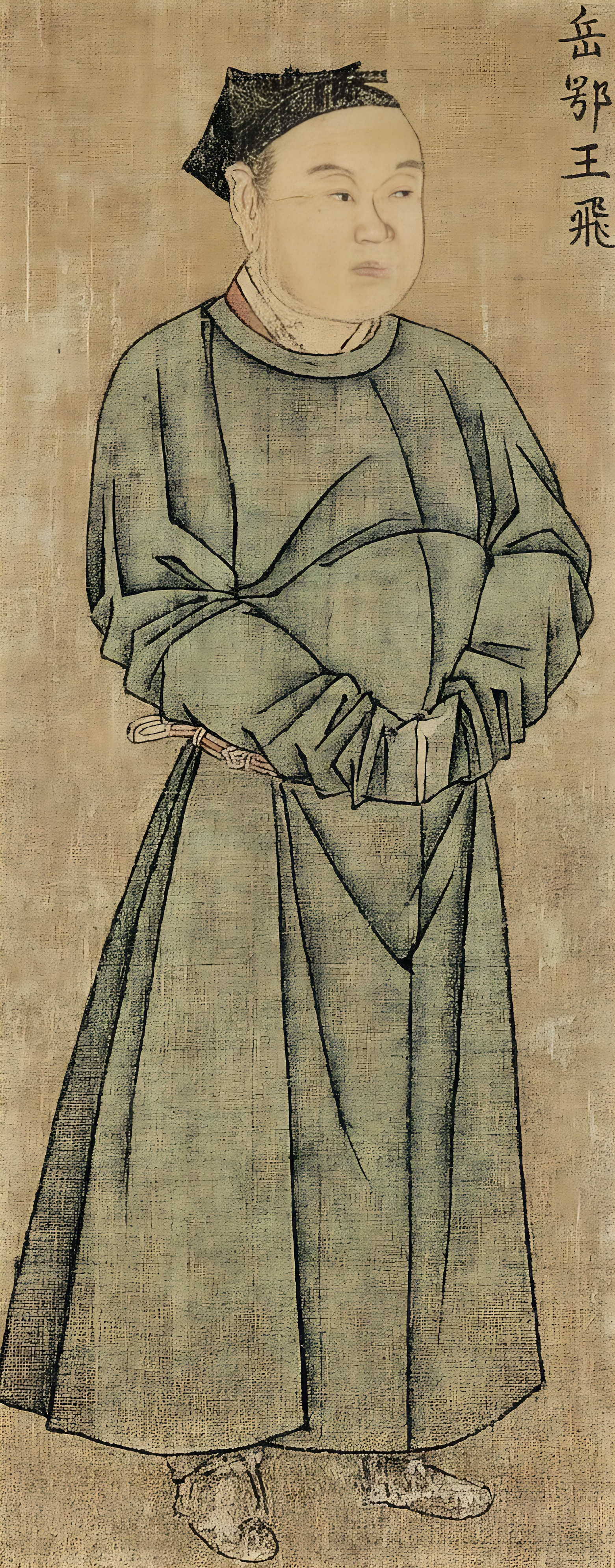
Tranh vẽ Nhạc Phi của Lưu Tùng Niên (劉松年) năm 1214

Nhưng quyết tâm của Nhạc Phi chống Kim không bao giờ thay đổi, ông đầu quân vào Chiêu thảo sứ Hà Bắc là Trương Sở, làm Trung quân Thống chế. Trương Sở nói chuyện với ông, rất lấy làm bằng lòng, bổ nhiệm ông làm chức Vũ kinh lang. Nhạc Phi khi đó được Trương Sở đối đãi vào hàng quốc sĩ. 
Sau đó Trương Sở lệnh cho Nhạc Phi theo Vương Ngạn vượt sông, tiến quân đến Thái Hàng sơn chiến đấu chống quân Kim do Ngột Truật chỉ huy. Quân Tống đến huyện Tân Hương (thuộc tỉnh Hà Nam hiện nay), thấy quân Kim đông đảo, Vương Ngạn không dám ra đánh, Nhạc Phi một mình dẫn bộ hạ huyết chiến cùng quân Kim, tự mình xông vào trận địa địch đoạt lấy đại kỳ chỉ huy của địch, bắt được tướng của quân Kim là Thát Bạt Ô Gia, đâm chết tướng giặc là Hắc Phong đại vương. Quân sĩ nhà Tống thấy thế hăng hái xông lên đánh tan quân Kim, thu phục lại Tân Hương. Ngày hôm sau lại đánh trận lớn, Nhạc Phi thân thể đầy thương tích, quân sĩ đều dồn hết sức mà đánh, quân Kim triệt thoái, tên tuổi Nhạc Phi lúc này vang danh khắp Hà Bắc.
Nước Kim sau đó tái khởi chiến tranh với Tống, phái Ngột Truật và Lâu Thất chỉ huy đánh nhà Tống. Vào lúc Trương Sở đang mời gọi hào kiệt kháng Kim, lấy Vương Ngạn làm Đô thống chế, Nhạc Phi làm Chuẩn bị tướng thì nghe tin tể tướng Lý Cương bị vua Tống Cao Tông bãi tướng. Triều đình nhà Tống lấy Vương Khuê thay thế Trương Sở, khiến Trương Sở từ chức, lui về làm Trực Long Đồ các, được an trí ở Lĩnh Nam (Trương Sở mất tại nơi lưu đày cuối năm 1127). Con trai Trương Sở là Trương Tông Bản được Nhạc Phi tâu vua Tống Cao Tông xin bổ dụng làm quan.

### Dưới quyền Tông Trạch tiếp tục kháng Kim
Nhạc Phi tự biết cùng với Vương Ngạn không hợp nên ông quay về với Tông Trạch, làm thống chế. Tông Trạch trị quân nghiêm minh, thể tuất tướng sĩ, đối với các lộ quân Tống đều coi như nhau, tàn binh Tống tản mác khắp vùng Hà Sóc đều nhanh chóng tụ họp về dưới quyền Tông Trạch, trong đó có không ít tướng soái kiệt xuất. Nhạc Phi cũng là một trong số đó, tham gia vào quân đội của Tông Trạch để kháng Kim.
Đầu tháng 12 năm 1127, quân Kim do Ngột Truật chỉ huy chia 3 đường nam hạ, ý đồ trước hết đánh chiếm Biện Kinh, rồi nhân đó tiêu diệt vương triều Nam Tống. Tông Trạch điều binh khiển tướng, lệnh cho Lưu Diễn chi viện cho Hoạt Châu và Lưu Đạt đến Trịnh Châu nhằm chia bớt thế công của quân Kim nhắm vào Biện Kinh. Tông Trạch lại chọn thêm mấy nghìn tinh binh do Nhạc Phi, Vương Quý, Từ Khánh và Trương Hiến chỉ huy vòng ra phía sau quân Kim chặn đường lui của quân Kim đại thắng quân Kim một trận lớn.
Tháng 1 năm 1128, Niêm Hãn soái đại đội nhân mã nước Kim từ Trịnh Châu tập kích Biện Kinh, tiến đến cầu gỗ cách thành 7 dặm, hoàn toàn rơi vào ổ mai phục của Tông Trạch và Nhạc Phi. Quân Tống của Tông Trạch và Nhạc Phi, Vương Quý, Từ Khánh và Trương Hiến xông ra, 4 mặt vây đánh, quân Kim tan rã, quân Tống thừa thắng thu phục Duyên Tân, Tạc Thành, Hà Âm,… đuổi đến Hoạt Châu, phá hủy doanh trại chứa đầy lương thảo, quân nhu của quân Kim cách thành Hoạt Châu 30 dặm về phía tây. 
Tháng 2 năm 1128, Niêm Hãn dẫn quân Kim quay trở lại tấn công dữ dội vào phòng tuyến của Tông Trạch, đảo ngược tình thế và lại đánh chiếm Hoạt Châu của nhà Tống. Tông Trạch phái Vương Tuyên, Nhạc Phi, Vương Quý, Từ Khánh và Trương Hiến đem quân đánh bại Niêm Hãn và đuổi quân của Niêm Hãn ra khỏi Hoạt Châu. Tàn binh Kim của Niêm Hãn phải vượt Hoàng Hà bỏ trốn về bắc.
Tháng 7 năm 1128, Tông Trạch sau nhiều lần xin vua Tống Cao Tông bắc phạt không thành thì qua đời. Con trai Tông Trạch là Tông Dĩnh cùng Nhạc Phi đưa linh cữu của Tông Trạch về hợp táng với phu nhân Trần thị ở núi Kinh Hiện, Trấn Giang. Phương pháp tổ chức binh dân hợp nhất và chí lớn bắc phạt của Tông Trạch được Nhạc Phi học tập và kế tục.

### Dưới quyền Đỗ Sung anh dũng chống Kim
Đỗ Sung lên thay chức Lưu thú của Tông Trạch, trấn giữ Biện Kinh. Nhạc Phi, Vương Quý, Từ Khánh và Trương Hiến phụng sự dưới trướng của Đỗ Sung. Người Kim được tin bèn chuẩn bị kéo đến, đưa binh từ Thiểm Tây hợp với đại quân cùng đánh mạnh về phía nam. Nhạc Phi thường xuyên đánh nhau với quân Kim, thường thắng, dần dần được thăng đến chức Vũ đức đại phu, làm chế sứ ở Anh Chân. 
Ngột Truật biết Đỗ Sung bất tài nên lại dẫn 10 vạn quân "Thiết Phù Đồ" (铁浮屠) nước Kim (toàn quân bọc giáp, chiến mã cũng bọc giáp) nam hạ đánh Tống. Nhạc Phi xin Đỗ Sung cho xuất quân tiếp chiến quân Kim. Đỗ Sung không thích Nhạc Phi nhưng thấy Nhạc Phi rất hăng hái muốn chiến đấu nhưng vẫn cho Nhạc Phi xuất quân, nhưng chỉ cho Nhạc Phi dẫn 800 quân đi chống lại 10 vạn quân "Thiết Phù Đồ" nước Kim của Ngột Truật. Mặt khác Đỗ Sung cho quân chuẩn bị phá đê Hoàng Hà để nhấn chìm quân Kim và quân đội của Nhạc Phi. Trận đánh diễn ra. Nhạc Phi cho quân đội chia nhau đánh tiêu hao sức lực của quân Kim. Vì toàn quân "Thiết Phù Đồ" nước Kim bọc giáp, chiến mã cũng bọc giáp nhưng không bọc giáp 4 chân của chiến mã, Nhạc Phi lệnh cho Nhạc gia quân của mình tiến hành chém vào chân của chiến mã nước Kim, khiến đại quân "Thiết Phù Đồ" nước Kim ai nấy đều bị ngã ngựa và bị quân của Nhạc Phi giết chết trong lúc hỗn loạn. Khi hai bên đang đánh nhau còn chưa phân thắng bại thì Đỗ Sung đã cho phá đê Hoàng Hà làm nước nhấn chìm quân đội Nhạc Phi và quân "Thiết Phù Đồ" của Ngột Truật. Nước cuốn trôi nhà cửa của rất nhiều dân chúng Tống - Kim hai bờ nam bắc Hoàng Hà. Ngột Truật thoát được về bắc với vài trăm tên lính Kim. Còn Nhạc Phi cùng vài thân tín phải trốn lên 1 ngọn núi, đợi đến khi nước sông rút bớt thì mới về nam hội với Đỗ Sung. Trận này được cũng coi là một trận đại thắng của Nhạc Phi khi lấy ít thắng nhiều.
Lúc này Nhạc Phi quay về quê Thang Âm, Hà Nam của ông để thăm gia đình. Sau đó Nhạc Phi lấy người vợ họ Lý hơn ông hai, ba tuổi (gọi là Lý thị). Đây chính là mẫu mẹ hiền vợ đảm điển hình. Lý thị rất hiếu thuận với mẹ chồng Diêu thị, yêu thương Nhạc Vân 10 tuổi, Nhạc Lôi 3 tuổi - con riêng của Nhạc Phi nhất mực. Lý thị đã trở thành hậu phương vững chắc, giúp Nhạc Phi giảm bớt lo âu và vững tâm nơi chiến trường.
Lúc này vua Tống Cao Tông liên tục bị quân Kim truy đuổi xuống phía nam. Tháng 3 năm 1129, vua Tông Cao Tông ở Hàng Châu bị hai tướng Miêu Phó và Lưu Chính Ngạn làm binh biến ép phải thoái vị, nhường ngôi cho con của Tống Cao Tông là Triệu Phu 2 tuổi và để Long Hựu Thái hậu Mạnh thị (Hoàng hậu dưới thời Tống Triết Tông) làm nhiếp chính. Tháng 4 năm 1129, các tướng cầm quân ở ngoài gồm Lã Di Hạo, Trương Tuấn (Trương Bá Anh), Hàn Thế Trung, Trương Tuấn (Trương Đức Viễn)... hợp binh tiến vào Hàng Châu. Miêu Phó thấy tình hình nguy cấp quá, lại nghe theo Chu Thắng Phi, quyết định nhận tội và lập lại vua Tống Cao Tông quay lại ngai vàng, phế hoàng đế Triệu Phu xuống làm Thái tử. Không lâu sau, Miêu Phó và Lưu Chính Ngạn đều bị tiêu diệt. Cuộc chính biến này đã ảnh hưởng đến thái độ của vua Tống Cao Tông trong việc đối nội, khiến vua Tống Cao Tông không còn tin tưởng vào các tướng nữa, đặc biệt là ảnh hưởng rất lớn đến kết cục sau này của Nhạc Phi.
Tháng 5 năm 1129, vua Tống Cao Tông chạy đến Kiến Khang (nay là Nam Kinh) và đổi tên Hàng Châu thành Lâm An phủ. Tháng 6 năm 1129, Lưu thú Đỗ Sung cùng Vương Tiếp dẫn quân về nam. Một mình Nhạc Phi lãnh quân bản độ cùng các tướng dưới quyền là Vương Quý, Từ Khánh và Trương Hiến đi đóng ở vùng Quảng Đức. Gia quyến của Nhạc Phi gồm mẹ là Diêu thị, vợ là Lý thị, hai con trai là Nhạc Vân và Nhạc Lôi, em trai là Nhạc Phiên cũng phải di dời từ Thang Âm, Hà Nam xuống Quảng Đức. Việc Đỗ Sung bỏ Biện Kinh về nam khiến Kiến Khang phải đối mặt với nguy cơ bị quân Kim tấn công trực diện. 
Mùa thu năm 1129, Ngột Truật dẫn quân "Thiết Phù Đồ" nước Kim đánh mạnh vào Sơn Đông nhà Tống, chuẩn bị vào vùng Giang, Chiết. Vua Tống Cao Tông thấy thế sợ hãi, lại từ Kiến Khang chạy về Lâm An vào tháng 9 năm 1129, để lại Kiến Khang (Kim Lăng, nay là Nam Kinh) cho Đỗ Sung và Vương Tiếp tiếp quản.
Tháng 10 năm 1129, Ngột Truật dẫn quân Kim nam hạ đánh nhà Tống, đánh chiếm nhiều vùng phía bắc sông Hoài. Đỗ Sung ở Giang Hoài vẫn đóng cửa thành Kiến Khang không thèm đem quân đến cứu các quận, các tuyến phòng thủ của nhà Tống liên tục bị tan vỡ trức sức mạnh của người Kim. Nhạc Phi đến Kiến Khang khuyên Đỗ Sung nên coi việc quân. Đỗ Sung nhất định không nghe. Lúc này tại căn cứ Quảng Đức của Nhạc gia quân, người vợ Lý thị sinh cho Nhạc Phi một đứa con gái (dân gian gọi là Nhạc thị). 
Mãi cho đến khi quân Kim của Ngột Truật vượt sông Trường Giang, tiến sát Kiến Khang thì Đỗ Sung mới nhận ra tình huống đã nguy cấp. Quân Kim từ bến đò Mã gia vượt qua sông. Đỗ Sung mới sai Nhạc Phi ra chống quân Kim. Nhạc Phi ra sức chiến đấu nhưng không thắng nổi. Các tướng Tống đều bỏ chạy, Đỗ Sung lại hàng quân Kim. Vương Tiếp dẫn tàn quân Tống không hàng Kim như Đỗ Sung nhưng lại đi cướp bóc của dân chúng rồi tháo chạy. Các tướng Tống giữ thành Kiến Khang là bọn Trần Bang Quang và Lý Chuyết mở cửa thành cho quân Kim tiến vào. Quân Kim của Ngột Truật ùn ùn kéo vào Kiến Khang. Kiến Khang rơi vào tay người Kim trong tháng 1 năm 1130. Vua Tống Cao Tông phải bỏ Lâm An, lên thuyền chạy ra Minh Châu (nay là Ninh Ba). Quân Kim nghe tin triều đình nhà Tống đã bỏ Lâm An thì lập tức lên thuyền đi từ Giang Âm đến khu vực Thượng Hải ngày nay.
Nhạc Phi cùng Nhạc gia quân khi đó vẫn ra sức chiến đấu với quân Kim. Cuối cùng căn cứ Quảng Đức của Nhạc gia quân cũng bị quân Kim đánh chiếm. Nhạc Phi phải cho rút quân về phía tây nam. Gia quyến của Nhạc Phi gồm mẹ là Diêu thị, vợ là Lý thị, hai con trai là Nhạc Vân, Nhạc Lôi và con gái Nhạc thị, em trai là Nhạc Phiên cũng phải di tản theo Nhạc gia quân.

### Đại thắng quân Kim, tái chiếm Kiến Khang
Sau khi không tìm được vua Tống Cao Tông ở ngoài biển, Ngột Truật tiến quân về lại Lâm An. Nhạc Phi dẫn Vương Quý, Từ Khánh, Trương Hiến chặn đánh quân Kim của Ngột Truật ở Quảng Đức, 6 lần đánh, 6 lần thắng, bắt được tướng Kim là Vương Quyền, chém hơn 40 thủ cấp quân Kim. Nhân ban đêm, Nhạc Phi nổi lửa đánh tràn phá tan quân Kim. Quân Kim tranh nhau đầu hàng Nhạc Phi. 
Cùng năm 1130, con trai trưởng của Nhạc Phi là Nhạc Vân (năm đó mới 11 tuổi) gia nhập vào đội ngũ của Trương Hiến để cùng cha đi xông pha chiến trận. 
Ngột Truật lại dẫn quân Kim đánh Thường Châu (thuộc tỉnh Giang Tô ngày nay) nhà Tống. Nhạc Phi quan tâm đến binh sĩ nhà Tống và đích thân thăm hỏi khi họ ốm đau. Ông sẵn lòng giúp đỡ các gia đình người Tống có binh sĩ nhà Tống tử trận. Nhưng ông cũng là người nghiêm khắc với quân lính nhà Tống. Quân đội của Nhạc Phi khi đó đang thiếu thốn lương thực, bị đói khổ nhưng vẫn giữ kỷ luật nghiêm minh. Nhạc Phi nêu khẩu hiệu: "Thà chết đói cũng không đi cướp lương thực của dân."
Nhạc gia quân của Nhạc Phi hành quân qua các làng mạc thì không cướp bóc của dân, tiếng lành đồn khắp nơi. Quan huyện nhà Tống ở Nghi Hưng cho Nhạc gia quân của ông lương thực và cho Nhạc gia quân đóng quân để chống Kim. Gia quyến của ông cũng đến Nghi Hưng.
Vương Tiếp sau đó dẫn tàn quân Tống gia nhập dưới trướng của Nhạc Phi. Tuy nhiên Vương Tiếp muốn làm binh biến giết Nhạc Phi làm quà tặng cho người Kim. Hắn ta dẫn thân tín nổi loạn chống đối Nhạc Phi. Nhạc Phi chỉ huy quân đội đánh bại và giết chết Vương Tiếp.

Nước Kim xâm lược nhà Tống (1126 – 1130)

Tháng 7 năm 1130, Nhạc Phi được vua Tống Cao Tông sai người đem thánh chỉ đến phong chức Thông Thái trấn phủ sứ, kiêm tri Thái châu. Vương Quý giữ chức Thông Thái trấn phủ ti thống chế, dưới trướng trấn phủ sứ Nhạc Phi.
Sau đó Nhạc Phi tiến quân đến Thường Châu (thuộc tỉnh Giang Tô ngày nay), đánh với quân Kim của Ngột Truật bốn trận, quân Kim thua trận. Nhạc Phi tiếp tục truy kích, giành thêm chiến thắng ở trấn Giang Đông, Thanh Thủy. Ngột Truật nhanh chân cho quân chạy về Kiến Khang (nay là thành phố Nam Kinh), Nhạc Phi cho quân phục kích tại núi Ngưu Đầu đánh bại Ngột Truật. Nhân đêm tối, Nhạc Phi sai 100 người mặc áo đen, trà trộn vào doanh trại của quân Kim để quấy phá. Quân Kim sợ hãi, tự chém giết lẫn nhau. Khi Ngột Truật đang đóng quân ở Long Loan. Nhạc Phi đem 300 kỵ binh, 2000 bộ binh, dong ruổi đến Tân Thành, phá tan quân Kim. Ngột Truật lại chạy về Hoài Tây, Nhạc Phi thu hồi được Kiến Khang. Ngột Truật dẫn quân Kim trở về, Nhạc Phi chặn đánh Ngột Truật ở Tỉnh An, lại phá tan quân Kim của Ngột Truật. Nhạc Phi đã bảo toàn được nửa mảnh giang sơn Giang Nam của Nam Tống. Lúc này Nhạc Phi đã có trong tay 4 vạn quân, trở thành danh tướng kháng Kim uy danh bốn phương, khi tuổi mới tròn 27. Bị Nhạc Phi chiếm mất Kiến Khang, Ngột Truật bị tuyệt đường về nước, nên quyết định hạ Sở châu để mở đường. Tướng Tống giữ thành Sở châu Triệu Lập tử chiến, quân Kim trốn thoát được về bắc. 
Vua Tống Cao Tông từ ngoài biển đi thuyền quay về kinh đô Lâm An. Nhạc Phi được vua Tống Cao Tông phong làm Phòng ngự sử ở Xương Châu, kiêm chức Trấn phủ sư Thái Châu. Nhưng trung nguyên chưa khôi phục, chí nguyện của Nhạc Phi chưa được thoả.
Cũng trong tháng 8 năm 1130, Nguyên soái tả giám quân nước Kim là Thát Lại vây khốn Sở châu nhà Tống, buộc Nhạc Phi phải dẫn kỵ binh đi trước, để thống chế Vương Quý dẫn quân chủ lực từ Giang Âm qua sông. Không lâu sau, Sở châu thất thủ. Nhạc Phi và Vương Quý phải rút quân về Thái châu. 
Tháng 10 năm 1130, vua Kim Thái Tông chính thức sắc phong Lưu Dự làm "Đại Tề Hoàng đế", chia Hoàng Hà phía nam thuộc quyền thống trị của Đại Tề (nhằm tạo ra một lá chắn giữa nhà Tống và nước Kim), lấy phủ Đại Danh làm kinh đô.
Lúc này tại căn cứ Nghi Hưng của Nhạc gia quân, Lý thị sinh con Nhạc Phi thêm một đứa con trai, được Nhạc Phi đặt tên là Nhạc Lâm. 
Mùa đông năm 1130, Thát Lại nước Kim dùng gian kế cử đại thần cũ của Bắc Tống là Tần Cối trở về nhà Tống làm gian tế trong việc nghị hòa. Tần Cối cùng vợ là Vương thị được về nước, khai với vua Tống Cao Tông rằng mình giết giám ngục rồi cướp thuyền, theo đường biển mà trở về nam. Các đại thần trong triều tỏ ý nghi hoặc, nhưng bọn Phạm Tòng Doãn, Lý Hồi ra sức biện bạch, nói Tần Cối đáng tin dùng. Vua Tống Cao Tông phong cho Tần Cối làm Lễ Bộ thượng thư.
Tháng 11 năm 1130, Thát Lại dẫn quân Kim đánh Thái châu nhà Tống. Nhạc Phi cùng Nhạc gia quân phải rút quân về bờ nam.

### Dưới quyền Trương Tuấn (Trương Bá Anh) đánh dẹp Thích Phương và Lý Thành
Sau khi thu phục được Kiến Khang và cầm cự với quân Kim của Thát Lại, Nhạc Phi chuyển quân sang đánh các vùng như Giang Tây, Hồ Nam, Lưỡng Quảng (Quảng Đông và Quảng Tây) và Phúc Kiến, bình định diệt trừ các nhóm thảo khấu cũng như các cuộc khởi nghĩa nông dân, củng cố chính quyền Nam Tống. Năm 1131, Nhạc Phi dẫn Nhạc gia quân của mình đánh tan cuộc khởi nghĩa của Thích Phương. Thích Phương đến hàng Trương Tuấn (Trương Bá Anh) của nhà Tống. Vua Tống Cao Tông phong Trương Tuấn làm Giang Hoài chiêu thảo sứ, Trương Tuấn lại cho Nhạc Phi làm Phó Giang Hoài chiêu thảo sứ.
Sau đó cùng năm 1131, Mã Tiến dưới quyền nghĩa quân Lý Thành dẫn quân đánh Quân châu và Giang châu nhà Tống. Trương Tuấn (Trương Bá Anh) và Nhạc Phi được vua Tống Cao Tông cử đi tiêu diệt. Mã Tiến kéo quân hạ doanh lập trại ở Tây Sơn, thanh thế rất lớn. Trương Tuấn cho án binh bất động khoảng 10 hôm. Mã Tiến viết thư hẹn ngày giao chiến. Trương Tuấn phúc đáp nhưng không hẹn rõ ngày khai chiến. Mã Tiến tưởng Trương Tuấn sợ mình nên chẳng đề phòng. Khi đó Nhạc Phi đã đưa quân vào thành và tình nguyện làm tiên phong. Trương Tuấn bèn lệnh Dương Nghi Trung đưa quân đến Sính Mễ, Nhạc Phi nghênh địch ở phía trước. Nhạc Phi xông thẳng vào trại giặc, Mã Tiến bị bát ngờ phải chạy về Quân châu. Nhạc Phi lại đuổi theo Mã Tiến đến Đông Thành rồi dùng kế mai phục đánh bại Mã Tiến một trận nữa. Trương Tuấn và Dương Nghi Trung cũng tới tiếp ứng, Mã Tiến chạy sang Nam Đường. Lý Thành dẫn 20 vạn quân đến cứu, giao chiến với Trương Tuấn mà cũng bị thua to. Quân triều đình lấy lại Quân châu và Lâm Giang quân.
Khi đó quân của Lý Thành chiếm cứ Hạp Hà, dựa vào địa hình hiểm trở. Trương Tuấn nhân đem tối tập kích, cướp trại địch. Trương Tuấn lệnh Dương Nghi Trung vượt sông từ mặt tây, còn mình cùng Nhạc Phi từ mặt đông. Trong đêm, người ngặm tăm, ngựa tháo nhạc tất cả qua chống rồi sau một tiếng hô thì tiến vào trại địch. Trương Tuấn và Nhạc Phi giành lại Giang châu, Hưng Quốc quân và nhiều vùng khác. Trương Tuấn và Nhạc Phi lại dẫn quân vượt sông đến huyện Hoàng Mai giao chiến với Lý Thành. Nhạc Phi dựa vào điểm mạnh, điểm yếu của từng loại binh chủng mà đánh tan quân đội của Lý Thành đông gấp mấy lần Nhạc gia quân của ông. Lý Thành thua trận, vượt sông sang hàng chính quyền Đại Tề của vua Lưu Dự, còn Mã Tiến bị giết.

### Đánh dẹp Tào Thành, thu phục Dương Tái Hưng
Tháng 11 cùng năm 1131, triều đình nhà Tống hạ lệnh Tào Thành suất bộ tiến về Lâm An nhưng Tào Thành không nghe lệnh. Tào Thành còn thu quân 10 vạn, ý đồ cướp phá vùng đông nam nhà Tống, còn thông đồng người Kim. 
Tháng 1 năm 1132, triều đình nhà Tống phong Nhạc Phi nhậm quyền tri châu Đàm Châu, quyền Kinh Hồ Đông lộ An Phủ sứ, Mã bộ quân Đô tổng quản để đi trấn áp Tào Thành ở đất Hồ Tương. Nhạc Phi đánh bại Tào Thành một trận lớn, bắt được nhiều tù binh, trong đó có phụ nữ. Tướng của Nhạc Phi là Hàn Thuận Phu mở tiệc, bỏ yên, cởi giáp, bắt phụ nữ của giặc hầu rượu. Bộ tướng của Tào Thành là Dương Tái Hưng đem người tập kích doanh trại của Nhạc Phi, chém tướng thứ năm của Nhạc Phi là Hàn Thuận Phu đứt cánh tay. Hàn Thuận Phu bị thương nặng mà chết. Sau đó, Dương Tái Hưng lại kịch chiến với Tiền quân thống chế Trương Hiến và Hậu quân thống chế Vương Kinh của Nhạc Phi, giết chết em Nhạc Phi là Nhạc Phiên (岳翻). 
Tháng 4 năm 1132, Tào Thành bị Nhạc Phi đánh bại, Dương Tái Hưng bỏ chạy. Dương Tái Hưng rơi vào khe núi và bị Trương Hiến bắt sống. Trương Hiến muốn giết Dương Tái Hưng. [Dương Tái Hưng xin hàng Nhạc Phi và được thu dụng.. 
Nghe tin Tào Thành chạy sang Liên châu, Nhạc Phi phái Trương Hiến, Vương Quý, Từ Khánh truy kích. Trương Hiến cùng chư tướng nhận lệnh vừa tiến quân vừa chiêu hàng, được hơn 2 vạn nghĩa quân. Tào Thành lại thua chạy, có Hác Chánh chạy ra Nguyên Châu, đánh tiếng báo thù cho Tào Thành, khiến bộ hạ đều chít vải trắng, quan quân gọi là Bạch cân tặc. Trương Hiến chỉ mất 1 hồi trống là bắt được Hác Chánh. Trương Hiến lại đuổi Tào Thành đến Quảng Nam đông lộ. Nhạc Phi phái Vương Quý tiếp tục truy quét Tào Thành đến Kinh Hồ nam lộ. Quân đội của Nhạc Phi bình định vùng Lĩnh Biểu.
Lúc này người vợ Lý thị của Nhạc Phi sinh cho ông thêm một người con trai, được Nhạc Phi đặt tên là Nhạc Chấn.

### Bình định phản loạn ở Cát Kiền
Tháng 2 năm 1133, triều đình nhà Tống lệnh cho Nhạc Phi bình định bọn Bành Hữu, Lý Mãn (đang chiếm cứ Cát Châu), và Trần Ngung, La Nhàn (đang chiếm cứ Kiền Châu). Phản quân này tổng cộng mười người cát cứ hai châu, đánh cướp các nơi, phản kháng triều đình nhà Tống. Các quận Tuần, Mai, Quảng, Huệ, Anh, Thiều, Nam Hùng, Nam An, Kiến Xương, Đinh, Thiệu Vũ đều theo phản quân chống lại nhà Tống. 
Tháng 4 năm 1133, Nhạc Phi dẫn quân tới Cát Châu, phái Vương Quý, Trương Hiến tiến binh, bắt sống bọn người Bành Hữu, Lý Mãn. Nhạc Phi thừa thắng tiến công Kiền Châu. Lợi dụng địa hình, Nhạc Phi phái quân cảm tử nhanh chóng tấn công lên đỉnh núi, khiến phản quân đại loạn bỏ đỉnh núi chạy tán loạn tứ phía. Nhạc Phi cho kỵ binh bao vây chặt bọn họ. Nhạc Phi lại chia binh tiến đánh mấy trăm tòa sơn trại của phản quân, mỗi ngày phá một trại, phản quân sợ hãi, các nơi sơn trại liên tiếp thất thủ. Nhạc Phi sau đó còn thu phục lại các quận Tuần, Mai, Quảng, Huệ, Anh, Thiều, Nam Hùng, Nam An, Kiến Xương, Đinh, Thiệu Vũ cho nhà Tống. 
Triều đình nhà Tống khi đó đã suy yếu, cuộc sống dân chúng đói khổ, nước Kim thường xuyên xâm lấn, nên người dân mới nổi lên, có những người là bất đắc dĩ. Phản quân Kiền Châu bấy giờ cầu xin triều đình nhà Tống tha mạng, Nhạc Phi hạ lệnh cho Nhạc gia quân không được chém giết hàng binh, chấp nhận cho họ đầu hàng. Ban đầu Long Hựu thái hậu rất kinh sợ điều này, vua Tống Cao Tông mật lệnh cho Nhạc Phi sau khi chiếm được thành Kiền Châu thì giết hết dân chúng trong thành, thậm chí vua Tống Cao Tông còn lệnh cho Nhạc Phi giết hết những người dân trong các ngôi làng, các thị trấn từng theo phản quân để trị tội tạo phản. Theo Tống sử, Nhạc Phi xin vua Tống Cao Tông tha tội chết cho những người dân trong thành Kiền Châu, các ngôi làng, các thị trấn từng theo phản quân, chỉ hành quyết những kẻ kích động cho cuộc nổi loạn trong các nghĩa quân. Vua Tống Cao Tông không đồng ý.
Tháng 9 năm 1133, Nhạc Phi dâng biểu thỉnh công, mong triều đình thăng ba chức quan cho Vương Quý và đồng thời xin vua Tống Cao Tông tha mạng cho những người dân trong thành Kiền Châu, các ngôi làng, các thị trấn từng theo phản quân. Triều đình nhà Tống nhận thấy Vương Quý đã giữ chức Vũ Hiển đại phu, nên quan chức phải trao cho người thân. Khi đó phó tướng, Thừa tiết lang Dương Tái Hưng cũng có công bình định Cát, Kiền nên cũng được nhận chiếu thư khen thưởng của vua Tống Cao Tông. Trương Hiến đang ở chức Thần Vũ phó quân thống lĩnh quan, Vũ công lang, Các môn tuyên tán xá nhân, nhờ công lao này cũng được thăng làm Vũ lược đại phu, Cát Châu thứ sử. 
Thấy vua Tống Cao Tông mặc kệ thỉnh cầu xin tha mạng cho dân chúng của Nhạc Phi, Nhạc Phi liền khẩn cầu thêm nhiều lần nữa, vua Tống Cao Tông mới đồng ý ban lệnh xá tội cho họ nhưng trong lòng bắt đầu không hài lòng về Nhạc Phi. Dân chúng trong thành Kiền Châu, các ngôi làng, các thị trấn từng theo phản quân rất cảm kích ân đức của Nhạc Phi, thậm chí họ còn vẽ chân dung Nhạc Phi để thờ cúng.

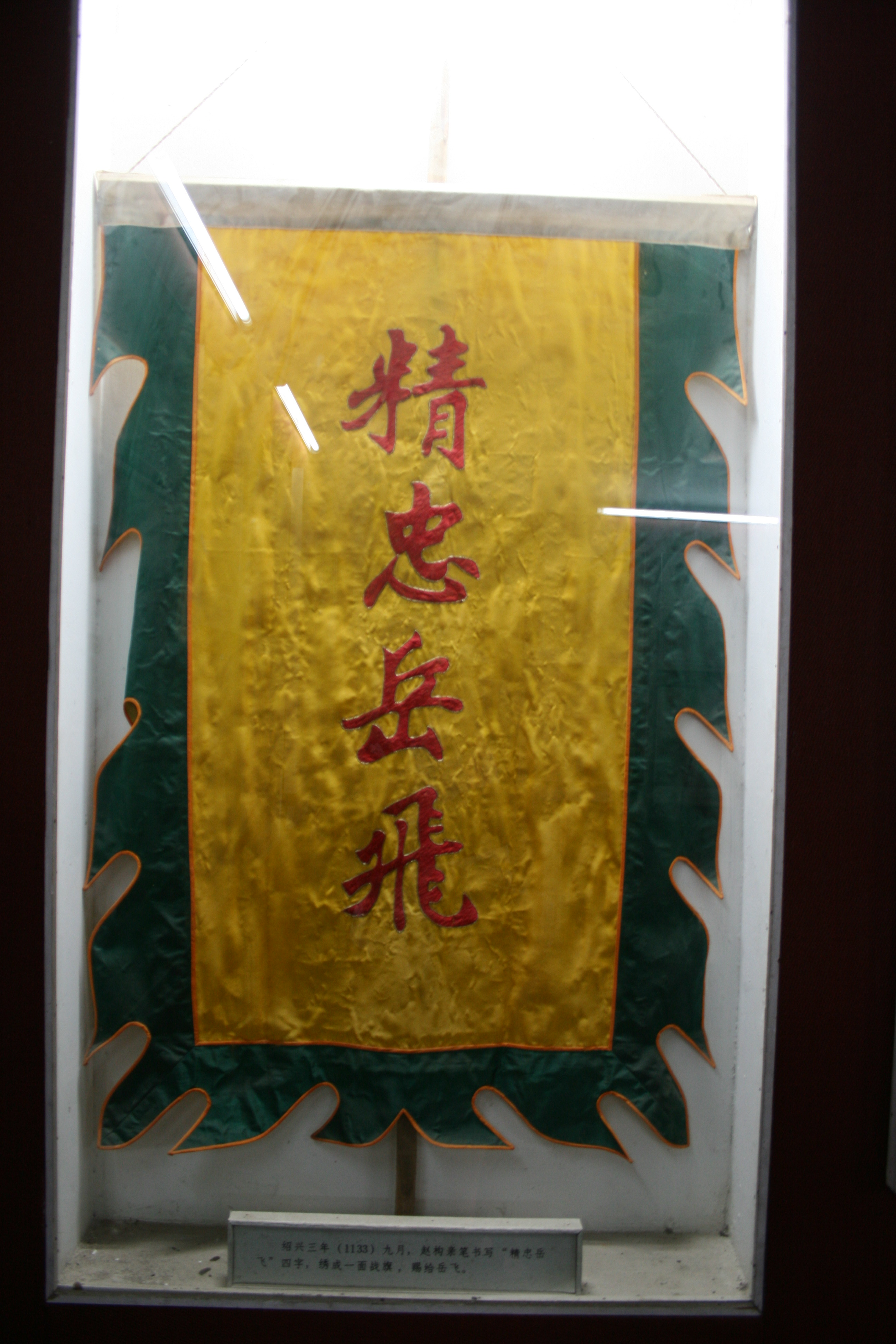
Lá cờ "Tinh trung Nhạc Phi" (精忠岳飛, nghĩa là "Sự trung thành thuần khiết của Nhạc Phi") được vua Tống Cao Tông ban tặng cho Nhạc Phi vào năm 1133. Trong suốt 8 năm chinh chiến về sau (1133 - 1141), Nhạc Phi luôn mang theo lá cờ này ra chiến trường vì vua Tống Cao Tông và nhà Nam Tống.

Để khen thưởng cho chiến công của Nhạc Phi, vua Tống Cao Tông cho người thêu bốn chữ lớn trên nền lá cờ "Tinh trung Nhạc Phi" (精忠岳飛, nghĩa là "Sự trung thành thuần khiết của Nhạc Phi") để ca ngợi lòng trung thành của Nhạc Phi với Hoàng đế và với muôn dân nhà Tống. Vua Tống Cao Tông lại thăng Nhạc Phi làm Tri sứ Giang Tây. 
Lúc đó Nhạc Phi đã là tướng quân của một đội quân hùng hậu nhất tại vùng trung du sông Trường Giang, nhưng Nhạc Phi vẫn chưa hài lòng. Ông không quên khôi phục Trung Nguyên, đã nhiều lần dâng sớ yêu cầu vua Tống Cao Tông cho ông dẫn quân đi bắc phạt, nhưng vua Tống Cao Tông không chấp nhận (do khi đó vua Tống Cao Tông đang đợi tin tức từ cuộc bắc phạt vào nước Kim của quân nổi dậy Lý Hoành).

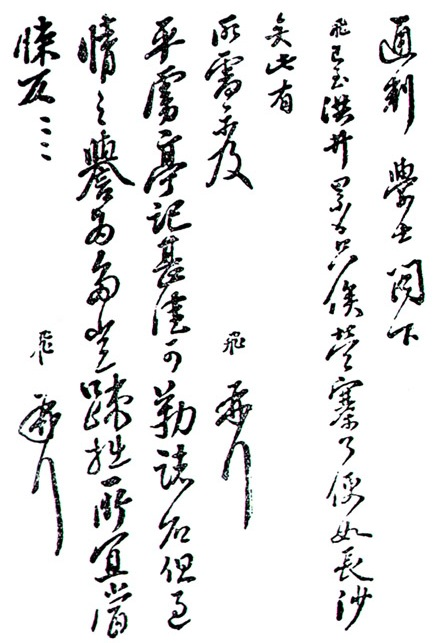
Hiện vật có chữ thư pháp được viết bởi chính Nhạc Phi.

Sau đó người vợ Lý thị sinh cho Nhạc Phi thêm một đứa con trai, được Nhạc Phi đặt tên là Nhạc Ai.
Lúc này các cánh quân của Lý Hoành đã tấn công vào Đồng Quan, liên tục đánh bại quân Đại Tề. Tuy nhiên, Lý Hoành tuy uy dũng nhưng thiếu kỉ luật, để cho người Kim nắm được điểm yếu. Tướng Đại Tề là Lý Thành dẫn 20.000 quân Tề công đánh Quắc châu, quân triều đình nhà Tống phải lui về Tương Dương. Quân Đại Tề sau đó phản công vào tháng 11 năm 1133, 6 quận Tương Dương ở trung lưu Trường Giang là Tùy Châu (nay là huyện Tùy tỉnh Hồ Bắc), Đặng Châu (nay thuộc Nam Dương tỉnh Hà Nam), Dĩnh Châu (nay là huyện Chung Tường tỉnh Hồ Bắc), Tương Châu (nay thuộc huyện Tương Dương tỉnh Hồ Bắc), Đường Châu (nay là huyện Đường tỉnh Hà Nam) và phủ Tín Dương (nay là huyện Tín Dương tỉnh Hà Nam) đều rơi vào tay Lý Thành. Việc chiếm được Tương Dương trên bờ sông Hán Thủy mở lối cho quân Đại Tề và quân Kim tiến vào lưu vực trung tâm sông Dương Tử của nhà Tống, trực tiếp uy hiếp sự sinh tồn của nhà Tống.

### Tái chiếm 6 quận Tương Dương, bắc phạt nước Kim năm 1134
Năm 1134, Đại Tề liên kết với lũ cướp Dương Ma ở Động Đình Hồ để hợp quân cùng Lý Thành từ Giang Tây đánh xuống miền Triết Giang nhà Tống. Nhạc Phi được tin, tấu lên vua Tống Cao Tông xin lấy lại sáu quận ở Tương Dương, dẹp Lý Thành, bình Dương Ma rồi thẳng tới khôi phục Trung Nguyên. 
Cùng tháng 3 năm 1134, vua Tống Cao Tông lệnh cho Nhạc Phi (khi đó đang được giữ chức Trấn nam quân thừa tuyên sứ, Thần Vũ hậu quân thống chế, Giang Nam tây lộ Thư, Kỳ châu chế trí sứ kiêm Kinh Hồ nam lộ Ngạc, Nhạc châu chế trí sứ) xuất quân, phong Nhạc Phi làm Kinh Nam chế trí sứ, nhưng lại hạn chế ràng buộc ông chỉ được phép thu phục 6 quận Tương Dương, không cho phép đánh tiến lên phía Bắc. Khi đó, Quan trấn phủ sứ Thái châu, Tín châu là Ngưu Cao được cử làm bộ tướng dưới quyền Nhạc Phi. Tháng 5 năm 1134, Nhạc Phi lại kiêm chế trí sứ hai châu Hoàng, Phục, Hán Dương quân, phủ Đức An. Trước khi xuất chinh, vua Tống Cao Tông ban riêng cho các tướng của Nhạc Phi là Vương Quý, Trương Hiến, Từ Khánh mỗi người một chiến bào thêu chỉ vàng, một chiếc đai lưng vàng.
Nhạc Phi dẫn Nhạc gia quân bắc tiến, mạnh mẽ đánh tan Dương Ma. Quân của Nhạc Phi kế đó đánh tan quân Kim ở Tương Châu, thu phục Tương Châu, sau đó chia làm 2 đường tiến đánh phủ Tín Dương. Sau đó Nhạc Phi chia quân cho Trương Hiến và Từ Khánh tiến công Tùy Châu và cho Vương Quý tấn công Đặng Châu. Ngưu Cao theo lệnh của Nhạc Phi đi đánh phủ Tín Dương. Ngưu Cao đánh bại Lý Thành, hạ được phủ Tín Dương. 
Bản thân Nhạc Phi đích thân đi đánh Dĩnh Châu. Tướng giữ thành Dĩnh Châu là "Vạn nhân địch" Kinh Siêu cố gắng chống giữ, sau đó cổng thành Dĩnh Châu bị công hạ. Nhạc Phi thúc quân vào thành. Kinh Siêu cận chiến với Nhạc Phi. Nhạc Phi sức khỏe phi thường đã giết chết Kinh Siêu. Nhạc Phi thu hồi lại Dĩnh Châu. 
Khi đó cánh quân của Trương Hiến và Từ Khánh đã nhận lệnh của Nhạc Phi đi giành lại Tùy Châu nhưng đánh nhiều ngày vẫn chưa hạ được Tùy Châu. Ngưu Cao lại xin Nhạc Phi đi giúp Trương Hiến và Từ Khánh, được Nhạc Phi đồng ý. Ngưu Cao dùng kế dương đông kích tây cuối cùng hạ được Tùy Châu trong đúng 3 ngày. Tướng giữ thành Tùy Châu là Vương Tung không chiến bỏ trốn. Ngưu Cao xông vào thành Tùy Châu chiến đấu, bắt được tướng Vương Sùng của Đại Tề thì mang chém. . 
Trước đó Vương Quý đã nhận lệnh Nhạc Phi đi đánh Đặng Châu nhưng bị liên quân Kim - Tề đón đánh bên ngoài Đặng Châu. Tháng 7 năm 1134, Nhạc Phi phái Trương Hiến, Vương Vạn, Đổng Tiên đi giúp Vương Quý đánh Đặng Châu. Trương Hiến, Vương Vạn, Đổng Tiên ngay sau đó cũng bị liên quân Kim - Tề ngăn lại giữa đường y như Vương Quý nên họ hội quân với Vương Quý. Nhạc Phi nghe tin thì đích thân đến Đặng Châu trợ chiến. Lý Thành ở Đặng Châu nghe nói Nhạc Phi đích thân đến đánh Đặng Châu thì âm thầm chạy trốn khỏi Đặng Châu. Tướng Kim giữ thành Đặng Châu là Lưu Hợp Bột Cận và tướng Tề giữ thành Đặng Châu là Cao Trọng bày trận ngoài thành Đặng Châu 30 dặm đợi Nhạc Phi phá trận. Nhạc Phi phái Vương Quý, Trương Hiến hỗ trợ mình tấn công vào trận pháp của liên quân Kim - Tề này, dùng cung tên và hỏa lực bắn tan nát trận pháp của kẻ địch. Lưu Hợp Bột Cận bị giết, trận pháp của liên quân Kim - Tề bị Nhạc Phi phá tan ở ngoài thành Đặng Châu 30 dặm. Cao Trọng chạy về cố thủ Đặng Châu. Nhạc gia quân do Vương Vạn và Đổng Tiên chỉ huy thừa thắng thu phục Đặng Châu. Nhạc Phi bắt sống Cao Trọng
Nhạc Phi sau đó dẫn Nhạc gia quân từ Ngạc Châu đi đánh Đường Châu, nơi do tướng Đại Tề là Tiết Hanh rất dũng mãnh trấn giữ. Thấy Tiết Hanh cậy khỏe, Ngưu Cao dùng kế mai phục ở Hà Gia trại phía bắc Đường Châu. Tiết Hanh bị Ngưu Cao dụ vào ổ mai phục đánh tan tành. Nhạc gia quân nhanh chóng chiếm Đường Châu vào tháng 8 năm 1134.
Cuối năm 1134, liên quân nước Kim và Đại Tề lại hợp quân tấn công Lư châu (nay là Hợp Phì) nhà Tống. Thấy Lư châu nguy cấp, vua Tống Cao Tông đích thân viết thánh chỉ lệnh cho Nhạc Phi dẫn quân đến cứu Lư châu. Nhạc Phi dẫn Nhạc gia quân tiến gấp về Lư châu. Ông giương lá cờ "Tinh trung Nhạc Phi" khiến tướng sĩ Nhạc gia quân ai ai cũng hăng hái giết địch, chỉ một trận đánh lớn là đã đánh tan liên quân Kim - Tề, khiến liên quân Kim - Tề phải tháo chạy về bắc. Lư châu được yên. Nhạc Phi nhân đó nêu cao khẩu hiệu "Nghênh Hồi Nhị Đế" (cứu hai vua Tống Huy Tông và Tống Khâm Tông về) rồi dẫn Nhạc gia quân bắc phạt nước Kim, chiếm vài châu quận của nước Kim. Những chiến công này đã cổ vũ mạnh mẽ quân dân nhà Tống chống Kim, kiên định thể hiện quyết tâm thu phục Trung Nguyên của Nhạc Phi. Nhưng do ảnh hưởng của Tần Cối đứng đầu của phe chủ hòa, vua Tống Cao Tông đã cho triệu hồi Nhạc Phi về Bình Giang gặp mình, thăng chức cho Nhạc Phi làm Thanh Viễn quân Tiết độ sứ. Nhờ công hạ được 2 thành trong chiến dịch Tương Dương, Ngưu Cao được Nhạc Phi tâu lên vua Tống xin phong làm An phủ sứ 4 châu Đặng, Tương Dương, Đường, Sính; sau đó vua Tống Cao Tông lại bổ nhiệm Ngưu Cao làm Trung hộ thống lĩnh thần vũ hộ quân.

### Dưới quyền Trương Tuấn (Trương Đức Viễn)

#### Bắc phạt Tề - Kim, đánh dẹp Dương Ma năm 1135
Năm 1135, sau khi liên tục bị quân Kim đánh bại, thủ lĩnh "Trung Nghĩa xã" (忠義社) là Lương Hưng vẫn không nguôi chí đánh Kim, liền dẫn hơn trăm người vượt Hoàng Hà đầu hàng Nhạc Phi.
Cùng năm 1135, Nhạc Phi lại nêu cao khẩu hiệu "Nghênh Hồi Nhị Đế", giương lá cờ "Tinh trung Nhạc Phi" lên rồi dẫn Nhạc gia quân bắc phạt Trung nguyên, Ngưu Cao khi đó thường cùng tác chiến dưới quyền chỉ huy trực tiếp của Nhạc Phi. Thấy Nhạc Phi bắc phạt, quân Kim tấn công Hoài Tây nhà Tống. Ngưu Cao theo lệnh Nhạc Phi mang quân vượt sông chống cự quân Kim, còn Nhạc Phi dẫn Nhạc gia quân đi tiếp ứng. Quân Kim bại trận rút lui khỏi Hoài Tây. Quân Đại Tề tiến đánh Lư Châu nhà Tống, nhưng thấy Ngưu Cao ra trận đều sợ hãi rút lui. Ngưu Cao truy kích quân địch trên 30 dặm, giết được khá nhiều quân Tề.
Nhạc Phi sai thủ lĩnh "Trung Nghĩa xã" (忠義社) là Lương Hưng ban bố ý của vua Tống Cao Tông, chiêu kết bọn hào kiệt ở Lưỡng hà (Hoài Hà và Hoàng Hà), các núi. Vi Thuyên, Tôn Mưu cầm quân giữ các gia trang, để chờ quân của Nhạc Phi sau này kéo đến mà tiếp ứng. 
Khi ấy Dương Ma (hoặc Dương Yêu) chiếm cứ Động Đình, quan quân nhà Tống chưa dẹp được. Trương Tuấn (Trương Đức Viễn) cho rằng Động Đình ở thượng lưu của Kiến Khang, sợ Dương Ma thẳng tiến đến Lâm An hại vua Tống Cao Tông nên Trương Tuấn (Trương Đức Viễn) xin vua đi dẹp. Vua Tống Cao Tông đồng ý, cử Nhạc Phi đi cùng Trương Tuấn (Trương Đức Viễn) đánh dẹp Dương Ma. 
Tháng 6 năm 1135, Trương Tuấn (Trương Đức Viễn) đích thân đi đốc chiến, Nhạc Phi cùng Nhạc gia quân xuất quân đánh dẹp cuộc khởi nghĩa của Dương Ma. Dựa vào việc Dương Ma không được lòng dân, Nhạc Phi cho quân bao vây các căn cứ của Dương Ma, vừa đánh vừa chiêu hàng các tướng dưới quyền Dương Ma. Cuối cùng các tướng của Dương Ma đều quy hàng Nhạc Phi, giúp cho Nhạc Phi đánh tan các đạo thủy quân của Dương Ma. Sau đó nhờ nội gián bên trong hàng ngũ của Dương Ma, quân đội Nhạc Phi nhanh chóng đánh được vào căn cứ chính của Dương Ma. Ngưu Cao bắt sống được Dương Ma, triệt để loại bỏ mối họa bên trong cho nhà Tống. Sau khi bình định dược Dương Ma, Nhạc Phi lấy mấy vạn tráng đinh của Dương Ma thu vào Nhạc gia quân. Nhạc gia quân từ khoảng 3 vạn người phát triển tới khoảng 10 vạn người, lấy trung quân thống chế Vương Quý, tiền quân thống chế Trương Hiến, Từ Khánh, Ngưu Cao, Đổng Tiên làm trụ cột.
Trương Tuấn (Trương Đức Viễn) bèn tâu xin vua Tống Cao Tông lấy Nhạc Phi đóng ở Kinh, Tương để tính Trung Nguyên, còn Trương Tuấn từ Ngạc chuyển đến Hoài Đông, đại hội chư tướng, bàn việc tổ chức phòng ngự. Vua Tống Cao Tông thuận theo. Lúc này Nhạc Phi đổi tên đứa con trai út của mình từ Nhạc Ai sang Nhạc Đình

#### Bắc phạt Tề - Kim năm 1136

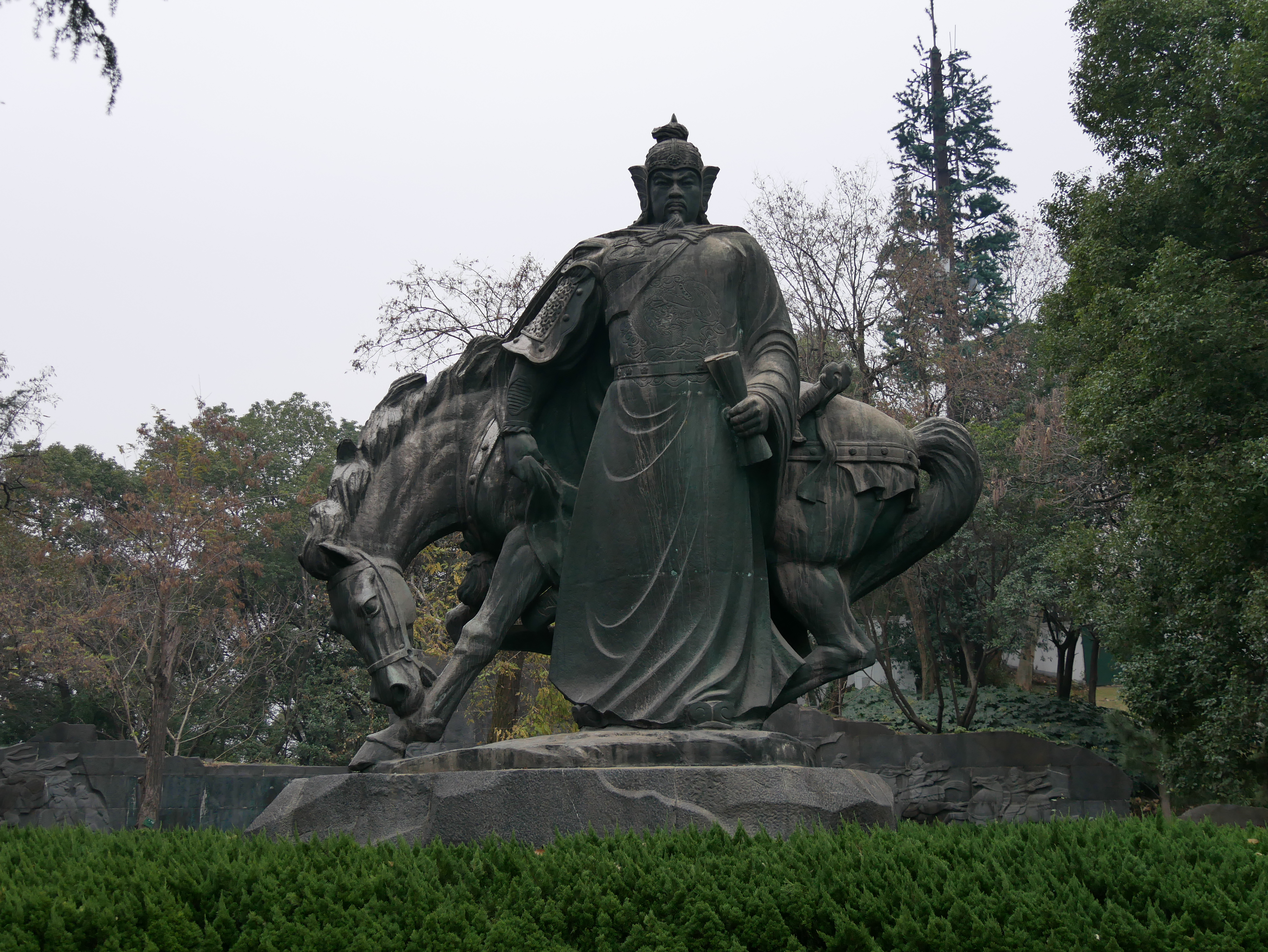
Bức tượng Nhạc Phi ở Hoàng Hạc Lâu (黄鹤楼, Yellow Crane Tower) thuộc Vũ Hán, Trung Quốc.

Năm 1136, Trương Tuấn (Trương Đức Viễn) hội chư tướng bàn bạc ở thượng du Trường Giang, muốn trị tội vua Đại Tề là Lưu Dự tiếm nghịch. Trong hội nghị, Trương Tuấn (Trương Đức Viễn) chỉ khen một mình Nhạc Phi. Sau đó Trương Tuấn (Trương Đức Viễn) lệnh cho Hàn Thế Trung từ Thừa  nhằm vào Hoài Dương, Lưu Quang Thế tiến đến đóng quân ở Hợp Phì, Trương Tuấn (Trương Bá Anh) tiến đến ở Hu Dị, lấy Dương Nghi Trung đi sau giúp Trương Tuấn (Trương Bá Anh); Nhạc Phi đến Tương Dương, nhòm ngó Trung Nguyên.
Việc được đóng quân ở Tương Dương để mưu việc khôi phục trung nguyên vốn là chí nguyện của Nhạc Phi. Nhạc Phi dời quân đóng ở Kinh Tây, được vua Tống Cao Tông đổi làm Vũ thắng Định quốc quân Tiết độ sứ kiêm Tuyên phủ phó sứ. Nhạc gia quân đang đồn trú tại Tương Dương, 5 vạn binh của tướng Đại Tề là bọn Tây Kinh thống chế Quách Đức, Ngụy Nhữ Bật, Thi Phú, Nhâm An Trung xâm phạm Đặng Châu, Nhạc Phi sai Trương Hiến cùng Hác Chỉnh, Dương Tái Hưng đem 1 vạn binh nghênh chiến ở Nội Hưng. Giằng co 2 ngày, Trương Hiến vờ thua, dẫn dụ quân Tề vào ổ mai phục mà đánh bại, bắt được Quách Đức, Thi Phú, giành lấy hàng trăm thớt ngựa, thu hàng cả ngàn binh sĩ. Ngụy Nhữ Bật thu tàn quân Tề chạy về Lạc Dương.
Tháng 7 năm 1136, Nhạc Phi ở Tương Dương được phong Kiểm giáo thiếu bảo, Vũ Thắng Định quốc quân Tiết Độ sứ, Hồ Bắc Kinh Tây lộ Tuyên phủ phó sứ, kiêm Doanh điền sứ suất quân bắc phạt nước Đại Tề. Dương Tái Hưng được lệnh của Nhạc Phi suất bộ binh đến Nghiệp Dương để thu phục Tây Kinh huyện Trường Thủy. Dương Tái Hưng đến Nghiệp Dương giết đô thống và thống chế của Đại Tề, giết quân Đại Tề hơn năm trăm người, bắt giữ hơn trăm người. Tàn dư Đại Tề bỏ chạy. Ngày hôm sau, Dương Tái Hưng tái chiến với quân Đại Tề do Tôn Hồng Giản chỉ huy. Dương Tái Hưng phá tan 2000 quân Đại Tề, rồi dẫn binh chiếm lại Tây Kinh huyện Trường Thủy, đoạt lương hơn hai vạn thạch cung cấp cho quân dân, tu sửa thành trì Tây Kinh. Dương Tái Hưng lại đoạt ngựa vạn thớt, mấy chục vạn cỏ khô. Trung Nguyên đều hưởng ứng Nhạc gia quân. Dương Tái Hưng tiến về phía đông đánh chiếm Thái Châu (nay là Nhữ Nam, Hà Nam) của quân Đại Tề, lại đốt lương thảo của quân Đại Tề ở đó.
Quân Tống sau đó dưới sự chủ trì của đại tướng Trương Tuấn (Trương Đức Viễn) cùng các lộ quân của Nhạc Phi, vợ chồng Hàn Thế Trung - Lương Hồng Ngọc, Lưu Quang Thế, Trương Tuấn (Trương Bá Anh), Dương Nghi Trung cùng các lộ cất quân Bắc phạt vào nước Kim. Nhạc Phi xuất quân ở trấn Tương Dương, giương đông kích tây, lệnh cho thuộc tướng là Ngưu Cao giả vờ tiến quân lên phía Đông Bắc, đến Thái Châu, còn mình thì dẫn quân chủ lực tấn công phía Tây Bắc, đến Y Dương. Trương Tuấn (Trương Đức Viễn) vượt Trường Giang, phủ dụ khắp các đòn thú ở thượng du sông Hoài. Khi Trương Tuấn (Trương Bá Anh) đến Hu Dị, Nhạc Phi đưa quân vào Thái Châu. Trương Tuấn (Trương Đức Viễn) vào triều đình Lâm An, mời vua Tống Cao Tông đến Kiến Khang. Xa giá khởi hành, Trương Tuấn (Trương Đức Viễn) đi trước đến thượng du Trường Giang, có tin báo vua Lưu Dự nước Đại Tề cùng cháu là Lưu Nghê hiệp với người Kim vào đánh nhà Tống. Bọn Trương Tuấn (Trương Bá Anh), Lưu Quang Thế tỏ ra hoang mang, Trương Tuấn (Trương Đức Viễn) không cho lui quân, rồi mệnh cho Dương Nghi Trung đến đóng quân ở Hào Châu. Lưu Lân dẫn quân Tề bức Hợp Phì, Trương Tuấn (Trương Bá Anh) xin thêm quân, còn Lưu Quang Thế muốn lui quân, tể tướng Triệu Đỉnh muốn triệu quân đội Nhạc Phi về phía đông. Vua Tống Cao Tông lệnh cho bọn Trương Tuấn (Trương Bá Anh), Lưu Quang Thế, Dương Nghi Trung về giữ Trường Giang. Trương Tuấn (Trương Đức Viễn) tâu lên phản đối việc điều động này, cho rằng nếu các cánh quân vượt Trường Giang quay về thì vùng Hoài Nam sẽ mất. Vua Tống Cao Tông sau đó có chiếu thư nghe theo lời Trương Tuấn (Trương Đức Viễn) vẫn để các cánh quân tác chiến như cũ. Dương Nghi Trung đến Hào Châu, Lưu Quang Thế đã bỏ Lư Châu chạy về phía nam, Hoài Tây chấn động. Trương Tuấn (Trương Đức Viễn) nghe tin, vội đến Thái Thạch, lệnh cho chém đầu bất cứ ai dám vượt sông trở về. Lưu Quang Thế đành phải dừng quân lại, cùng Dương Nghi Trung đánh bại quân Tề của Lưu Nghê và Lưu Lân ở Ngẫu Đường (thuộc An Huy ngày nay). Lưu Nghê và Lưu Lân đều nhổ trại bỏ trốn về bắc. 

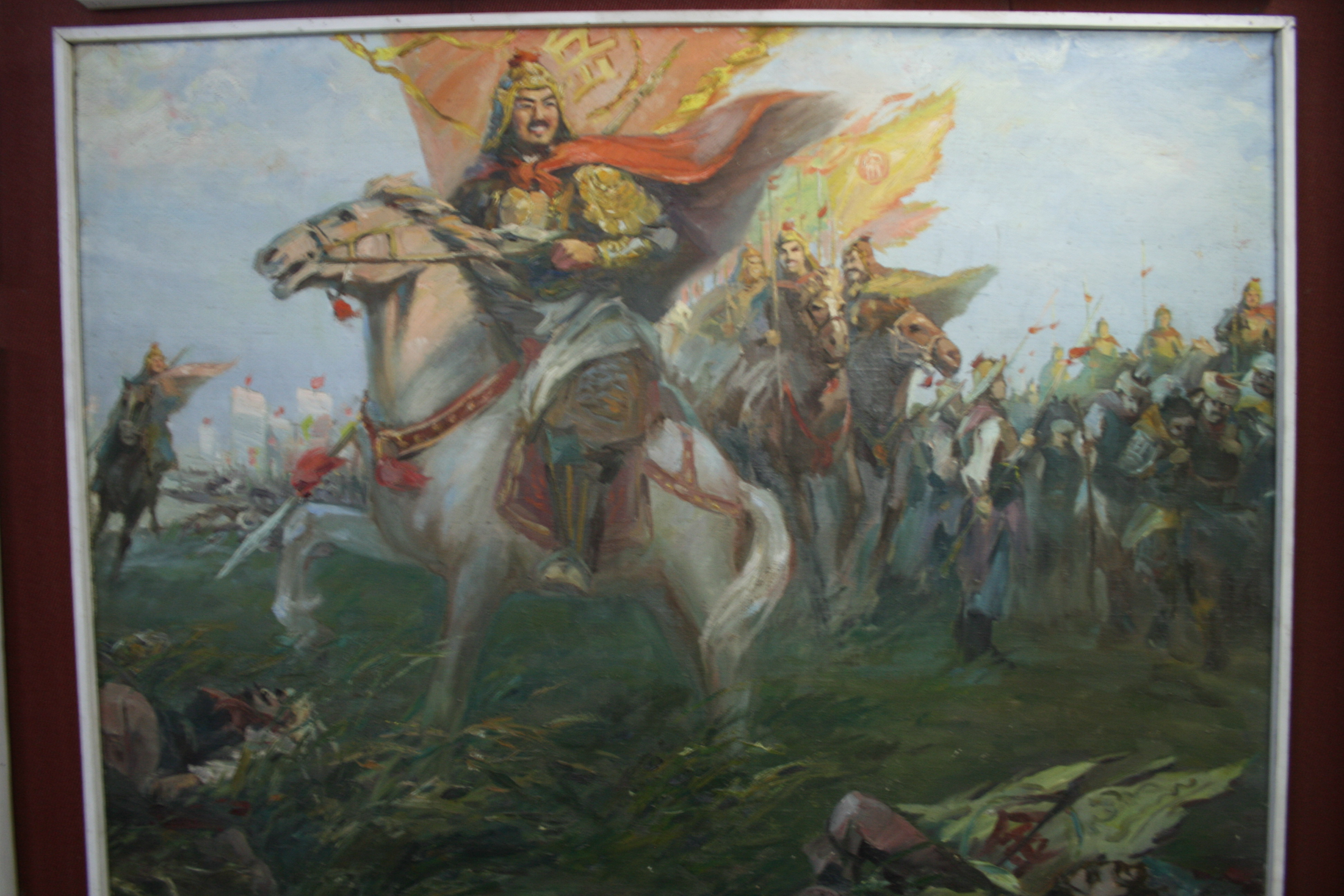
Tranh vẽ Nhạc Phi cùng Nhạc gia quân đánh tan quân Kim (cờ xí nước Kim bị rách dưới đất) được trưng bày tại Miếu Nhạc Phi thuộc Tân Trịnh, Hà Nam, Trung Quốc.

Trong khi đó Nhạc Phi và con trai là Nhạc Vân cùng các tướng dưới quyền như Dương Tái Hưng, Vương Quý, Từ Khánh, Trương Hiến, Vương Vạn, Đổng Tiên, Lý Sơn,... đang tiến đánh lên Tây Bắc, năm trận giao chiến với quân Kim thì Nhạc Phi đều đánh thắng cả năm, thu phục rất nhanh Y Dương, Lạc Dương, Thương Châu, Quắc Châu về cho nhà Tống. Với lá cờ "Tinh trung Nhạc Phi" bay phấp phới, Nhạc Phi cùng Nhạc gia quân hăng hái đánh chiếm thêm các vùng đất rộng lớn ở Dự Tây và Thiểm Nam của nước Kim. Nhạc Phi tiến vào một dãy bờ phía nam Hoàng Hà, thu phục cả một vùng đất rộng lớn về cho nhà Tống. Nhân dân khắp nơi đón chào Nhạc Phi, đua nhau tham gia vào quân đội của Nhạc Phi. Nhạc Phi liên tục dâng sớ xin vua Tống Cao Tông cho ông tiếp tục bắc phạt, khôi phục giang sơn cho nhà Tống. Trong tình thế hết sức thuận lợi này, phái chủ hoà trong triều đình Nam Tống mà đứng đầu là Tần Cối lại tỏ ra sợ hãi, liên tục gạt đi ý định bắc phạt của Nhạc Phi, bất chấp những chiến thắng vang dội của Nhạc Phi trên trận địa. Cũng trong năm 1136, thân mẫu của Nhạc Phi là Diêu thị qua đời ở trại huấn luyện Nhạc gia quân tại Vũ Xương, hưởng thọ 71 tuổi. Vợ Nhạc Phi là Lý thị sợ chồng biết tin sẽ đau buồn sinh bệnh, ảnh hưởng đến chiến sự nên cô không báo tin cho Nhạc Phi. Có thể đây cũng là ý nguyện của người mẹ Diêu thị.
Nhạc Phi khi đó là đại nguyên soái quyền cao chức trọng nhưng ông luôn sống rất chuẩn mực và nghiêm túc. Ông là người vẫn giữ được bản chất của một người anh hùng áo vải. Ông sống rất giản dị, tiết kiệm. Ông cũng là người rất nghiêm túc trong chuyện tình cảm. Tuy hai lần kết hôn nhưng ông không hề nạp thêm tiểu thiếp, kiên quyết 1 vợ, không bao giờ đi đến những nơi thanh lâu buông thả. Lúc đó có tướng Tống là Ngô Giới bỏ ra 2000 quan tiền để mua một mỹ nữ nhà có ăn học, dâng tặng cho Nhạc Phi. Các tướng của Nhạc gia quân đều ủng hộ Nhạc Phi nạp cô ấy làm tiểu thiếp. Nhưng Nhạc Phi thẳng thừng từ chối, rồi sai thuộc hạ đem mỹ nữ ấy trả về và Nhạc Phi cũng cấm các con trai của ông sau này không được nạp thiếp khi đã có thê tử. Về sau Ngô Giới biết chuyện lại càng kính trọng Nhạc Phi hơn.
Khi đó ở nước Kim, do vua Kim Hi Tông còn nhỏ nên quyền hành trong tay Thát Lại. Thấy Nhạc Phi, vợ chồng Hàn Thế Trung - Lương Hồng Ngọc và Trương Tuấn (Trương Bá Anh) đã chiếm mất nhiều đất đai của nước Kim, Thát Lại muốn cắt Hà Nam cho nhà Tống để chấm dứt chiến tranh. Theo lời Thát Lại, vua Kim Hi Tông sai Trưởng Thông Cổ đi Giang Nam nghị hòa với vua Tống Cao Tông. Vua Tống Cao Tông và Tần Cối gặp sứ nước Kim thì mừng lắm, liền cho triệu hồi các lộ quân Bắc phạt của Nhạc Phi, vợ chồng Hàn Thế Trung - Lương Hồng Ngọc và Trương Tuấn (Trương Bá Anh) trở về nam.

#### Mâu thuẫn với Trương Tuấn (Trương Đức Viễn)
Năm 1137, vua Tống Cao Tông sai Nhạc Phi đến Vũ Xương coi quân. Tướng Tống là Lưu Quang Thế sợ giặc ở Hoài Tây, tháng 3 năm 1137, Trương Tuấn (Trương Đức Viễn) tâu xin vua Tống Cao Tông bãi chức của Lưu Quang Thế. Vua Tống Cao Tông định đem quân đội 50.000 quân của Lưu Quang Thế giao cho Nhạc Phi thống lĩnh. Khi Nhạc Phi sắp sửa đến nhận quân, Trương Tuấn (Trương Đức Viễn) sai người đến trại của Nhạc Phi để gửi lời từ chối của Trương Tuấn (Trương Đức Viễn). Nhạc Phi cùng Trương Tuấn (Trương Đức Viễn) tranh cãi với nhau thông qua thư từ qua lại Rồi Trương Tuấn (Trương Đức Viễn) vẫn không giao 50.000 quân Hoài Tây cho Nhạc Phi. Thay vào đó Trương Tuấn (Trương Đức Viễn) giao lại quân đội của Lưu Quang Thế cho đốc phủ (tức là đặt dưới quyền quản hạt của Trương Tuấn), rồi lệnh cho Tham mưu Binh bộ thượng thư Lữ Chỉ đến Lư Châu chỉ huy. Nhưng Tần Cối cho rằng đốc phủ nắm binh có chỗ đáng ngờ, xin đặt chủ soái, triều đình lấy Vương Đức làm Đô thống chế, Lịch Quỳnh làm phó.

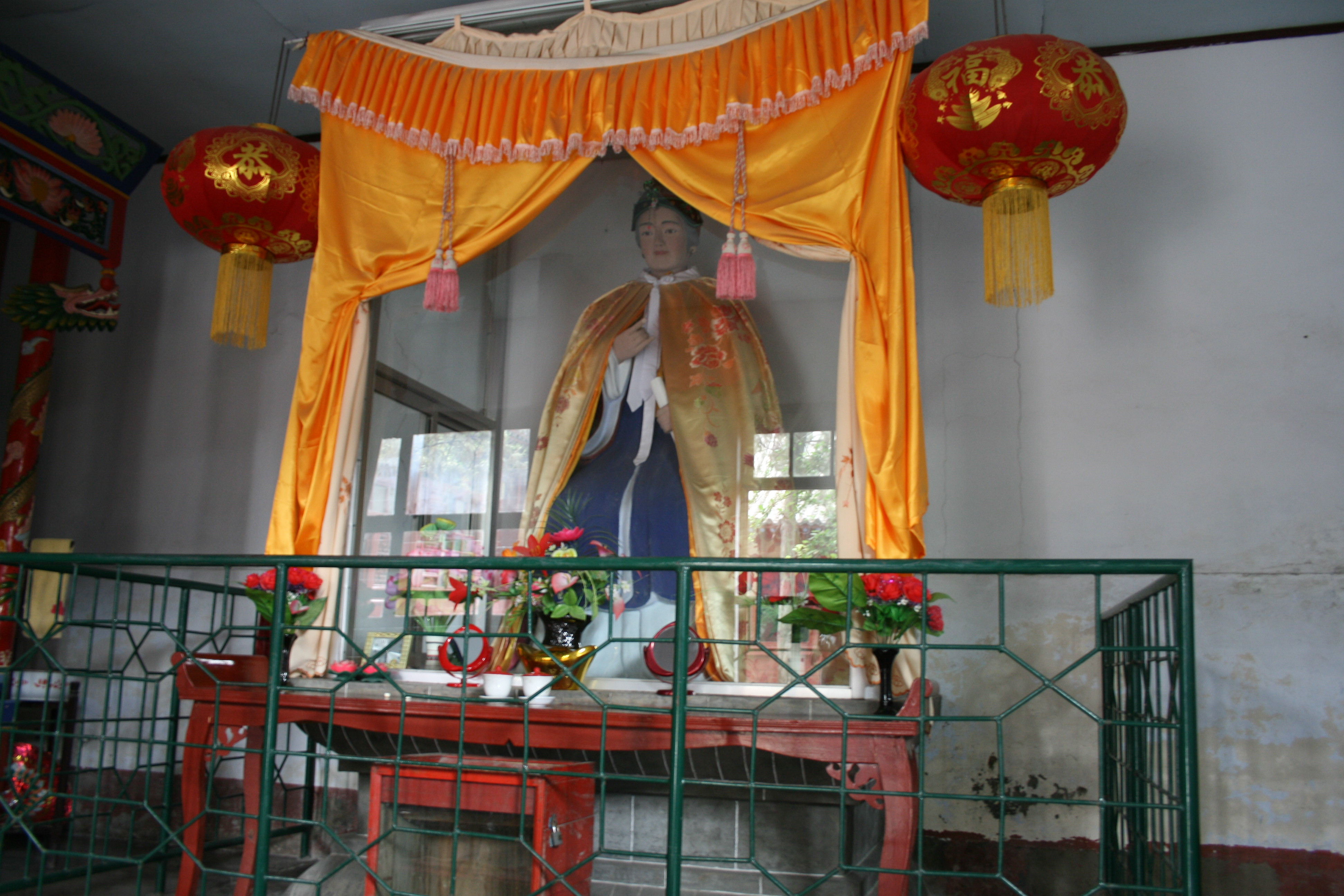
Bức tượng Diệu thị trong Miếu Nhạc Phi ở Tân Trịnh, Hà Nam, Trung Quốc.

Lúc này biết tin chồng đang tạm ngưng chinh chiến nên Lý thị mới sai người gửi thư báo cho Nhạc Phi biết chuyện thân mẫu Diêu thị của ông đã qua đời từ năm ngoái. Nhạc Phi hết sức đau buồn, liền gửi thư xin Trương Tuấn (Trương Đức Viễn) cho Trương Hiến thay ông cai quản Nhạc gia quân, rồi ông về nhà ở Vũ Xương chịu tang mẹ. Trước đó, Nhạc Phi và Trương Tuấn (Trương Đức Viễn) đã có mâu thuẫn nên Trương Tuấn từ chối mong muốn của Nhạc Phi. Trương Tuấn (Trương Đức Viễn) tâu xin vua Tống Cao Tông lấy Trương Tông Nguyên làm Tuyên phủ phán quan, giám quân của Nhạc gia quân.

### Bắc phạt nước Tề năm 1137
Nhạc Phi nhiều lần dâng biểu xin chịu tang mẹ 3 năm nhưng vua Tống Cao Tông không cho. Nhạc Phi bị vua ép phải quay lại coi việc quân ở Nhạc gia quân. Nhạc Phi sau đó chôn Diêu thị ở Cửu Giang rồi quay lại Nhạc gia quân. Thấy Nhạc Phi trở lại, Trương Tông Nguyên phải giao lại binh quyền Nhạc gia quân cho ông. Vua Tống Cao Tông lại sai Nhạc Phi làm Tuyên phủ vùng Hà Đông, Tiết chế lộ Hà Bắc. Lúc ấy, quân Đại Tề dồn binh dòm ngó Đường Châu của Nhạc gia quân. Với lá cờ "Tinh trung Nhạc Phi" bay phấp phới, Nhạc Phi lệnh cho Vương Quý, Đổng Tiên dẫn Nhạc gia quân đi công phá quân Tề. Vương Quý và Đổng Tiên đánh tan quân Tề, đốt doanh trại của quân Tề, rồi tiến quân lên bắc chiếm vài quận huyện của nước Đại Tề cùng năm 1137. Nhạc Phi nhân thế tâu vua Tống Cao Tông xin thừa thắng chiếm luôn đất Sái (còn gọi là Thái) để lấy Trung nguyên. Vua Tống Cao Tông không chịu, triệu quân đội Nhạc gia quân của Nhạc Phi về. Nhạc Phi lại dâng sớ bàn về việc quân Kim lập Lưu Dự làm vua Tề, có ý dùng người Tống đánh người Tống, rồi trình bày sách lược thu phục Trung nguyên. Vua Tống Cao Tông không theo kế của Nhạc Phi nữa, triệu Nhạc Phi dời quân về đóng ở Giang Châu.

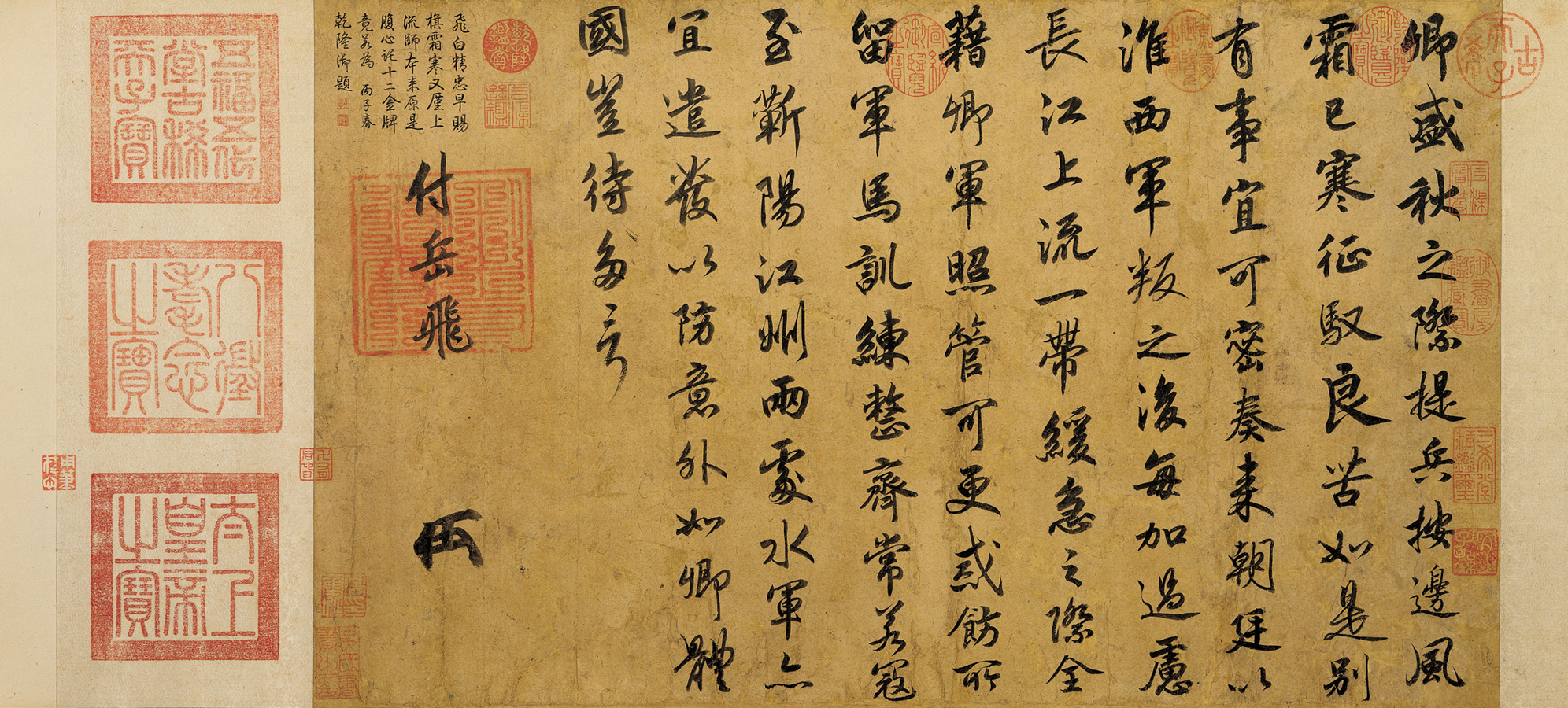
Thánh chỉ vua Tống Cao Tông gửi Nhạc Phi vào mùa thu năm 1137

Mùa thu năm 1137, Nhạc Phi dẫn Nhạc gia quân đi thị sát các tuyến phòng thủ biên giới nhà Tống nhằm củng cố vững chắc hơn cho các tuyến phòng thủ biên giới này, đề phòng liên quân Kim - Tề nam hạ tấn công. Nhạc Phi gửi báo cáo lên vua Tống Cao Tông về những việc mà ông đã làm nhằm củng cố các tuyến phòng thủ biên giới của nhà Tống. Vua Tống Cao Tông đã viết một đạo thánh chỉ để đáp lại báo cáo của Nhạc Phi, ca ngợi và khuyến khích lòng trung thành kiên định của Nhạc Phi với nhà Tống.

### Cùng Trương Tuấn (Trương Đức Viễn), Hàn Thế Trung phản đối nghị hòa

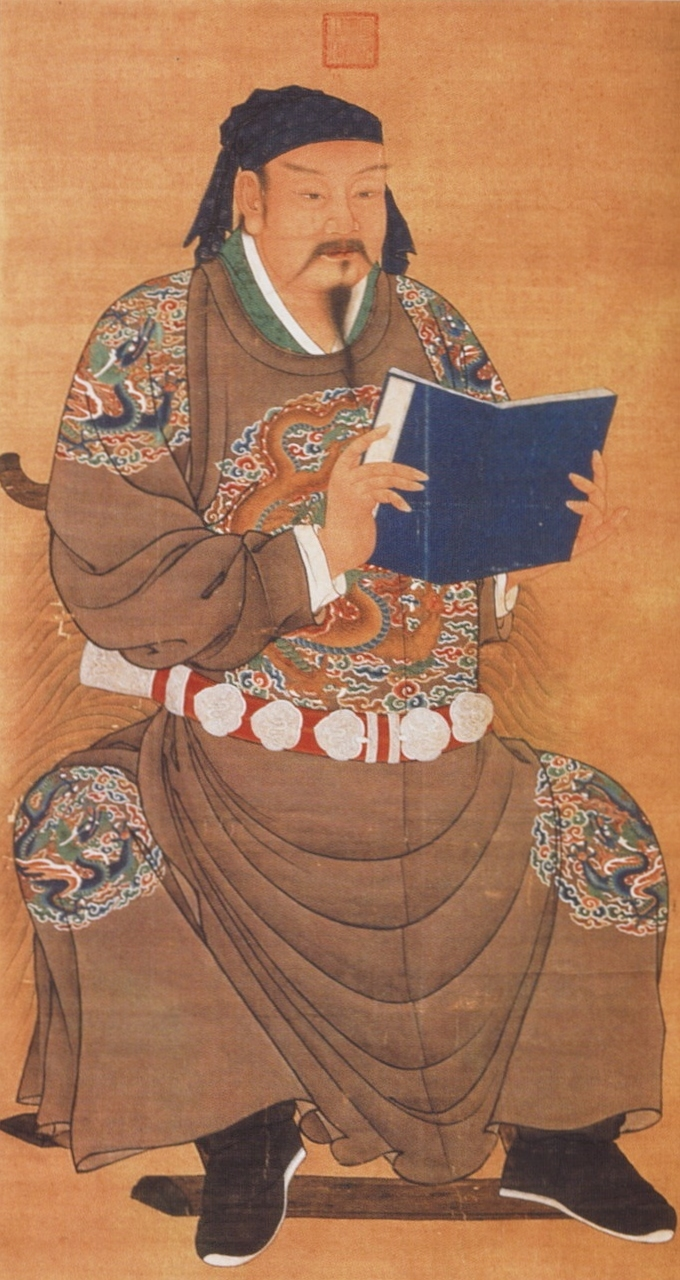
Tranh vẽ Nhạc Phi đời Thanh.

Nhạc Phi biết vua Lưu Dự liên kết với nước Kim mà Ngột Truật nước Kim lại ghét Lưu Dự nên lập kế ly gián hai bên. Khi trung quân bắt được một tên gián điệp của Ngột Truật. Sau khi đe dọa, Nhạc Phi lại sai tên ấy làm việc cho mình. Tên ấy trở về, đem thư dâng cho Ngột Truật. Ngột Truật cả sợ, dâng thơ ấy cho vua Kim Hi Tông. Sau đó Ngột Truật tiêu diệt phe cánh của Niêm Hãn (người ủng hộ vua Lưu Dự của nước Đại Tề) khiến Niêm Hãn phẫn uất mà qua đời trong năm 1137. Cuối năm 1137, vua Kim Hi Tông giáng phong vua Lưu Dự làm Thục vương đồng thời phế bỏ nước Đại Tề, đem cả nhà Lưu Dự dời sang phủ Lâm Hoàng, Thượng Kinh. Từ đây nước Kim trực tiếp làm chủ Trung Nguyên. Hai tướng của Lưu Dự là Lý Thành và Lịch Quỳnh (hai phản tướng của nhà Tống ngày trước) trở thành hai tướng của nước Kim. Khi nghe tin vua Lưu Dự của Đại Tề bị người Kim phế bỏ, Nhạc Phi xin triều đình nhà Tống nhân lúc nước Kim bỏ Lưu Dự mà xuất kỳ bất ý, thừa cơ bắc phạt để khôi phục Trung Nguyên. Tuy nhiên yêu cầu này đã không được triều đình nhà Tống chấp nhận. Mùa xuân năm 1138, Nhạc Phi phụng mệnh vua Tống Cao Tông dẫn bản bộ Nhạc gia quân quay về lưu thủ Ngạc Châu (nay là thành phố Vũ Hán - tỉnh Hồ Bắc).
Vua Tống Cao Tông nhớ đến mẹ của mình là Vi Thái hậu còn ở Ngũ Quốc thành nước Kim, nên muốn đón về, bèn sai Vương Luân đi sứ nước Kim để cầu xin Thát Lại cho đưa hài cốt của Thượng hoàng Tống Huy Tông, Trịnh thái hậu cùng Vi Thái hậu về nước. Vua Tống Cao Tông còn hứa sẽ nhường luôn đất Hà Nam cho nước Kim. Trương Tuấn (Trương Đức Viễn) nghe tin hết sức can ngăn nhưng vua Tống Cao Tông không nghe. Nhạc Phi và Hàn Thế Trung cùng đông đảo bá quan dâng thư phản đối hòa nghị nhưng vua Tống Cao Tông lúc này bị Tần Cối gièm pha nên luôn muốn chủ hòa. Thêm vào đó, Nhạc và Hàn Thế Trung đều có ý bắc tiến để đón 2 vua cũ là Tống Huy Tông và Tống Khâm Tông trở về. Vua Tống Cao Tông sợ mất ngôi báu nên một mực không nghe theo kiến nghị của Nhạc Phi và Hàn Thế Trung. Bấy giờ Thát Lại nước Kim đã đồng ý trả lại hài cốt thượng hoàng Tống Huy Tông, thái hậu, trả lại đất Hà Nam và Thiểm Tây cho nhà Tống.
Năm 1139, vua Tống Cao Tông sai Sĩ Niệu và Trương Đảo đến Củng Lạc (đã bị nước Kim chiếm) thăm nom lăng tẩm các đời tiên đế nhà Tống thì thấy người Kim đã phá hoại sơn lăng không còn gì. Trương Đảo về nước tâu lên vua Tống Cao Tông, lời lẽ đầy thống hận. Tần Cối ghét lắm, bèn giáng Trương Đảo làm Tri phủ Thành Đô. Vương Thứ sáu lần dâng sớ phản đối nghị hòa, hỏi Tần Cối rằng cái chí khí muốn quyết chiến với quân Kim đến cùng của Tần Cối trước khi xảy ra sự kiện Tĩnh Khang đâu biến mất rồi. Tần Cối liền đày Vương Thứ ra Đàm châu. Lý Cương ở Phúc châu, Trương Tuấn (Trương Đức Viễn) ở Vĩnh Châu, Nhạc Phi ở Ngạc Châu và Hàn Thế Trung ở Hoài Đông cũng tán đồng ý kiến trên nhưng chẳng ăn thua. Hơn 20 đại thần gồm Trương Thọ, Yến Đôn, Ngụy Cang, Lý Di Tôn, Lâu Chiếu... dâng sớ phản đối hòa nghị cũng chẳng ăn thua. Tần Cối lại bổ nhiệm Long Câu Như Uyên làm Ngự sử trung thừa để hạch tội những người chống đối. Sau đó, Kim sứ là Trương Thông Cổ, Tiêu Triết theo Vương Luân về nam để làm lễ nhận quốc thư nghị hòa. Tăng Khai từ chối, bị Tần Cối bãi chức. Tần Cối nhận thư vua Kim Hi Tông rồi đưa vào trong cung dâng vua Tống Cao Tông. Hòa nghị thành công, nhà Tống được làm chủ lại các vùng Thiểm Tây và Hà Nam, trong đó có Biện Kinh được vài tháng trước khi quân Kim nam hạ lần nữa. Nhạc Phi và đông đảo tướng lĩnh nhà Tống kiên quyết phản đối. Đồng thời, Nhạc Phi tiếp tục dâng biểu lên vua Tống Cao Tông nêu kế lớn khôi phục Trung Nguyên nhưng không được vua Tống Cao Tông chấp nhận. 
Tuy nhiên lúc này trong cung nước Kim liên tiếp phát sinh biến loạn. Ngột Truật bắt mãn với việc cắt nhượng Hà Nam và Thiểm Tây cho nhà Tống của phái chủ hòa trong nước Kim. Phái chủ hòa của Thát Lại nhanh chóng bị Ngột Truật tiêu diệt. Thát Lại cũng bị giết chết cùng năm 1139 với tội danh "cấu kết với nhà Tống, đòi phân chia đất". Vua Kim Hi Tông muốn gây chiến tiếp với nhà Tống. Sứ thần Vương Luân được vua Tống Cao Tông sai đến bị nước Kim bắt giam ở Hà Gian.

### Chống quân Kim nam hạ năm 1140, bắc phạt nước Kim năm 1140 - 1141

#### Chống quân Kim nam hạ năm 1140

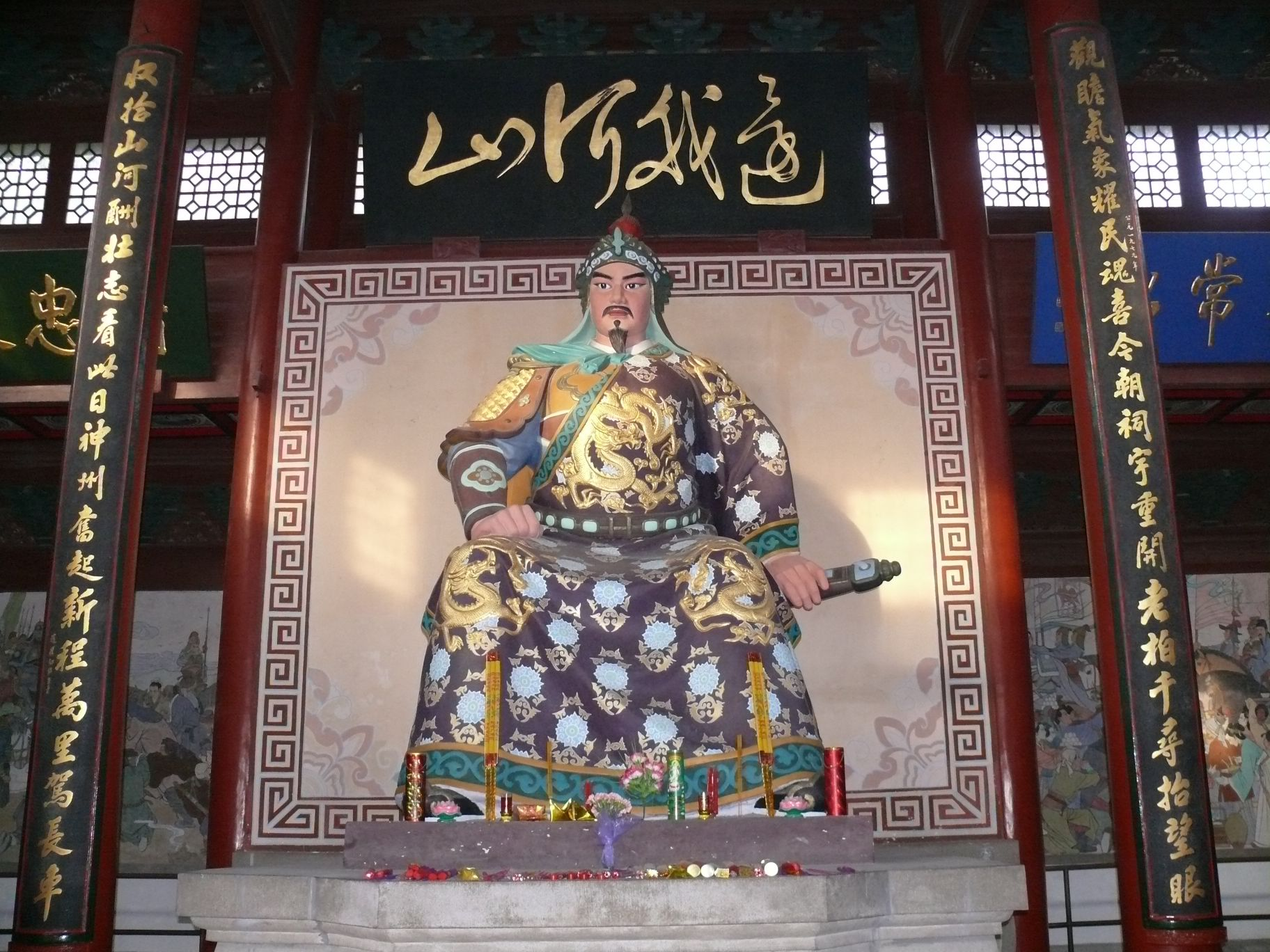
Tượng Nhạc Phi, trong miếu thờ Nhạc Phi ở Hàng Châu. Bốn chữ trên bảng là "Hoàn ngã hà sơn" 山河我還 (đọc từ phải sang) - "Trả lại sông núi của ta".

Sau khi giết chết Thát Lại, vua Kim Hi Tông nghe theo Ngột Truật chủ trương đánh Tống thu hồi những đất đai bị mất vào tay Nhạc Phi vào 3 năm trước. Người Kim nhanh chóng xé bỏ hòa ước với nhà Tống, không cho Vi Thái hậu đưa quan tài Thượng hoàng Tống Huy Tông và Trịnh thái hậu về nam. 
Tháng 5 năm 1140, quân Kim 9 vạn do Ngột Truật và Tát Ly Hát chỉ huy lại ồ ạt xâm chiếm xuống phía Nam, chia hai đường đi đánh chiếm lại Thiểm Tây và Hà Nam. Ngột Truật lệnh cho tướng Tát Ly Hát ra Hà Trung rồi tiến đến Thiểm Tây. 
Trong khi đó các tướng bên Tống là Nhạc Phi (khi đó được vua Tống Cao Tông phong chức Thiếu bảo, Chiêu thảo sứ lộ Hà Nam, Thiểm tây và Bắc lộ Hà Đông) và vợ chồng Hàn Thế Trung - Lương Hồng Ngọc chia nhau đóng giữ các nơi hiểm yếu ở Hà Nam. Ngột Truật sai Khổng Ngạn Chu đi đánh vùng Biện châu và phía tây Trịnh châu, sai Vương Bá Long đi đánh Trần châu, sai Lý Thành đánh Lạc Dương, còn tự bản thân Ngột Truật đi đánh Bạc châu và phủ Thuận Dương. Quân Kim xuất chiến chỉ trong 1 tháng đã chiếm lại được Hà Nam cùng với Tung châu và Nhữ châu. Thiểm Tây cũng rơi vào tay quân Kim. Ngột Truật phái quân Kim đi công phá, vây hãm đất Củng, Bạc (nay thuộc An Huy) của nhà Tống, đe dọa Hoài Nam. Tướng Lưu Kỹ của nhà Tống phải cấp báo vua Tống Cao Tông. Nhạc Phi, vợ chồng Hàn Thế Trung - Lương Hồng Ngọc, Lưu Quang Thế và Trương Tuấn (Trương Bá Anh) phụng mệnh đi tiếp viện cho Lưu Kỹ. Trong đó Nhạc Phi được lệnh đi cứu Thuận Xương đang bị quân Kim bao vây. 
Nhạc Phi phụng chỉ tiếp viện, lại sai Trương Hiến (张宪), Diêu Chính (姚政) dẫn quân đi trước để đối phó với tình hình. Vua Tống Cao Tông đã ban hành một sắc lệnh nói rằng triều đình đã chuẩn bị kháng Kim và Nhạc Phi đã sắp đến cứu Thuận Xương. Nhạc Phi sau đó đã điều Vương Quý (王貴), Ngưu Cao (牛皋), Đổng Tiên (董先), Dương Tái Hưng (杨再兴), Mạnh Bang Kiệt (孟邦杰) và Lý Bảo (李宝) cùng một số người khác đến Tây Kinh (Lạc Dương) và cũng như các nơi trọng điểm như Nhữ Châu, Trịnh Châu, Dĩnh Xương, Trần Châu, Tào Châu, Quang Châu và Thái Châu. Nhạc Phi còn lệnh cho bọn họ rằng nếu những nơi đó đã bị quân Kim đánh chiếm thì họ được quyền xuất binh đánh chiếm lại. Tiếp theo, Nhạc Phi ra lệnh cho Lương Hưng (梁兴) vượt Hoàng Hà, tập hợp những người dân trung thành với vua Tống Cao Tông và tấn công Bắc Châu huyện (北州县) của nước Kim. Quân đội của Nhạc Phi cũng di chuyển về phía đông để hỗ trợ cho Lưu Kỹ ở Thuận Xương và tiến vào Trung Nguyên.
Quân Kim nghe tin Nhạc Phi đến giải vây Thuận Xương thì kéo đến tiếp chiến với Nhạc Phi. Hai bên Nhạc Phi và quân Kim đụng độ ở Kinh Tây. Ngưu Cao đánh tan quân Kim và thu phục huyện Lỗ Sơn. Ngột Truật lại dẫn 10 vạn quân Kim đánh Thuận Xương, nơi Lưu Kỹ nhà Tống đang đóng giữ. Lộ quân Tống của vợ chồng Hàn Thế Trung - Lương Hồng Ngọc trấn giữ Sở châu, quân Kim không dám đến. Lộ quân Tống của Ngô Lân và Ngô Thế Tương cầm chân được quân Kim của Tát Ly Hát ở Lũng Thục.
Tháng 6 năm 1140, 10 vạn quân Kim của Ngột Truật bị "Bát tự quân" với 5000 quân Tống của Lưu Kỹ đánh bại ở Thuận Xương. Ngột Truật phải chạy về Biện Kinh. Chiến thắng Thuận Xương (顺昌) dấy lên xu thế thắng lợi của các lộ quân đội nhà Tống khác trên khắp các chiến trường. Vua Tống Cao Tông vui mừng, phong Lưu Kỹ làm Võ Thái quân tiết độ sứ kiêm Duyên Hoài chế trí sứ, sau đó hạ lệnh cho vợ chồng Hàn Thế Trung - Lương Hồng Ngọc, Lưu Kỹ, Lưu Quang Thế và Trương Tuấn (Trương Bá Anh) chỉ được đánh lui quân Kim khỏi Thiểm Tây và Hà Nam chứ không được bắc phạt vào lãnh thổ nước Kim. Riêng với một người thích dẫn quân bắc phạt như Nhạc Phi, vua Tống Cao Tông phái Lý Nhược Hư (李若虚) đến truyền thánh chỉ lệnh Nhạc Phi phải rút quân về.

#### Bắc phạt nước Kim năm 1140

Bản đồ chiến tranh Tống - Kim (1125 - 1142) và những cuộc bắc phạt của Nhạc Phi (1134 - 1140). Lưu ý rằng lúc này Hoàng Hà đang chảy về phía nam nhập vào Hoài Hà đổ ra biển, chứ không phải là đổ ra ở phía bắc Sơn Đông như ngày nay.

Nhạc Phi được tin Lưu Kỹ thắng trận, cho rằng đây là cơ hội không thể bỏ qua để bắc phạt nước Kim, phớt lờ lệnh rút quân của vua Tống Cao Tông, tự ý sai quân giải phóng Lưỡng Hoài vào tháng 6 năm 1140, chuẩn bị tiến tới khôi phục Trung Nguyên. 
Khi đó Lương Hưng đã thống lĩnh quân kỵ lén vượt qua Hoàng Hà quấy phá hậu phương quân Kim, gia nhập với nghĩa quân ở Hà Đông và Hà Bắc đánh chiếm Bắc Châu huyện (北州县) cùng vài châu quận khác của nước Kim, đồng thời khuấy động các cuộc nổi dậy của nông dân phía bắc Hoàng Hà chống lại nước Kim. Còn bản thân Nhạc Phi thì dẫn quân chủ lực Nhạc gia quân do các tướng Nhạc Vân, Ngưu Cao, Dương Tái Hưng, Vương Quý, Từ Khánh, Trương Hiến, Vương Tuấn, Diêu Chính, Vương Vạn, Đổng Tiên, Lý Sơn, Mạnh Bang Kiệt, Lý Bảo,... chỉ huy trực chỉ Trung Nguyên. Dưới lá cờ "Tinh trung Nhạc Phi", Nhạc gia quân liên tiếp thu phục lại Yển Thành (nay thuộc tỉnh Hà Nam), Nhữ Châu, Trịnh Châu, Tây Kinh (nay là Lạc Dương)... từ tay quân Kim.  
Trương Hiến và Ngưu Cao nhận lệnh Nhạc Phi đi tấn công tướng Kim là Hàn Thường ở phủ Dĩnh Xương. Họ đánh bại Hàn Thường và chiếm được Dĩnh Xương. Vài ngày sau, Trương Hiến và Ngưu Cao đánh tan quân Kim của Hàn Thường ở Trần Châu rồi chiếm Trần Châu. Sau đó họ thừa thắng chiếm thêm phủ Hoài Ninh của nước Kim..
Đại quân của Nhạc Phi tiến đến đóng ở Dĩnh Xương (nay là Hứa Xương, Trung Quốc). Các tướng của Nhạc gia quân tiếp tục chia đường tiến sâu vào nước Kim. Nhạc Phi tự đem 500 kỵ binh, cùng Nhạc Vân và ba cha con Dương Tái Hưng đóng bản doanh ở Yển Thành. Binh thế của Nhạc gia quân rất tinh nhuệ. Nhạc gia quân do các tướng Vương Quý, Ngưu Cao, Đổng Tiên, Mạnh Bang Kiệt và Lý Bảo chỉ huy lần lượt đánh chiếm lại Tào Châu, Quang Châu và Thái Châu từ nước Kim. Thấy Nhạc Phi thắng trận liên tục, Tần Cối rất lo lắng. 

#### Trận Yển Thành, trận Lâm Dĩnh năm 1140

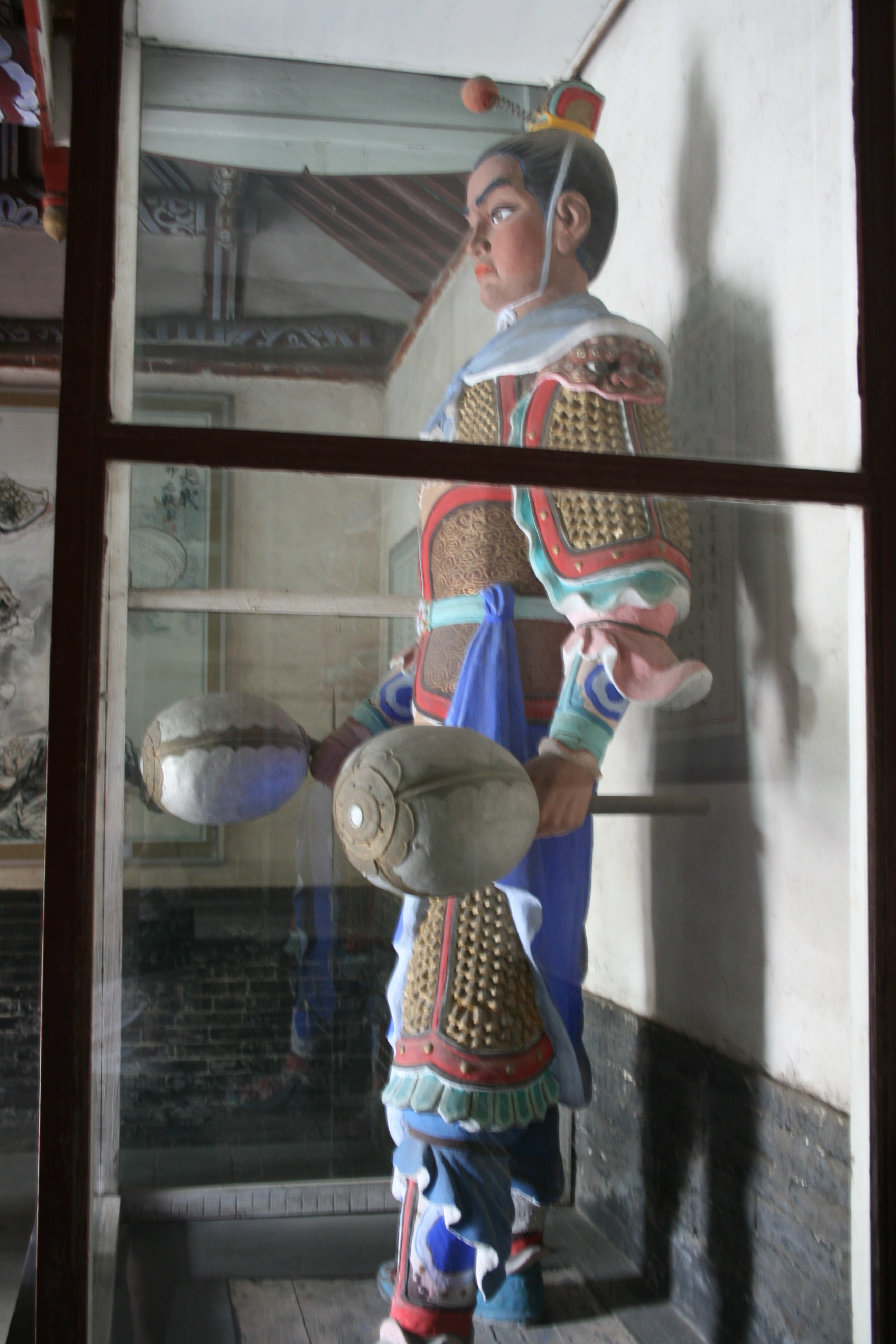
Tượng Nhạc Vân trong Miếu Nhạc Phi ở Tân Trịnh, Hà Nam, Trung Quốc.

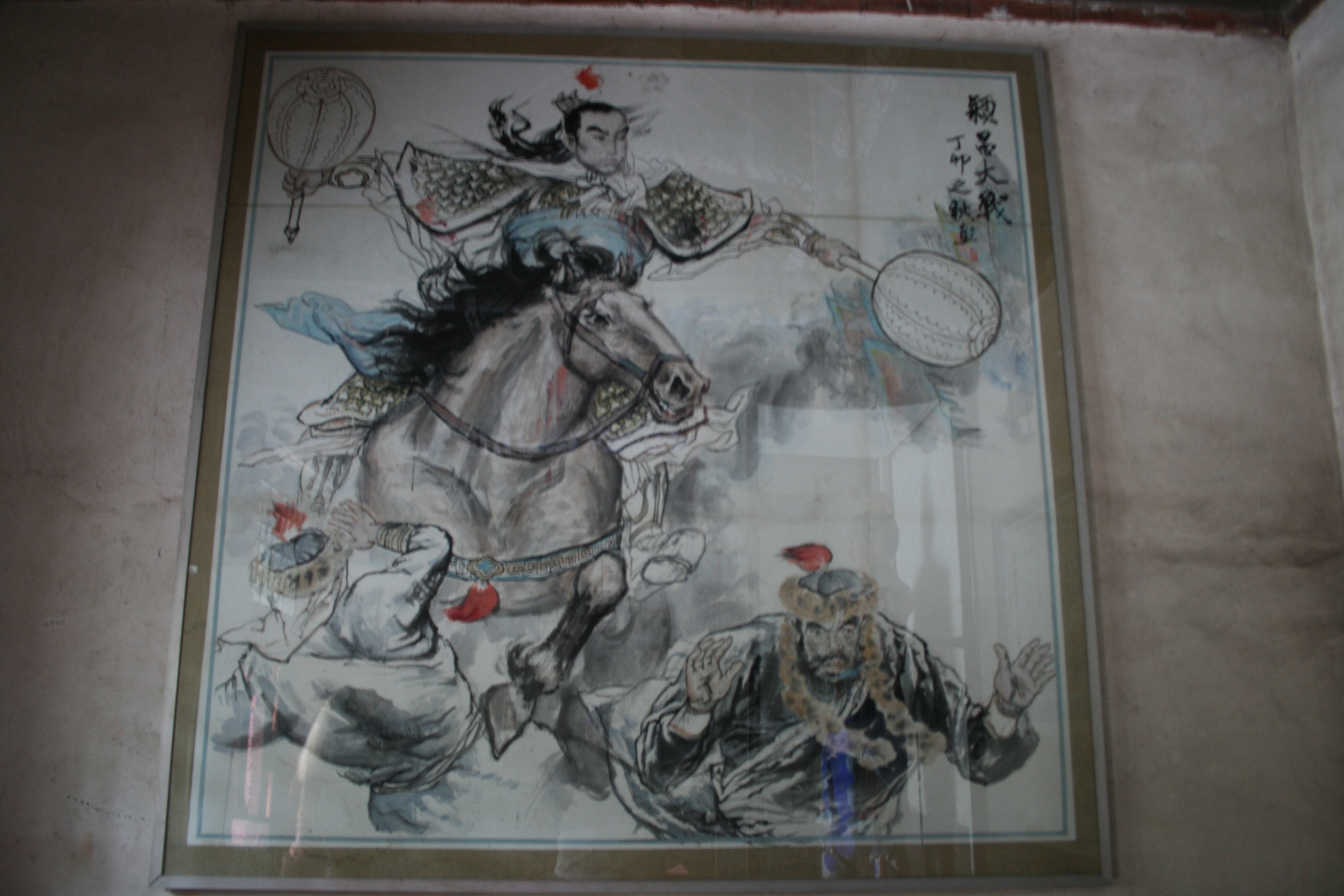
Tranh vẽ Nhạc Vân khi đánh đuổi quân Kim được trưng bày tại Miếu Nhạc Phi ở Tân Trịnh, Hà Nam, Trung Quốc.

Ngày 8 tháng 7 âm lịch (tức là ngày 21 tháng 8 dương lịch) năm 1140, Ngột Truật biết được Nhạc Phi cùng 500 kỵ binh đóng quân ở Yển Thành thì dẫn đại quân 30 vạn bộ binh và 15.000 kỵ Kim đánh chiếm Trịnh Chấu và Lạc Dương, rồi đến hạ trại trước thành Yển Thành. 
Biết được đây là tháng ẩm ướt ở Trung Nguyên, kỵ binh nước Kim sẽ thể hiện tốc độ và kỹ năng của họ, điều này sẽ khiến Nhạc gia quân khó bề giành thắng lợi, Ngột Truật tỏ ra chủ quan. Ban ngày Nhạc Phi xuất binh ra khỏi Yển Thành khiêu chiến Ngột Truật. Ngột Truật hợp binh của Hoàn Nhan Tông Hiền (完顏宗賢), Long Hổ đại vương, Cái Thiên đại vương và Hàn Thường vây đánh Yển Thành. Nhạc Phi sai con là Nhạc Vân lãnh hai đội binh tinh nhuệ của Nhạc gia quân là Bối Ngôi (背嵬) và Du Dịch (游奕) đánh thẳng vào trận địa quân Kim.
Nhạc Vân dẫn quân Tống xông ra ngoài Yển Thành kịch chiến với quân Kim của Ngột Truật. Hai bên đánh nhau ác liệt, thây quân Kim chết đầy đồng. Đến khi màn đêm buôn xuống, quân Kim tạm lui. Ngột Truật bị thua liền dùng một vạn năm ngàn kỵ binh "Thiết Phù Đồ" và "Quải Tử Mã" nước Kim trang bị thiết giáp cực nặng để tấn công Yển Thành vào hôm sau. Nhạc Phi đã nắm được điểm yếu của hai loại kỵ binh Kim này thì hạ lệnh cho bộ binh dùng “Ma Trát Đao” (麻扎刀) và "Đề Đao" (提刀) kháng cự. Khi giáp trận, quân của Nhạc Phi đợi đến khi ngựa của kỵ binh nước Kim xông lại gần thì quỳ xuống và chém vào chân ngựa của quân Kim. Do "Thiết Phù Đồ" và “Quải Tử Mã” dính liền nhau nên một con ngựa té thì hai con kia không thể chạy được. Quân Kim bị quân Tống tàn sát. Ngột Truật càng tăng quân số đến đánh Nhạc gia quân. Bộ tướng của Nhạc Phi là Vương Cương dùng 50 kỵ binh xông đến chém giết tướng Kim. Sau đó, Nhạc Phi đích thân đem 40 kỵ binh xông vào chiến trận, phá tan quân Kim. Dương Tái Hưng bị thương trong trận.. Hai bên giao chiến từ chiều đến khi trời tối. "Thiết Phù Đồ" và “Quải Tử Mã” nhanh chóng bị quân “Ma trác đao” của quân Tống tiêu diệt gần hết. Thấy quân Kim thất thế, Ngột Truật buộc phải rút lui.
Sau cuộc chiến Yển Thành này, Ngột Truật đem 12 vạn quân Kim vây Lâm Dĩnh, ý đồ tiếp tục cùng Nhạc Phi quyết chiến. Dương Tái Hưng suất 300 kỵ binh đến cầu Tiểu Thương trinh sát thì bị 12 vạn quân Kim chủ lực của Ngột Truật tấn công. Dương Tái Hưng cùng hai con và toàn quân bị quân Kim tiêu diệt hoàn toàn ở Hà Trung. Dương Tái Hưng bị dàn mưa tên của quân Kim giết chết. Quân Kim bắt được thi thể Dương Tái Hưng liền đem thiêu, tương truyền là thu được hơn 2 đấu đầu mũi tên sắt trong thi thể Dương Tái Hưng. 

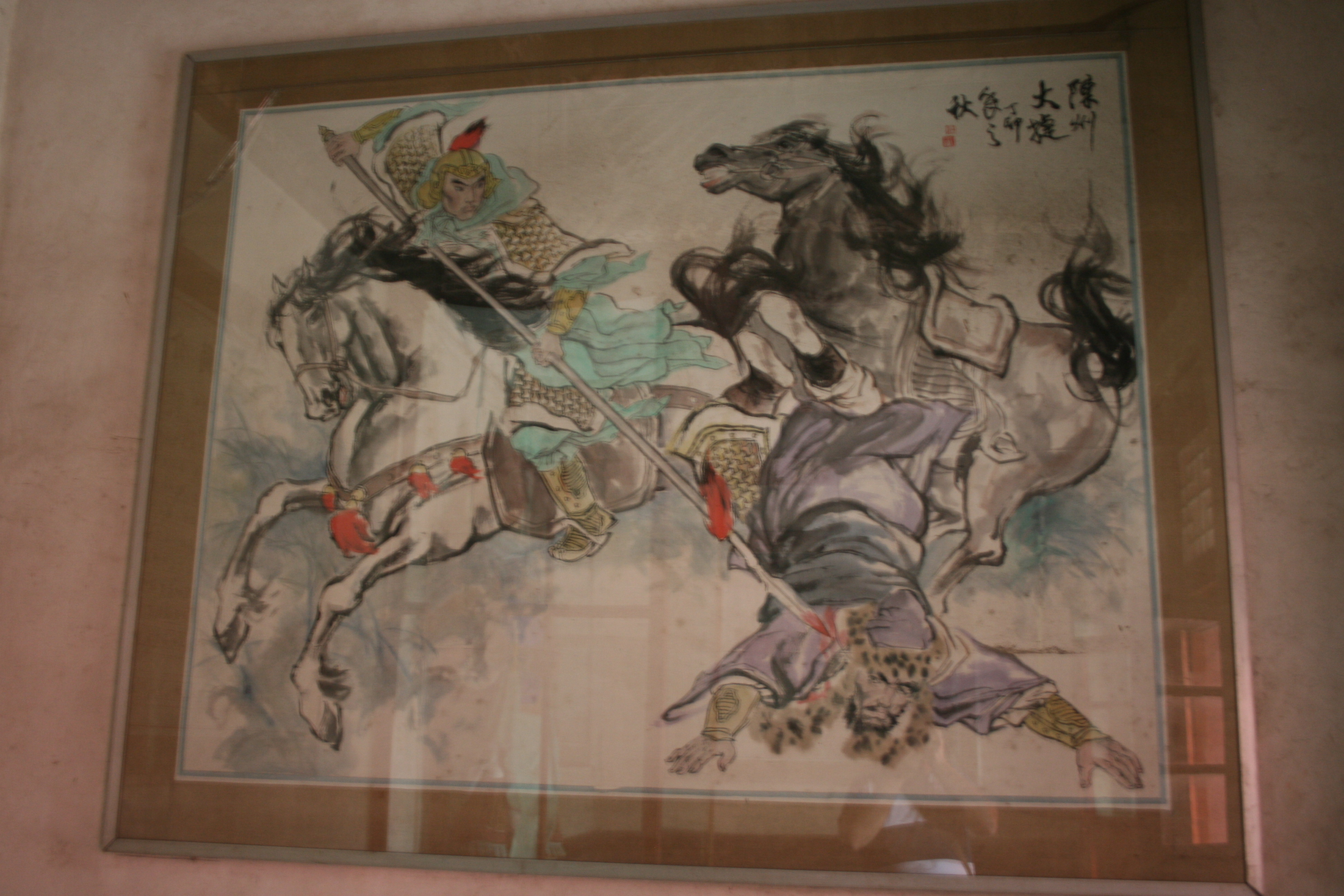
Tranh vẽ Trương Hiến đánh bại quân Kim được trưng bày tại Miếu Nhạc Phi ở Tân Trịnh, Hà Nam, Trung Quốc.

Sau đó Trương Hiến dẫn Nhạc gia quân từ Trần Châu xông đến nghênh chiến với 4 vạn quân Kim của Ngột Truật ở Lâm Dĩnh. Quân Tống của Trương Hiến đánh bại và giết chết 8000 quân Kim của Ngột Truật. Ngột Truật phải lui quân. Bộ tướng của Trương Hiến là Từ Khánh, Lý Sơn, Vương Tuấn lại đánh bại 6000 quân Kim ở đông bắc Lâm Dĩnh, bắt trăm thớt ngựa, đuổi dài 15 dặm, khiến Trung Nguyên chấn động. Sau đó Trương Hiến, Từ Khánh, Vương Tuấn và Lý Sơn dẫn quân vào Yển Thành chi viện cho 200 kỵ binh còn lại của cha con Nhạc Phi, Nhạc Vân trong thành. Ngột Truật cho rút quân khỏi Yển Thành rồi tấn công Dĩnh Xương. Nhạc Vân vâng lệnh của Nhạc Phi dẫn 800 kỵ binh Bối Ngôi cùng với bộ binh hỗ trợ lên đường đến Dĩnh Xương ứng cứu cho Vương Quý đang trấn giữ ở đó.

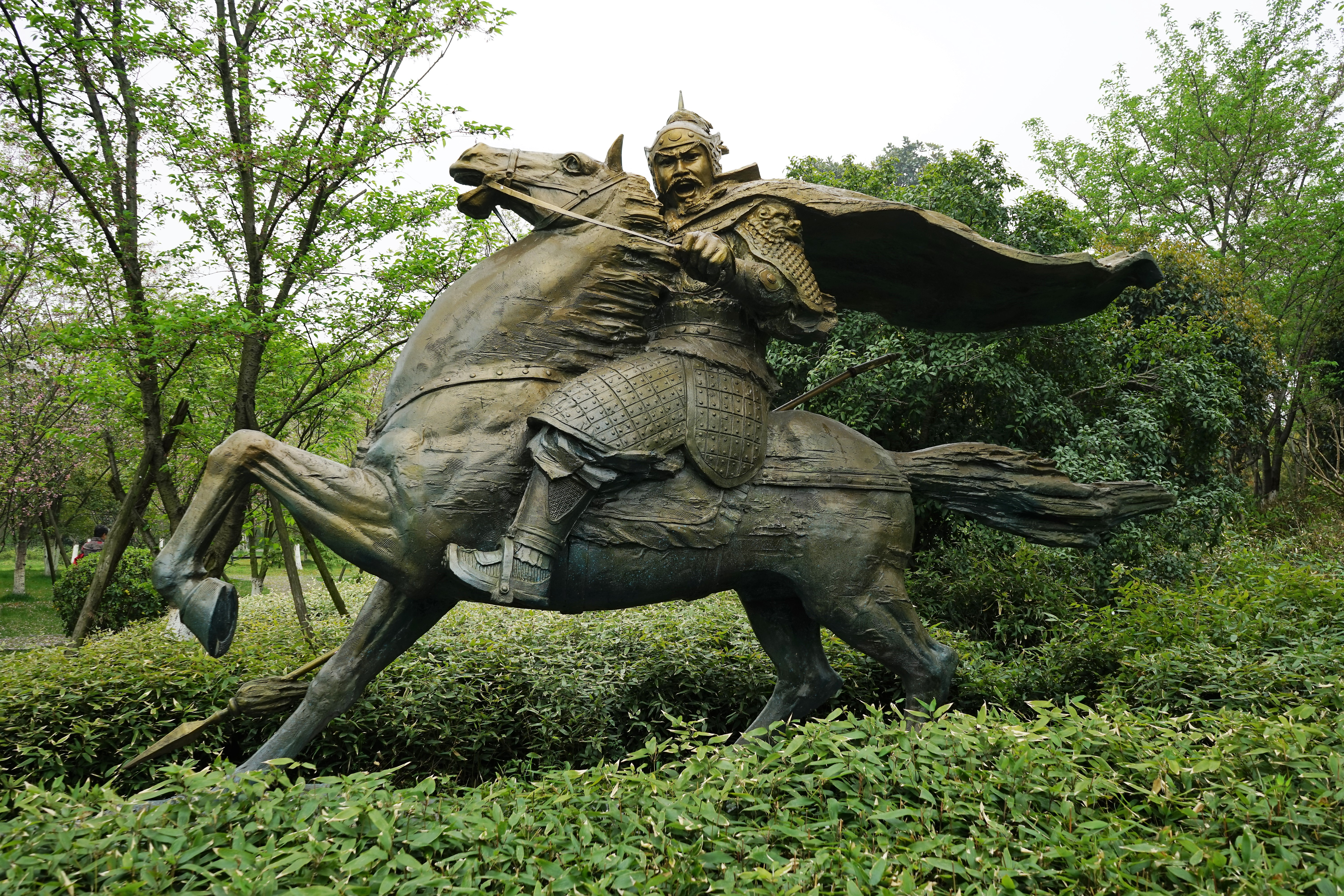
Tượng Nhạc Phi ở Yển Thành

Sau cuộc Nhạc Phi sai người về triều đình ở Lâm An dâng tấu lên vua Tống Cao Tông, trong tấu có nội dung rằng: 
"Vào ngày mồng 8 tháng này (âm lịch), trong khi đi do thám, thần thấy Tứ hoàng tử (Ngột Truật) ngoại bang độc ác cùng những chiến binh dũng mãnh của họ và Hoàn Nhan Tông Hiền (完顏宗賢) đến. Tướng Hàn Thế Trung dẫn 15.000 quân của chúng thần trên lưng ngựa, tất cả đều mặc áo giáp sáng chói. Quân Kim đã chiếm giữ con đường 20 li (6,6 dặm) về phía bắc của Yển Thành, nơi kỵ binh của chúng thần giao chiến với kẻ thù vào đầu giờ tối khi các tướng lĩnh và binh sĩ chặt và chém kẻ thù bằng Ma Trát Đao (麻扎刀), Đề Đao (提刀) và rìu lớn. Trong mười trận ác chiến, vô số kẻ thù đã bị tàn sát, xác của chúng vương vãi trên mặt đất. Khi hoàng hôn buông xuống, chúng thần rút lui, đánh cắp hai trăm con ngựa khi chúng thần đi. Thần xin báo cáo một chiến thắng vĩ đại và bây giờ đang chờ mệnh lệnh tiếp theo của bệ hạ."
Vốn kinh sợ trước quân đội "Thiết Phù Đồ" và "Quải Tử Mã" của nước Kim, nay vua Tống Cao Tông nhận tấu thắng trận Yển Thành của Nhạc Phi thì vua nghi ngờ Nhạc Phi báo tin sai. Sau khi nhận được một số báo cáo của những tướng lĩnh của các lộ quân khác xác nhận chiến thắng tại Yển Thành, vua Tống Cao Tông tiến hành ban thưởng cho các tướng và binh lính của mình.

#### Trận Dĩnh Xương, trận Chu Tiên trấn năm 1140
Mười bốn ngày sau khi thua trận Yển Thành lần 2, Ngột Truật dẫn quân đánh Dĩnh Xương. Nhạc Vân khi đó đã dẫn 800 kỵ binh Bối Ngôi cùng với bộ binh hỗ trợ đến ứng cứu cho Vương Quý. Lúc này vẫn còn là tháng ẩm ướt ở Trung Nguyên, kỵ binh nước Kim vẫn thể hiện tốc độ và kỹ năng của mình. Tuy vậy, Nhạc Vân đã được Nhạc Phi chỉ cho cách phá quân Kim trong tháng ẩm ướt này. Khi quyết chiến, Ngột Truật tiếp tục dùng đội quân "Thiết Phù Đồ" và "Quải Tử Mã" nước Kim tấn công quân Tống. Nhạc Vân tiếp tục cho quân Tống dùng "Ma Trát Đao" và "Đề Đao" xông đến chém chân ngựa của đội quân "Thiết Phù Đồ" và "Quải Tử Mã". Quân Kim lại nhanh chóng tan vỡ. Nhạc Vân giết chết con rể của Ngột Truật là Hạ Kim Ngô, lại giết chết phó thống quân Kim là Chiêm Hãn cùng Sách Bộ Cẩn. Nhạc gia quân giành thắng lợi. Toàn bộ đội quân "Thiết Phù Đồ" và "Quải Tử Mã" nước Kim của Ngột Truật bị xóa sổ. Ngột Truật phải một mình một ngựa bỏ chạy khỏi Dĩnh Xương.

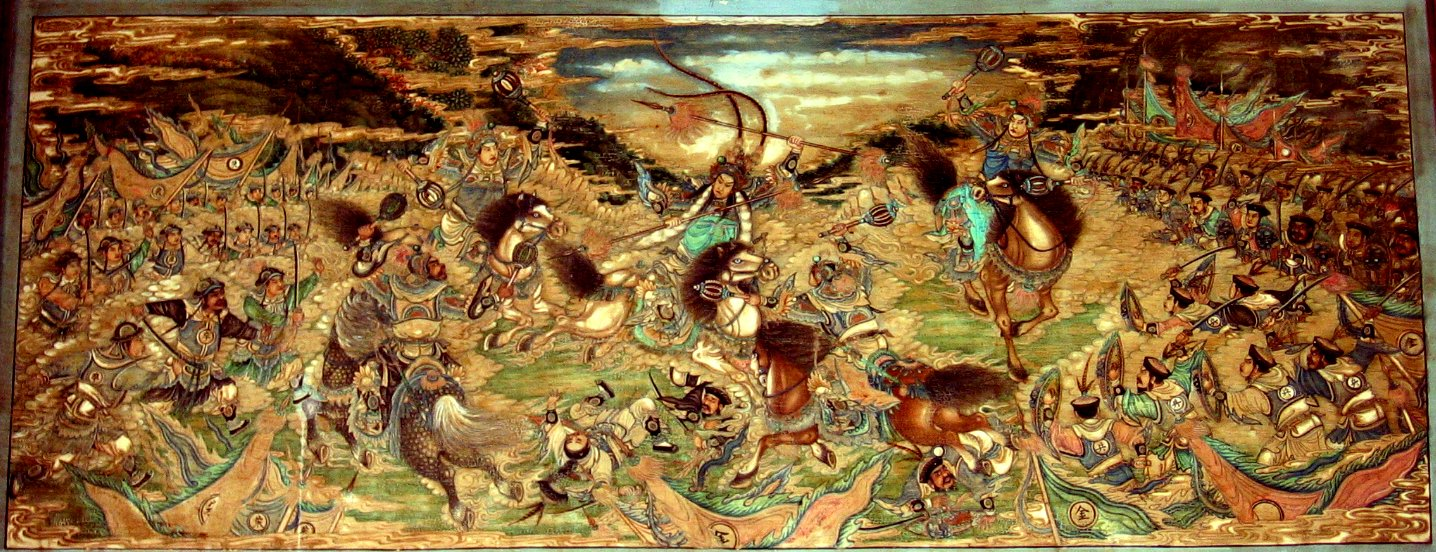
Bức tranh vẽ đại chiến Chu Tiên trấn (Zhuxianzhen) giữa Nhạc Phi và Ngột Truật gần Biện Kinh tỉnh Hà Nam năm 1140

Nhạc Phi lệnh cho quân đội dưới sự chỉ huy của Vương Quý, Đổng Tiên đi tái chiếm lại Trịnh Châu và Lạc Dương, gặt hái được vô số thắng lợi. Nhạc Phi và Nhạc gia quân của ông lại tiến đánh quân Kim ở Hướng Biện Đô (向汴都). Quân Kim đại bại rút lui. Nhạc Phi cùng Nhạc gia quân bắt được 200 con ngựa và giết được vô số quân Kim.
Sau đó các cánh quân của Ngưu Cao và Vương Quý, Đổng Tiên cùng với quân chủ lực của Nhạc Phi tiến tới tận Chu Tiên trấn (20 km về phía tây nam của huyện Khai Phong, tỉnh Hà Nam ngày nay), cách Biện Kinh 45 dặm. Dân chúng người Tống khắp nơi hân hoan phấn khởi, nhiệt liệt hưởng ứng khi nghe tin Nhạc Phi đại thắng. Nhiều người dùng xe chở lương đến uý lạo Nhạc gia quân, có người còn bưng bát hương ra đón Nhạc Phi.

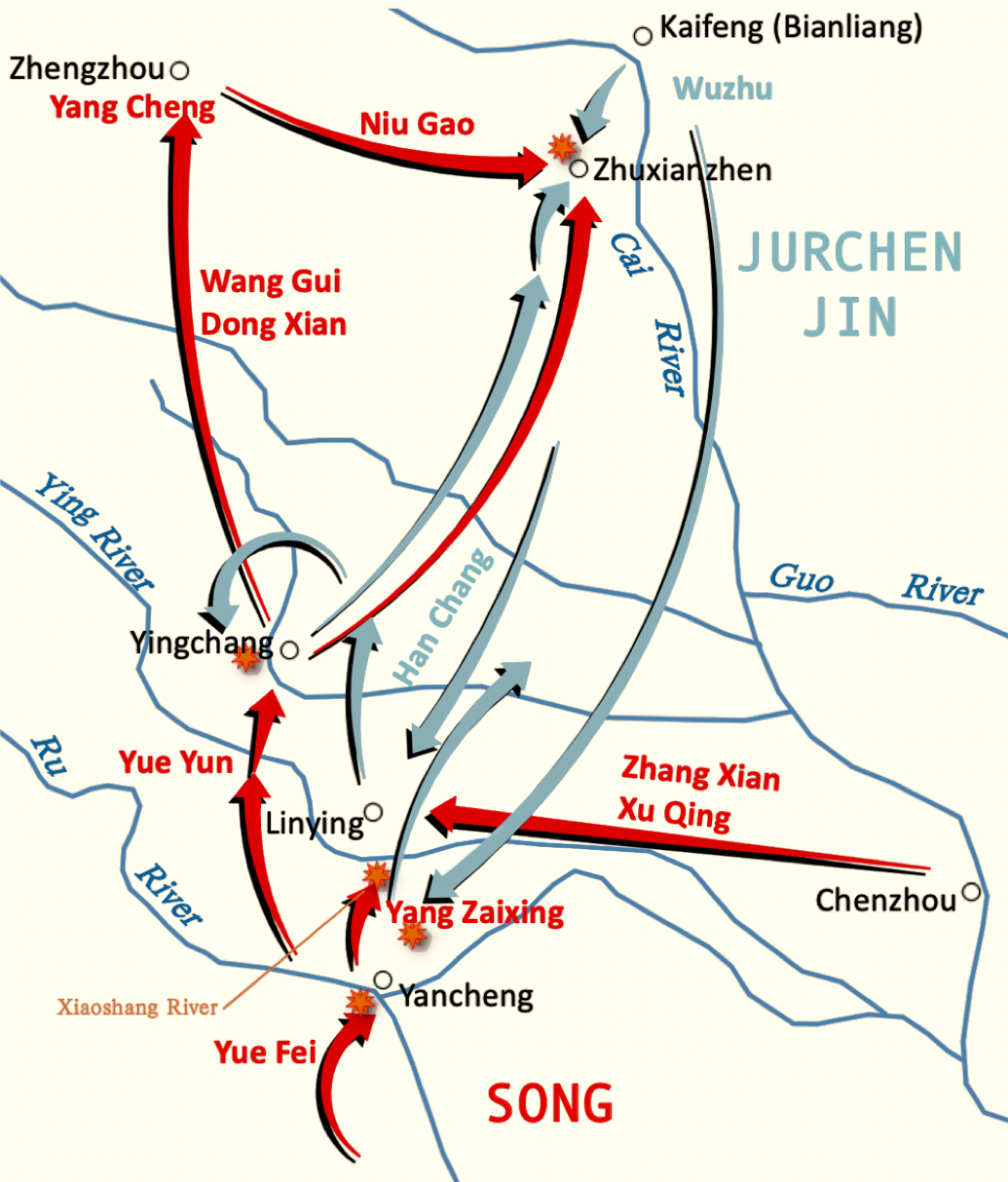
Bản đồ trận Yển Thành (Yancheng), trận Lâm Dĩnh (Linying), trận Dĩnh Xương (Yingchang) và trận Chu Tiên trấn (Zhuxianzhen) giữa Nhạc Phi và Ngột Truật năm 1140

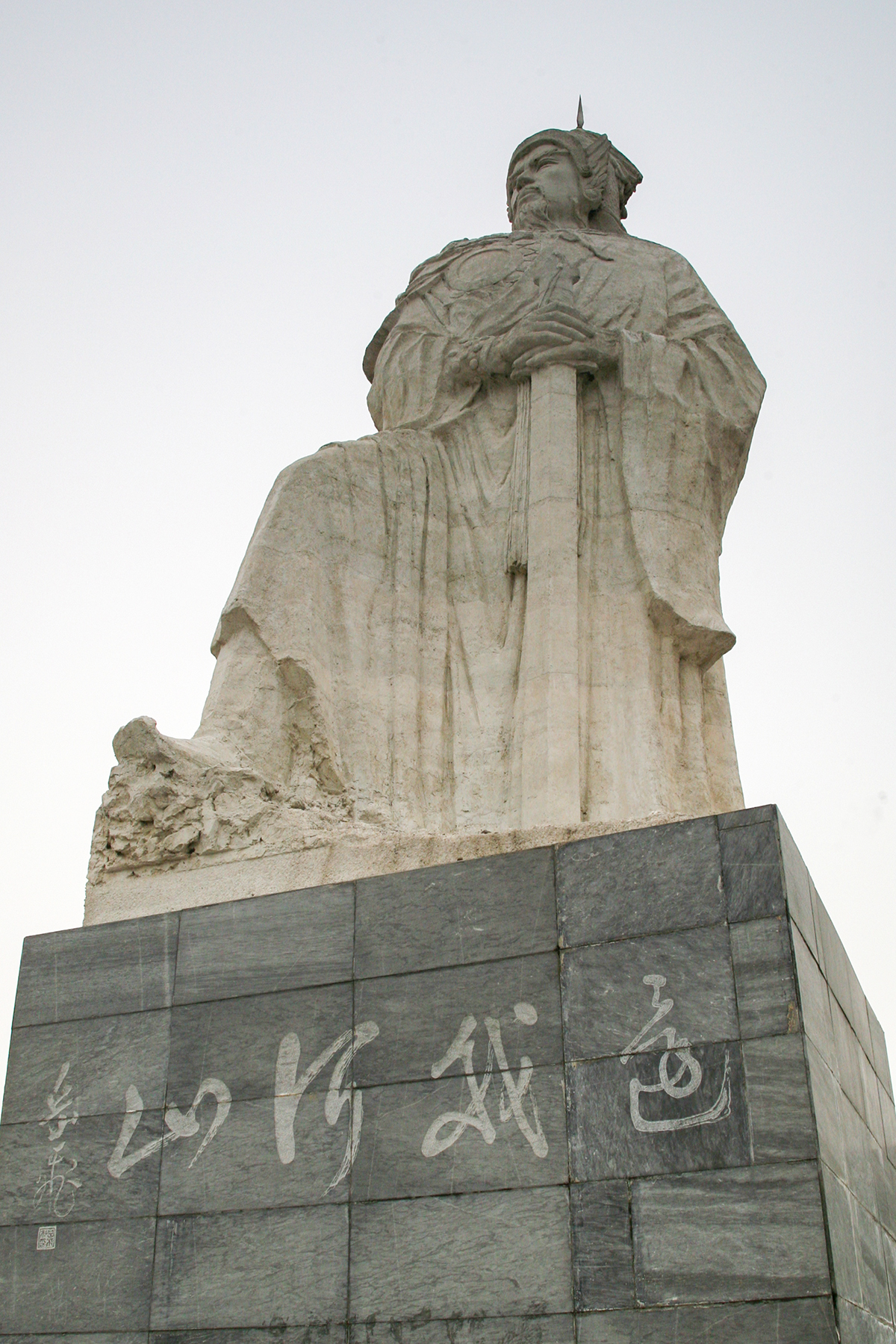
Tượng Nhạc Phi ở Chu Tiên trấn, Hà Nam, Trung Quốc. Bên dưới có hàng chữ đọc từ phải qua trái là "Hoàn ngã hà sơn" (nghĩa là "Trả lại sông núi của ta")

Nhạc Phi cùng 10 vạn quân Kim của Ngột Truật đối luỹ bày trận ở Chu Tiên trấn. Lúc hai bên dàn quân mặt đối mặt với nhau, Nhạc Phi sai các tướng Ngưu Cao, Trương Hiến, Vương Quý, Nhạc Vân, Từ Khánh, Đổng Tiên dẫn 500 quân cân vệ thân tín đi phá tan 10 vạn quân chủ lực của nước Kim. Quân Kim tổn thất nặng. Theo Tống sử ghi lại, trong trận này Nhạc gia quân đã bắt được hơn 200 con ngựa và chém được vô số quân Kim. Phó thống quân Kim là Niêm Hãn Bột Cận bị trọng thương. Ngột Truật buộc phải rút lui về Biện Kinh. Sau trận này, binh lính người Kim khiếp đảm ngơ ngác, không còn dũng khí và khả năng tái chiến. Sau đó Nhạc Phi tìm lại được mộ phần của Dương Tái Hưng ở Đại Quyên động (nay thuộc huyện Lâm Dĩnh). Nhạc Phi đã khóc nức nở trước cái chết của Dương Tái Hưng. 
Vào 5 năm trước, Nhạc Phi từng sai thủ lĩnh "Trung Nghĩa xã" (忠義社) là Lương Hưng ban bố ý của vua Tống Cao Tông, chiêu kết bọn hào kiệt ở Lưỡng hà (Hoài Hà và Hoàng Hà), các núi. Vi Thuyên, Tôn Mưu cầm quân giữ các gia trang, để chờ quân của Nhạc Phi kéo đến mà tiếp ứng. Nay Nhạc Phi đã bắc phạt vào sâu trong lãnh thổ nước Kim, bọn Lý Thông, Hồ Thanh, Lý Bảo, Lý Hưng, Trương Ân, Tôn Kỳ đều dẫn quân gia nhập Nhạc gia quân. Vì vậy, cử động của quân Kim, các nơi núi sông hiểm trở, Nhạc Phi đều được bọn họ cho biết sự tình. Nghĩa quân của "Trung Nghĩa xã" ở các vùng Từ, Tượng, Khai, Đức, Trạch, Lộ, Tấn, Giáng, Phần, Ải châu của nước Kim đều ước hẹn kỳ hạn khởi binh cùng hội hợp với quân Tống của Nhạc Phi. Các trung thần, nghĩa sĩ người Tống sống ở nước Kim cũng thu hồi không ít thành trì cho nhà Tống. Các lá cờ đều thêu chữ “Nhạc” làm hiệu.
Khi đó lộ quân Tống của Trương Tuấn (Trương Bá Anh) và Vương Đức đánh bại quân Kim của Lịch Quỳnh ở Bạc Châu, giành lại Hào Châu. Lộ quân Tống của Lưu Quang Thế cũng đến Hào Châu hội với lộ quân Tống của Trương Tuấn (Trương Bá Anh). Lộ quân Tống của Lưu Kỹ và Dương Nghi Trung phá tan quân Kim ở huyện Thái Khang. Lộ quân Tống của Ngô Lân và Ngô Thế Tương giành thắng lợi trước quân Kim của Tát Ly Hát ở Lũng Thục. Còn lộ quân Tống của vợ chồng Hàn Thế Trung - Lương Hồng Ngọc cũng đánh bại quân Kim, giành lại Ngư Châu.

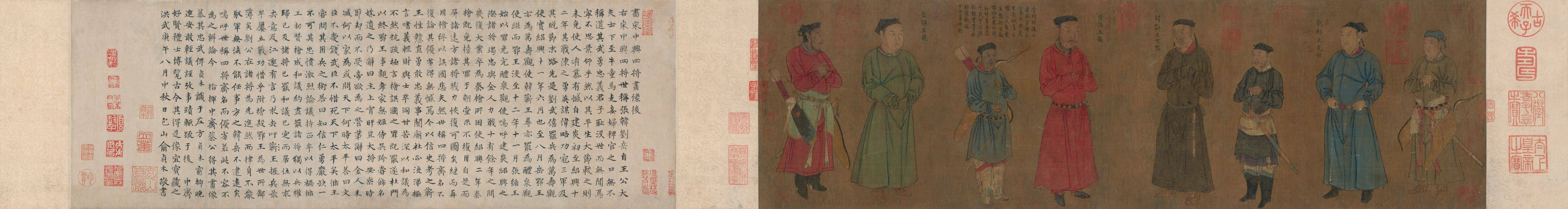
Bức tranh Trung hưng tứ tướng (中興四將) của họa sĩ Nam Tống là Lưu Tùng Niên (劉松年) (1174 – 1224) vẽ năm 1214. Từ trái qua, người thứ hai là danh tướng Nhạc Phi, người thứ tư là Trương Tuấn (Trương Bá Anh), người thứ năm là Hàn Thế Trung và người thứ bảy là Lưu Quang Thế (bốn người còn lại trong hình là 4 người hầu). Bốn người Trương Tuấn (Trương Bá Anh), Hàn Thế Trung, Lưu Quang Thế và Nhạc Phi được xem là những danh tướng thời đó, hậu thế xưng là Trương Hàn Lưu Nhạc.

Nhạc Phi thừa thắng trận, kéo quân muốn thu phục Lưỡng Hà (Hoàng Hà và Hoài Hà), giành lại Trung Nguyên. Các lộ quân Tống của vợ chồng Hàn Thế Trung - Lương Hồng Ngọc, Ngô Lân, Ngô Thế Tương, Dương Nghi Trung, Lưu Kỹ, Lưu Quang Thế, Trương Tuấn (Trương Bá Anh) và Vương Đức cũng vừa đánh tan quân Kim ở những nơi khác rồi chuẩn bị hội quân với Nhạc Phi để cùng nhau bắc phạt. Đây là cục diện sáng sủa chưa từng thấy đối với quân Tống trong chiến tranh Kim – Tống. Ngột Truật dẫn quân Kim rút về Biện Kinh rồi không dám nghênh chiến.

#### Bao vây Ngột Truật ở Biện Kinh năm 1140
Nhạc Phi lại sai người vượt sông Hoàng Hà để lệnh cho thủ lĩnh "Trung Nghĩa xã" (忠義社) là Lương Hưng, người đang quấy rối phía bắc Hoàng Hà, đi liên hệ các nghĩa quân núi Thái Hành, rồi phối hợp với tàn dư "Trung Nghĩa xã" (忠義社) ở đó là Triệu Vân, Lý Tiến, Ngưu Hiển, Trương Dục, lại chiêu tập thêm dân chúng gia nhập nghĩa quân. Nghĩa quân của Lương Hưng khi đó lên đến 40 vạn người (quân đội đông gấp 4 lần Nhạc gia quân của Nhạc Phi), tiếp tục tiến hành đánh phá một số châu huyện phía bắc Hoàng Hà của nước Kim, đánh chiếm các yếu điểm Viên Khúc, Thấm Thủy của nước Kim. Sau đó Lương Hưng lại chỉ huy nghĩa quân 40 vạn người đánh hạ Hoài Châu, Vệ Châu và núi Thái Hàng từ tay quân Kim, lập công lớn giúp Nhạc Phi truy bắt Ngột Truật. Nhạc Phi liền phái quân đến trấn giữ Hoài Châu, Vệ Châu và núi Thái Hàng. Sau đó Nhạc Phi dẫn Nhạc gia quân tiến tới sát Biện Kinh của Ngột Truật chỉ còn cách 40 dặm. 
Ngột Truật muốn kiểm điểm quân sĩ quân sĩ để chống lại Nhạc Phi nhưng vùng Hà Bắc không một người nào dám tuân theo. Bọn Thống chế của quân Kim là Vương Trấn, thống lĩnh Thôi Khánh, tướng quân Lý Khải, Thôi Hổ, Diệp Vượng đều dẫn quân sĩ đến hàng Nhạc Phi. Quân sĩ cấm vệ của Long Hổ đại vương và bộ hạ của Thiên hộ Cao Dũng của nước Kim cũng lén nhận tín bài của Nhạc Phi, rồi từ phương bắc đến đầu hàng Nhạc Phi.

#### Giao tranh với Bôn Đổ ở Đông Bình và Bi Châu năm 1140
Mùa hạ cùng năm 1140, Nhạc Phi đưa 10 vạn quân đến đánh Đông Bình nước Kim. Đông Bình có 5000 quân Kim cố gắng chống lại. Khi ấy dâu, chá đang tươi tốt, tướng Kim là Bôn Đổ sai thuộc hạ giăng nhiều cờ xí ở trong rừng làm nghi binh. Bản thân Bôn Đổ tự đưa tinh binh ra trước trận. Giằng co vài ngày thì quân Tống của Nhạc Phi rút lui, Bôn Đổ thúc quân đuổi theo. Quân Kim đến Thanh Khẩu, quân Tống của Nhạc Phi lên thuyền ngược dòng mà đi. Bấy giờ trời mưa suốt cả ngày đêm không nghỉ, quân Kim đóng trại ở ven sông, đến nửa đêm, Bôn Đổ thúc giục mọi người đi lên phía bắc. 
Quân Kim của Bôn Đổ đi được 20 dặm mới dừng lại. Đêm ấy, quân Tống của Nhạc Phi đến cướp trại của Bôn Đổ nhưng không thu được lợi gì nên rút lui. Nhạc Phi sau đó dẫn quân Tống bao vây Bi Châu nước Kim rất gấp. Trong thành Bi Châu chỉ có hơn ngàn quân Kim. Tướng Kim giữ thành sợ hãi và sai người cầu cứu Bôn Đổ ở Đông Bình. Bôn Đổ sai người đến căn dặn tướng giữ thành rằng hãy lấp cái rãnh góc tây nam thành Bi Châu. Tướng Kim giữ thành Bi Châu làm theo lời này. Quả nhiên Nhạc Phi sai quân đào đường ngầm theo lối ấy tiến vào bên trong thành Bi Châu. Biết trong thành có phòng bị, nên Nhạc Phi cho rút quân ra khỏi thành Bi Châu. Bôn Đổ dẫn quân Kim đến cứu Bi Châu, quân Tống của Nhạc Phi rút lui.

#### Kêu gọi các nơi cùng nổi dậy chống Kim, vây khốn Ngột Truật ở Biện Kinh năm 1140
Lúc này con đường tiếp tế lương thực của Nhạc Phi đã bị quân Kim cắt đứt và ông thiếu quân tiếp viện từ các nơi do các lộ quân Tống khác của vợ chồng Hàn Thế Trung - Lương Hồng Ngọc, Ngô Lân, Ngô Thế Tương, Dương Nghi Trung, Lưu Kỹ, Lưu Quang Thế, Trương Tuấn (Trương Bá Anh) và Vương Đức vẫn chưa đến hội quân với Nhạc gia quân của ông dưới chân thành Biện Kinh. Quân Kim dọc theo các con đường từ Hà Bắc và Sơn Đông ùn ùn nam tiến tấn công Nhạc gia quân của ông. Tuy nhiên, Nhạc gia quân vẫn đánh tan được các đạo quân Kim này. 
Biết tin Nhạc gia quân bị quân Kim cắt đứt con đường tiếp tế lương thực, nhân dân nhà Tống ở các thành trì, châu quận mà đã được Nhạc Phi tái chiếm từ người Kim đều mang lương thực đến giúp đỡ cho Nhạc gia quân. Thủ lĩnh "Trung Nghĩa xã" là Lương Hưng ở phía bắc Hoàng Hà cũng phái người vận chuyển lương thảo xuống phía nam hỗ trợ Nhạc gia quân của Nhạc Phi.
Thấy người Kim có dấu hiệu sẽ rút hết toàn bộ quân đội khỏi Hà Nam để về phía bắc Hoàng Hà, Nhạc Phi liền chuẩn bị các phương án để vượt Hoàng Hà lên bắc nhằm truy kích quân Kim. Cùng lúc đó, Nhạc Phi cũng phái 1 toán quân tiến về phía nam đánh tan quân Kim đang chặn đường tiếp tế lương thực của mình. Toán quân này sau đó về đến triều đình nhà Tống để xin mệnh lệnh từ vua Tống Cao Tông cho phép họ ngay lập tức dẫn toàn quân tiến lên phía bắc với tốc độ nhanh nhất.
Vào 12 năm trước, vua Tống Cao Tông từng phái Vũ Văn Hư Trung sang nước Kim để làm gián điệp, tìm cách cứu hai vua Tống Huy Tông và Tống Khâm Tông về, đồng thời báo cáo mọi thông tin của nước Kim cho nhà Tống biết. Nay Nhạc Phi sai người đi liên hệ với Vũ Văn Hư Trung (hiện đang làm Quốc sư ở nước Kim), nhờ Vũ Văn Hư Trung chuẩn bị làm binh biến tiêu diệt vua Kim Hi Tông ở kinh đô nước Kim để Ngột Truật phải bỏ Biện Kinh chạy về bắc. Vũ Văn Hư Trung nghe theo Nhạc Phi, chuẩn bị ngày giờ khởi sự. Khi đó Ngột Truật thường dẫn quân Kim ra khỏi thành Biện Kinh chống đỡ Nhạc gia quân của Nhạc Phi. Nhưng mấy lần Ngột Truật đều thất bại cả, phải rút lại vào thành.
Tướng Hàn Thường cũng muốn đem 50.000 quân Kim về hàng Nhạc Phi, đã hẹn ngày ra mắt Nhạc Phi. Ngột Truật khi đó đã bị Nhạc Phi đánh đến không còn sức giao chiến, hoảng loạn muốn bỏ thành Biện Kinh. Nghĩ rồi, Ngột Truật bỏ Biện Kinh mà chạy. Bất chợt có một thư sinh người Hán chạy theo nắm lấy cương ngựa của Ngột Truật và khuyên ông nên cố thủ vì Nhạc Phi sẽ bị nhà Tống gọi về. Ngột Truật hiểu ý, tiếp tục ở lại Biện Kinh cố thủ.

#### Bị vua Tống Cao Tông ép phải ban sư hồi triều đầu năm 1141
Những cuộc bắc phạt của Nhạc Phi cũng như các tướng lĩnh khác là một trở ngại to lớn đối với các cuộc đàm phán hòa bình giữa vua Tống và nước Kim. Một lần nữa triều đình nhà Tống lại đem thắng lợi của Nhạc Phi làm vốn xin hoà với người Kim. Khi đó Nhạc Phi đã đả thông con đường tiếp tế lương thực từ triều đình đến tiền tuyến Biện Kinh. Tuy nhiên, vua Tống Cao Tông và Tần Cối lại không cho người nào vận lương tiếp tế cho Nhạc Phi nữa. Nhạc gia quân nhanh chóng lâm vào hoàn cảnh thiếu lương thực. Nhạc Phi dự định bỏ qua Biện Kinh, cho quân vượt qua sông Hoàng Hà lên Hà Bắc để cướp lương thực của quân Kim thì Tần Cối lại muốn cắt vùng phía Bắc sông Hoài cho nước Kim, xin vua Tống Cao Tông gọi Nhạc Phi ban sư hồi triều. Vua Tống Cao Tông hạ thánh chỉ yêu cầu Nhạc Phi lui quân. Nhạc Phi gửi thư tâu vua Tống Cao Tông rằng đừng nên lỡ thời cơ ngàn năm có một này. 
Tần Cối biết chí Nhạc Phi cương quyết, nhất định không rút quân nên đã bí mật lệnh cho các lộ quân Tống của vợ chồng Hàn Thế Trung - Lương Hồng Ngọc, Ngô Lân, Ngô Thế Tương, Dương Nghi Trung, Lưu Kỹ, Lưu Quang Thế, Trương Tuấn (Trương Bá Anh) và Vương Đức đồng loạt rút lui, để lại một mình Nhạc Phi ở lại đất Kim.
Đầu năm 1141, các lộ quân Tống khác đều rút lui cộng với việc triều đình nhà Tống không tiếp tế lương thực cho Nhạc gia quân nữa, Nhạc gia quân đã thực sự bị cô lập không còn sự trợ giúp trên đất Kim. Tuy vậy, Nhạc Phi vẫn kiên quyết không rút quân, muốn truy bắt Ngột Truật đến cùng. Tần Cối nói với vua Tống Cao Tông rằng một mình Nhạc Phi không thể dẫn một toán quân cô độc mà ở lâu nơi đất quân địch được, xin vua Tống Cao Tông ra lệnh buộc Nhạc Phi phải ban sư hồi triều. Vua Tống Cao Tông lại sai sứ triệu Nhạc Phi về lại Chu Tiên trấn dưới quyền của 1 vị tướng quân, Nhạc Phi không muốn về và còn đáp lại chiếu chỉ vua bằng những lời trung nghĩa, xuất phát từ tâm can. Vua Tống Cao Tông trong một ngày phát liên tiếp 12 đạo kim bài thúc giục Nhạc Phi về Ngạc Châu nhanh, nếu còn không chịu về thì ông sẽ bị trục xuất ra khỏi nhà Tống. Kết quả, Nhạc Phi phải thu quân trở về nam. Nhân dân nhà Tống ở các thành trì, châu quận đã được Nhạc Phi tái chiếm từ tay người Kim cũng đi theo Nhạc gia quân về nam.
Nhạc Phi quay về Ngạc Châu để phòng thủ, bao nhiêu châu huyện đã khôi phục được cho nhà Tống đều bị mất hết về tay quân Kim. Lương Hưng cùng nghĩa quân "Trung Nghĩa xã" ở núi Thái Hàng cũng phải dừng hành động kháng Kim và dẫn nhau vượt sông Hoàng Hà về nam, đi theo Nhạc gia quân về đất Nam Tống. Hàn Thường và 50.000 quân dưới quyền cũng không cần phải phản lại nước Kim để đi theo Nhạc Phi nữa. Quốc sư Vũ Văn Hư Trung ở kinh đô nước Kim cũng phải dừng kế hoạch làm binh tiêu diệt vua Kim Hi Tông.
Sau đó quân Kim của Ngột Truật tiến thẳng xuống phía nam sông Hoài, áp sát biên giới nhà Tống. Ngột Truật lại dẫn quân Kim đánh vài trận nhỏ với quân Tống, chiếm được 3 huyện Cương, Thạch và Đức của nhà Tống. Cảm thấy Ngột Truật sẽ nhân lúc Nhạc Phi và Nhạc gia quân đang lui quân về nam mà dẫn quân Kim tấn công từ phía sau, Lưu Kỹ liền dẫn quân Tống chặn đánh quân Kim của Ngột Truật giữa đường. Ngột Truật bị đánh bại phải rút lui về bắc. Sau trận đó, Lưu Kỹ được cho là đã hỗ trợ Nhạc Phi cùng Nhạc gia quân bình an rút về nam.
Khi Nhạc Phi dẫn Nhạc gia quân về đến kinh đô Lâm An thì ông hết lòng muốn trả binh quyền. Tuy nhiên vua Tống Cao Tông lại không cho phép ông bỏ binh quyền, bởi vua nghi ngại người Kim sẽ lại nam tiến lần nữa.

### Chống Kim xâm lấn, bắc phạt nước Kim năm 1141

Nhà Kim (xanh da trời) và nhà Tống (cam) năm 1141

Trong khoảng thời gian đầu năm 1141, có thám mã nhà Tống báo tin rằng quân Kim do Ngột Truật chỉ huy đã chia đường vượt qua sông Hoài, đánh Hợp Phì, Lịch Dương của nhà Tống. 
Nhạc Phi xin vua Tống Cao Tông hợp binh các tướng lại để phá địch. Vua Tống Cao Tông do dự chưa quyết. Ngột Truật, Hàn Thường cùng Long Hổ đại vương dẫn đại quân Kim tiến chiếm Lư Châu (nay là Hợp Phì) nhà Tống. Vua Tống Cao Tông nghe tin thì kinh hãi, liền sai người đi thúc giục Nhạc Phi dẫn Nhạc gia quân hội với quân đội của vợ chồng Hàn Thế Trung - Lương Hồng Ngọc ở Hoài Tây để cùng đi cứu viện. Lúc ấy, Nhạc Phi đang bị cảm hàn, ôm bệnh mà vẫn coi việc quân. Nhạc Phi dẫn Nhạc gia quân cùng quân đội của vợ chồng Hàn Thế Trung - Lương Hồng Ngọc đến đánh Lư châu. 
Khi đó quân Kim của Ngột Truật, Hàn Thường ở Lư Châu nghe tin các lộ quân Tống của Nhạc Phi và vợ chồng Hàn Thế Trung- Lương Hồng Ngọc cùng đến thì kinh sợ, chưa chiến đã bỏ chạy về bắc. Hàn Thế Trung và Lương Hồng Ngọc mang quân vượt sông Hoài đánh quân Kim, không phân thắng bại. Cuối cùng cả Hàn Thế Trung - Lương Hồng Ngọc và quân Kim đều lui binh. Các cánh quân Tống của Lưu Kỹ, Trương Tuấn (Trương Bá Anh) và Dương Nghi Trung cũng rút lui về nam sau khi thắng quân Kim ở trận Chá Cao và bị quân Kim đánh bại ở Hào Châu.
Nhưng Nhạc gia quân của Nhạc Phi lại thừa thế bắc phạt nước Kim. Nhạc Phi giương lá cờ "Tinh trung Nhạc Phi" lên rồi dẫn Nhạc gia quân đi đánh chiếm vài châu quận ở Hà Nam của nước Kim. Sau đó Nhạc Phi chia quân 2 đường định tiến về Lạc Dương và Biện Kinh. Tần Cối mật tấu xin vua Tống Cao Tông cho triệu hồi Nhạc Phi lui quân về. Kỳ này Nhạc Phi và Nhạc gia quân nhanh chóng lui quân về nam vì ông đã quá chán nản với cái nhà Tống này.

### Vấn đề chiến công ở trận Chá Cao
Trương Tuấn (Trương Bá Anh), Dương Nghi Trung về triều, thường nói rằng Nhạc Phi không đến cứu viện, còn Lưu Kỹ chiến đấu bất lực nên quân Tống mới thua quân Kim ở Hào Châu. Sau đó Trương Tuấn (Trương Bá Anh) đổ hết mọi trách nhiệm lên đầu Lưu Kỹ, kể tội không ứng cứu khiến hai cánh quân Tống của Dương Nghi Trung và Vương Đức bị quân Kim tiêu diệt hoàn toàn ở Hào Châu. Tần Cối dựa vào lời ấy, bèn tâu vua Tống Cao Tông bãi chức Tuyên phủ phán quan của Lưu Kỹ, rồi lệnh cho Lưu Kỹ làm Tri Kinh Nam phủ. Nhạc Phi xin vua Tống Cao Tông cho Lưu Kỹ tiếp tục nắm binh quyền nhưng triều đình nhà Tống không nghe.

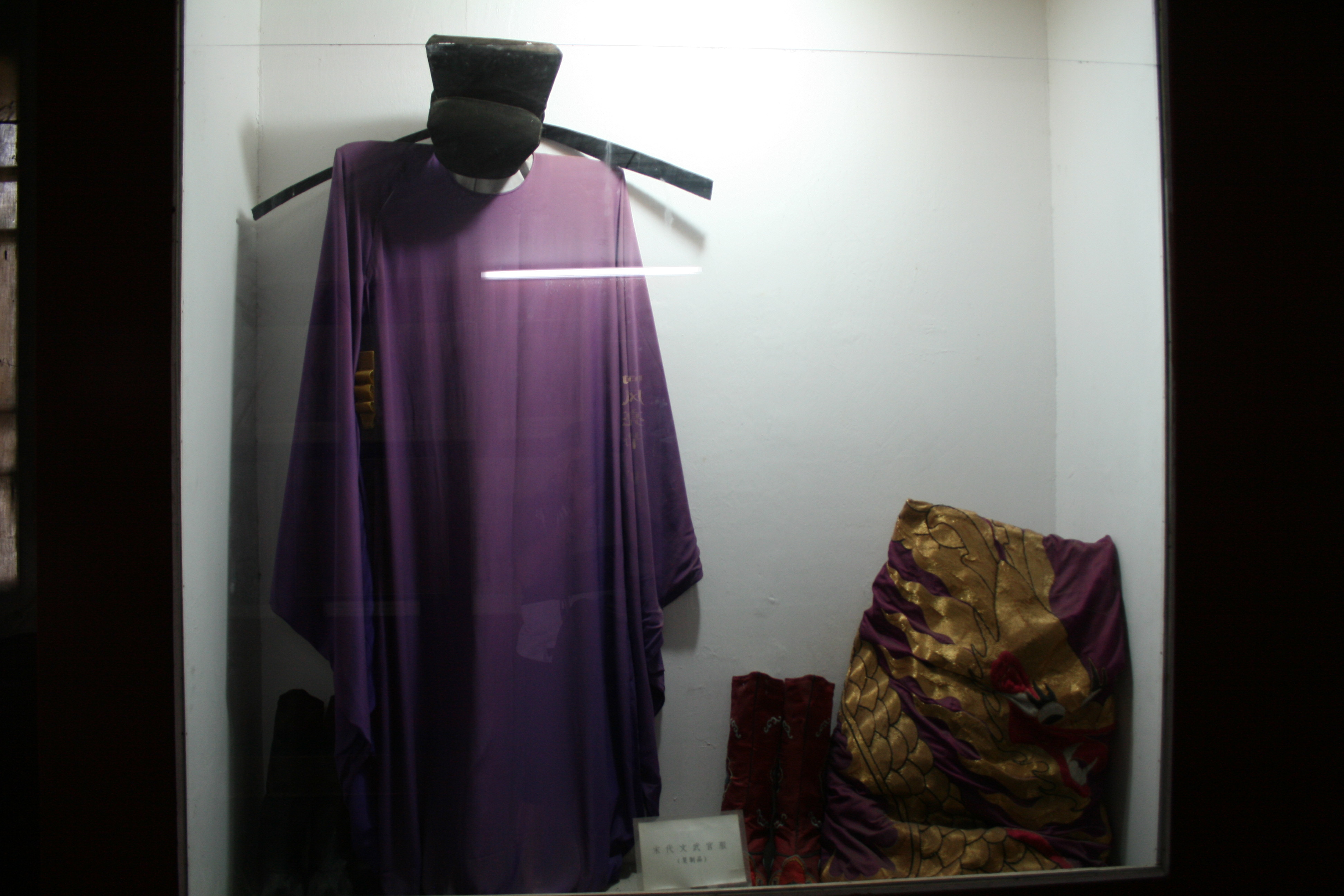
Bộ trang phục Khu mật phó sứ của Nhạc Phi vào năm 1141. Hiện vật được trưng bày tại Miếu Nhạc Phi ở Tân Trịnh, Hà Nam, Trung Quốc.

Tháng 4 năm 1141, học theo việc chung rượu giả binh quyền (mượn rượu tước binh quyền) của vua Tống Thái Tổ, vua Tống Cao Tông mượn cớ luận công, ban thưởng cho chiến dịch bắt phạt nước Kim vào năm ngoái và thắng lợi quân Kim ở trận Chá Cao trong năm nay để mở tiệc mừng công. Trong bữa tiệc đó, vua Tống Cao Tông phong cho Hàn Thế Trung, Trương Tuấn (Trương Bá Anh) làm Khu mật sứ Lâm An, Nhạc Phi làm Khu mật phó sứ, Dương Nghi Trung làm Khai phủ nghi đồng tam ti và được vua đổi tên thành Dương Tồn Trung, Lưu Quang Thế làm Vạn Thọ quân sứ, sau đổi làm Dương Quốc công. Ssự bố trí này là kế của Tần Cối nhằm tước bỏ binh quyền của chư tướng (biến các chư tướng từ quan võ thành quan văn), làm suy yếu năng lực quốc phòng của nhà Tống. Đồng thời vua Tống Cao Tông còn dở bỏ 3 tuyên phủ ti từng được thiết lập để tác chiến với quân Kim.
Nhạc Phi và Hàn Thế Trung biết rằng họ không trực tiếp tham chiến ở trận Chá Cao nắm 1141 nhưng vua Tống Cao Tông vẫn ghi công cho họ sẽ khiến người khác bất phục. Hai người họ cố từ chối nhận thưởng chiến công trong trận Chá Cao nhưng vua Tống Cao Tông và Tần Cối vẫn ép họ phải nhận thưởng. Thấy binh quyền đã bị lấy đi hết, Nhạc Phi và Hàn Thế Trung đành chấp nhận nhận thưởng chiến công trong trận Chá Cao từ vua Tống Cao Tông để bù đắp lại. Việc này đã khiến cho Trương Tuấn (Trương Bá Anh) và Dương Tồn Trung không hài lòng về Nhạc Phi và Hàn Thế Trung. Trương Tuấn (Trương Bá Anh) và Dương Tồn Trung bắt đầu ganh ghét với Nhạc Phi và Hàn Thế Trung.

### Giúp Hàn Thế Trung thoát khỏi âm mưu của Tần Cối
Tần Cối sau khi đã đoạt binh quyền của các chư tướng, liền sai sứ sang nghị hoà với nước Kim. Sau đó Tần Cối lại tìm cách hại các tướng này, ban đầu là lợi dụng Trương Tuấn (Trương Bá Anh) và Nhạc Phi để hại Hàn Thế Trung, sau đó sẽ dùng Trương Tuấn (Trương Bá Anh) hại Nhạc Phi. 
Tháng 5 năm 1141, Trương Tuấn (Trương Bá Anh) cùng Nhạc Phi đi thị sát quân đội của Hàn Thế Trung ở Sở Châu. Trương Tuấn (Trương Bá Anh) định bàn mưu của Tần Cối bày ra với Nhạc Phi để hại Hàn Thế Trung nhưng Nhạc Phi không đồng tình. Nhạc Phi phê phán Trương Tuấn (Trương Bá Anh) và đem việc báo lại cho Hàn Thế Trung biết. Hàn Thế Trung đến gặp vua Tống Cao Tông tố cáo, do đó ý định của Tần Cối và Trương Tuấn (Trương Bá Anh) không thực hiện được. Tần Cối tức lồng lên, muốn trả thù Nhạc Phi cho bằng được.

### Ánmạc tu hữu(Ánkhông cần có)

#### Người Kim gây áp lực, Nhạc Phi cùng Nhạc Vân, Trương Hiến bị giam vào ngục
Người Kim vốn ôm hận Nhạc Phi sâu sắc, họ liên kết với Tần Cối, bắt triều đình nhà Tống phải giết hại Nhạc Phi để làm điều kiện hoà nghị. Nhưng theo một số sử gia, có lẽ người Kim không có ra điều kiện phải giết Nhạc Phi mới cho nghị hòa, nhưng Tần Cối tự bịa ra câu chuyện Ngột Truật ép phải giết Nhạc Phi này để buộc vua Tống Cao Tông ra tay với Nhạc Phi. Thậm chí nếu người Kim có đòi nhà Tống phải giết tướng mới cho nghị hòa thì người đó không hẳn là Nhạc Phi, bởi Ngột Truật từng bị rất nhiều tướng Tống đánh bại, nhưng Nhạc Phi lại bị Tần Cối và vua Tống Cao Tông chọn là phải chết. 
Khi đó Tần Cối lôi kéo Trương Tuấn (Trương Bá Anh) về phe mình để hại Nhạc Phi. Nhạc Phi không biết rằng các tướng lĩnh bên cạnh mình dần dần đều bị Tần Cối mua chuộc. Người thì vin vào chuyện Nhạc Phi thất học để về phe Tần Cối, người thì phải tự rút lui khỏi Nhạc gia quân để bảo toàn tính mạng. Triều đình nhà Tống bắt đầu giải trừ binh quyền của Nhạc Phi, phân tán Nhạc gia quân, đổi phiên hiệu thành Ngạc châu trú trát ngự tiền chư quân, tạm thời giao cho Vương Quý chỉ huy. Thủ lĩnh Trung Nghĩa xả theo Nhạc gia quân là Lương Hưng bị giáng làm Thân vệ đại phu. 
Vương Quý từng vi phạm, mấy lần suýt bị Nhạc Phi xử tử. Tần Cối biết điều đó nên sai Trương Tuấn (Trương Bá Anh) đi bắt giữ Vương Quý, dùng gậy đánh đập, ép Vương Quý tố cáo Nhạc Phi mưu phản. Vương Quý không nghe theo. Trương Tuấn (Trương Bá Anh) không cam lòng, bèn lấy việc nhà của Vương Quý ra đe dọa, buộc Vương Quý phải khuất phục. Cuối cùng Trương Tuấn đưa bản khẩu cung của Vương Quý tố cáo Nhạc Phi mưu phản cho Tần Cối Tần Cối giam Nhạc Phi vào ngục với tội danh bất trung, giao cho Trương Tuấn (Trương Bá Anh) tra xét. Trương Tuấn dùng đại hình tra khảo Nhạc Phi. Nhạc Phi không nhận tội. Trương Tuấn (Trương Bá Anh) phải đưa một bản khẩu cung giả cho Tần Cối nhưng do chứng cớ chưa rõ ràng nên không thể xét tội. Việc này kéo dài đến tận cuối năm 1141.   

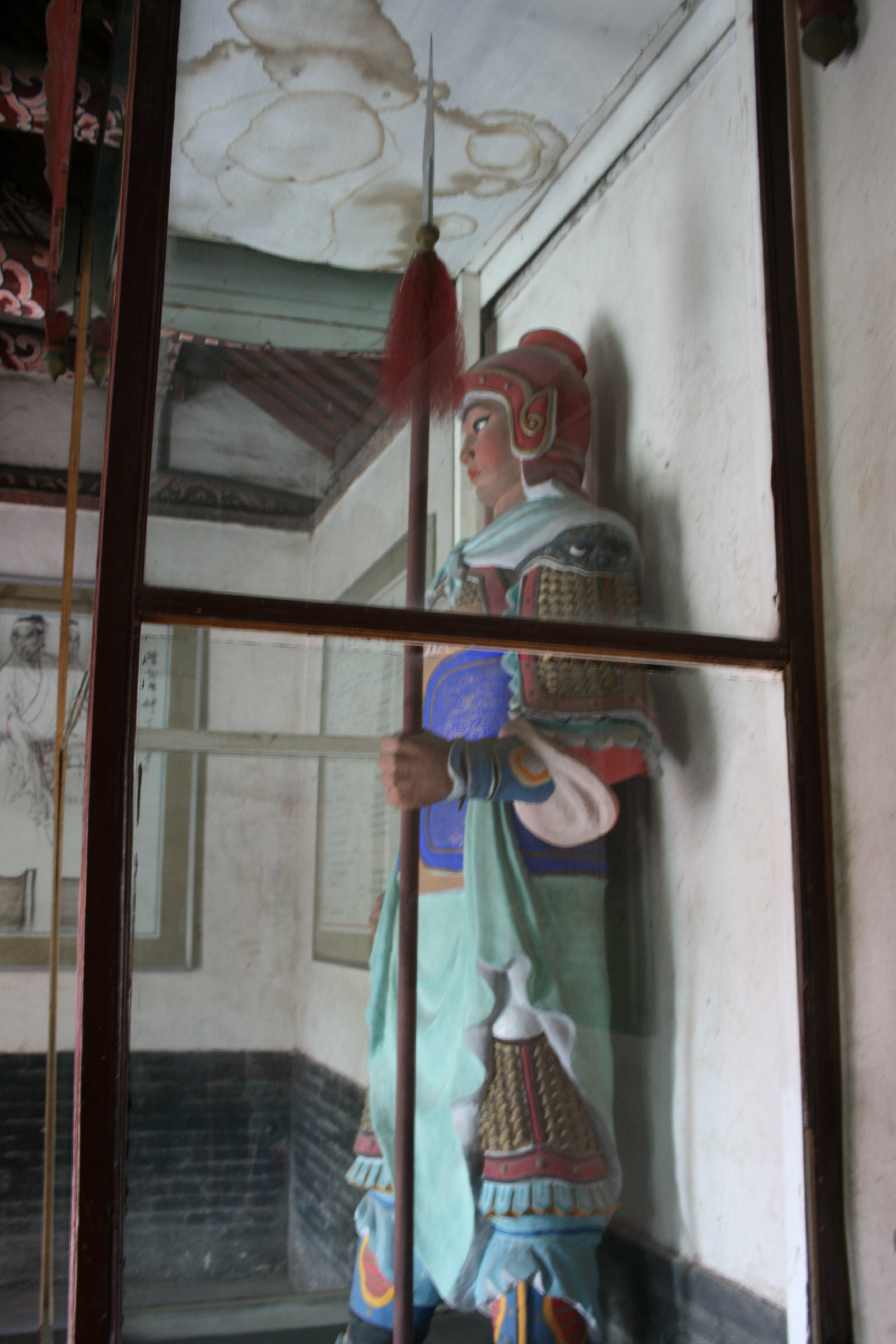
Tượng Trương Hiến trong Miếu Nhạc Phi ở Tân Trịnh, Hà Nam, Trung Quốc.

Mặt khác, thuộc cấp của Trương Hiến là Vương Tuấn do tham nhũng mà bị cách chức. Vương Tuấn cũng nghe theo lệnh Tần Cối vu cáo Trương Hiến mưu đồ nổi loạn ở Tương Dương để giành lại binh quyền cho Nhạc Phi. Trương Tuấn sau đó ép Vương Quý đi bắt giữ Trương Hiến. Trương Hiến hết mực kêu oan, Trương Tuấn (Trương Bá Anh) vẫn ép Trương Hiến buộc tội con trai Nhạc Phi là Nhạc Vân. Trương Hiến vẫn một mực không chịu khai khống. Trương Tuấn (Trương Bá Anh) bèn cho dùng hình cực kì tàn khốc với Trương Hiến. Trương Hiến vẫn không khuất phục. Vì thế Trương Tuấn tự tay ngụy tạo khẩu cung của Trương Hiến rồi giao cho Tần Cối. Trương Hiến sau đó bị giao cho Đại Lý tự. Con trai Nhạc Phi là Nhạc Vân cũng nhanh chóng bị bắt giam vào ngục.
Tháng 7 năm 1141, Tần Cối biết tên Gián nghị đại phu Mặc Kỳ Tiết có hiềm oán với Nhạc Phi bèn sai Mặc Kỳ Tiết vu cáo Nhạc Phi. Tần Cối lại sai quan Trung thừa là Hà Đào, Thị Ngự sử là La Nhữ Tập cùng dâng sớ vu cáo Nhạc Phi. 
Tất cả ngự trát và thủ chiếu (thư từ và chiếu chỉ do chính tay vua Tống viết) mà vua Tống Cao Tông từng ban tặng cho Nhạc Phi, tổng cộng 88 phần văn kiện đều bị vua Tống Cao Tông sai người đến nhà của Nhạc Phi ở Vũ Xương tịch thu đem về. Lá cờ "Tinh trung Nhạc Phi" (精忠岳飛, nghĩa là "Sự trung thành thuần khiết của Nhạc Phi") ở trong doanh trại cũ của Nhạc gia quân ở Ngạc Châu cũng bị vua Tống Cao Tông sai người đến thu về.
Tháng 10 âm lịch (tức là tháng 11 dương lịch) năm 1141, cha con Nhạc Phi và Nhạc Vân bị bắt vào Đại Lý tự.. Ban đầu, Tần Cối sai Hà Đào hỏi khẩu cung Nhạc Phi. Nhạc Phi cởi áo, đưa lưng cho Hà Đào xem trên lưng có xâm bốn chữ lớn “Tận trung báo quốc” ăn sâu vào da thịt. Hà Đào biết Nhạc Phi bị oan nên báo cáo sự thực với Tần Cối. Tần Cối biết Hà Đào ngưỡng mộ Nhạc Phi thì đổi cho Chu Tam Úy đi ép cung Nhạc Phi. Thấu hiểu nỗi oan của Nhạc Phi nên Chu Tam Úy sau đó cũng treo mũ từ quan. Tần Cối lại sai Mặc Kỳ Tiết làm giám ngục để ép cung Nhạc Phi. Mặc Kỳ Tiết có hiềm khích với Nhạc Phi từ trước nên ông ta gia hình Nhạc Phi, Nhạc Vân và Trương Hiến rất tàn khốc nhưng trước sau 3 người đều không nhận tội. 
Vụ án của Nhạc Phi khi đó đã kéo dài suốt 2 tháng, thẩm vấn không có kết quả gì. Việc để lâu ngày, nhiều đại thần lên tiếng phản bác và cầu xin tha cho Nhạc Phi. Có quan lại mạnh dạn dâng sớ minh oan cho Nhạc Phi nhưng lập tức bị Tần Cối hãm hại. Cuối cùng thì làm một bản khẩu cung giả nữa được Mặc Kỳ Tiết giao cho Tần Cối với nội dung Nhạc Phi báo tin sai cho vua Tống Cao Tông về việc ông có tham chiến cùng Trương Tuấn (Trương Bá Anh) trong trận thắng quân Kim ở Chá Cao trong năm 1141 (ý nói Nhạc Phi cướp công của Trương Tuấn), ở chiến trường Hoài Tây thì ông lại cố tình trì hoãn, không chịu dẫn quân đi ứng cứu dẫn tới việc quân Tống của Trương Tuấn (Trương Bá Anh) bị quân Kim đánh bại ở Hào Châu trong năm 1141 (ý nói Nhạc Phi khiến Trương Tuấn thua trận), tội đáng phải chém. Nhưng do chứng cớ chưa rõ ràng, không có ai chịu làm chứng cho khẩu cung giả của Mặc Kỳ Tiết ngụy tạo nên vẫn không thể xét tội Nhạc Phi. 
Tần Cối bãi chức Phạm Đồng, một người tuy ủng hộ nghị hòa với nước Kim nhưng không được lòng của Tần Cối. Có thuyết nói do Phạm Đồng khuyên Tần Cối thả Nhạc Phi nên mới bị cách chức. Sau đó Tần Cối lại lưu đày Hồ Thuyên đang ở Chiêu châu đến Tân châu vì Hồ Thuyên dâng sớ xin tha cho Nhạc Phi. Vương Thứ đang bị Tần Cối lưu đày ở Đàm Châu cũng lên tiếng xin tha cho Nhạc Phi, Tần Cối liền lưu đày Vương Thứ sang Đạo châu.

#### Nhạc Phi cùng Nhạc Vân, Trương Hiến bị Tần Cối hại chết ở đình Phong Ba

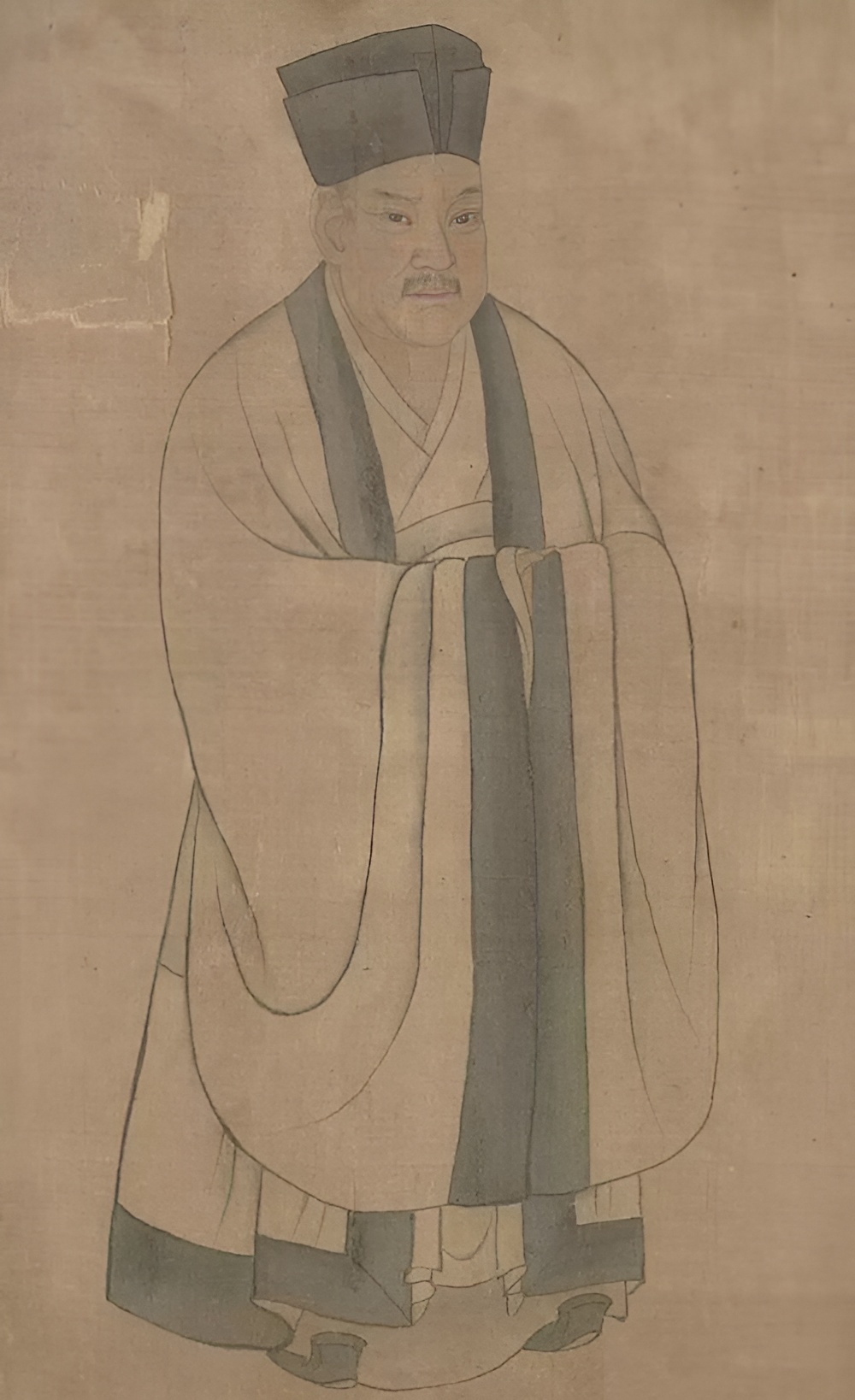
Tranh vẽ Tần Cối

Ban đầu Đại Lý tự phán quyết Nhạc Phi với tội danh phản quốc thì đáng chém, Trương Hiến đáng thắt cổ, còn Nhạc Vân không phải chết, nhưng vua Tống Cao Tông lại giáng chiếu cho Mặc Kỳ Tiết ban chết cho Nhạc Phi, xử chém Trương Hiến và Nhạc Vân. Dương Tồn Trung được lệnh làm quan giám trảm Trương Hiến và Nhạc Vân. Lý Nhược Phác (李若樸) và Hà Ngạn Du (何彥猷) ở Đại Lý tự cố dâng sớ nói Nhạc Phi không đáng phải chết nhưng vua Tống Cao Tông không nghe. Mặc Kỳ Tiết nhanh chóng thảo ra văn kiện “Hình bộ đại tư lý tự trạng” có nội dung định tội Nhạc Phi, Nhạc Vân và Trương Hiến đúng với yêu cầu trong chiếu chỉ của vua Tống Cao Tông rồi gửi vua phê duyệt. Vua Tống Cao Tông lập tức phê duyệt để văn kiện đó có hiệu lực ngay lập tức.
Một hôm, Mặc Kỳ Tiết vào Đại Lý tự đưa giấy cho Nhạc Phi, yêu cầu viết khẩu cung theo ý của Mặc Kỳ Tiết. Nhạc Phi cầm bút, viết luôn 8 chữ:
"Thiên nhật chiêu chiêu, thiên nhật chiêu chiêu."
Dịch nghĩa:
"Mặt trời sáng tỏ, mặt trời sáng tỏ."
Tám chữ đó đã thể hiện rõ nhất sự bất mãn và sự kháng nghị cuối cùng của ông đối với vua Tống Cao Tông và Tần Cối. Mặc Kỳ Tiết tức lắm, liền báo cáo với Tần Cối.
Tháng 12 âm lịch, năm 1141 (tức là đầu năm 1142) nghe tin Lưu Doãn Thăng ở Kiến Khang thay mặt trăm họ kêu oan cho Nhạc Phi, Tần Cối cùng phe cánh của ông cảm thấy bối rối, không biết bây giờ có nên tiếp tục xử vụ trọng án của Nhạc Phi hay nên thả Nhạc Phi ra. Vương thị biết tâm sự của chồng, liền khuyên Tần Cối nên hạ thủ ngay với Nhạc Phi để tránh sinh lắm chuyện. Tần Cối nghe theo. 
Cảm thấy sự việc còn để lâu sẽ bất lợi, ngày 29 tháng 12 âm lịch, năm 1141 (tức là ngày 28 tháng 1 dương lịch năm 1142), khi khắp nơi ở Nam Tống đều chuẩn bị đón Tết, Nhạc Phi bị Tần Cối (mượn lệnh vua Tống Cao Tông) vờ mời đi tắm rồi bị đưa đến phòng hành hình thuộc Đại lý tự Lâm An. Khi đó trên người Nhạc Phi vẫn đeo miếng ngọc bội (theo sử gia Vương Tăng Du, đây chính là miếng ngọc bội, kỉ vật do người vợ Lý thị đã tặng Nhạc Phi, là bằng chứng về sự tôn trọng, cũng như tình cảm vô cùng sâu đậm mà ông luôn dành cho người vợ Lý thị hiền lương của mình). Tên đao phủ dùng búa lớn giáng mạnh vào 2 bên sườn làm cho Nhạc Phi bị gãy hết xương sườn, nội tạng đều vỡ nát. Nhạc Phi bị thổ huyết nhưng chưa chết. Tần Cối bỏ thuốc độc vào chén rượu và sai người giữ chặt Nhạc Phi lại, sai tên đao phủ đổ rượu từ chén rượu độc đó vào miệng Nhạc Phi. Nhạc Phi bị ép uống xong chén rượu độc rồi nhưng vẫn còn chưa chết hẳn. Tần Cối lệnh cho tên đao phủ đem Nhạc Phi đi treo cổ ở đình Phong Ba ("Phong Ba" nghĩa là "Gió Bão", tức là đình "Gió Bão") thuộc Đại lý tự Lâm An, khi đó Nhạc Phi mới thực sự chết hẳn. Năm đó Nhạc Phi hưởng dương 39 tuổi.

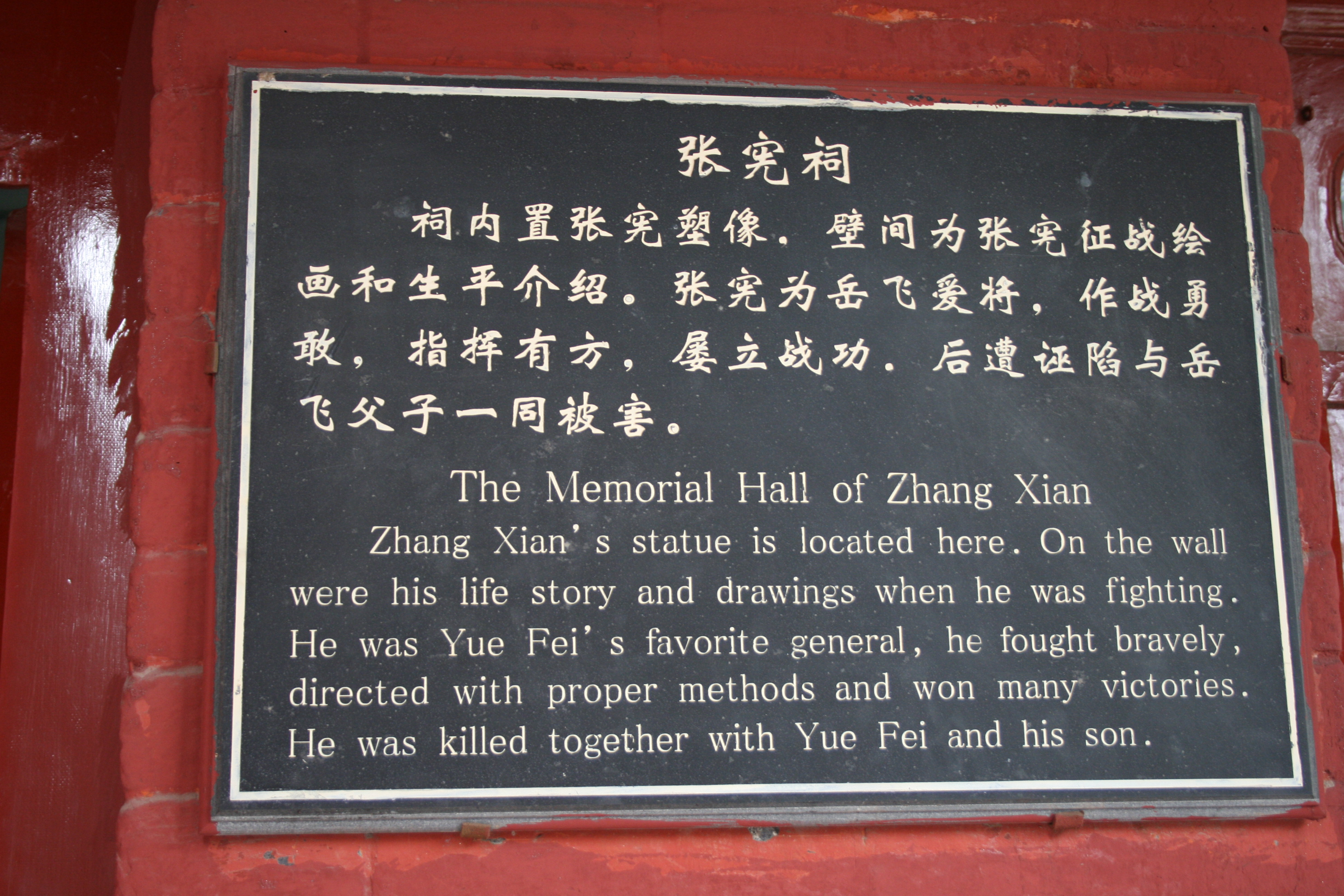
Tiểu sử Trương Hiến được trưng bày tại Miếu Nhạc Phi ở Tân Trịnh, Hà Nam, Trung Quốc.

Thuộc tướng của Nhạc Phi là Trương Hiến và con trai Nhạc Phi là Nhạc Vân bị Dương Tồn Trung (theo lệnh của Tần Cối) cho chém ngang lưng trước, sau đó cả 2 mới bị chém đầu thị chúng ở ngõ Quan Hạng thuộc chợ Lâm An cùng ngày, bất chấp Trương Hiến và Nhạc Vân đã từng lập rất nhiều chiến công chống Kim. Nhạc Vân năm đó mới 23 tuổi.
Tần Cối lập tức báo cáo với vua Tống Cao Tông rằng Nhạc Phi đã chết trong tù,. Việc Tần Cối giết Nhạc Phi cũng là để răn đe các tướng Tống của các lộ quân khác như Hàn Thế Trung, Lưu Kỹ, Ngô Lân, Ngô Thế Tương và Lưu Quang Thế, khiến cho những vị tướng này phải sợ Tần Cối, phải dẹp bỏ hoàn toàn tư tưởng bắc phạt nước Kim. Người dân Nam Tống nghe tin Nhạc Phi, Nhạc Vân và Trương Hiến bị giết thì ai ai cũng tiếc thương cho cái chết của vị anh hùng Nhạc Phi và khinh miệt Tần Cối.
Sau khi Nhạc Phi bị giết, thi thể của Nhạc Phi bị quăng đi. Cảm phục trước nghĩa khí của ông, buổi tối của hôm Nhạc Phi bị giết, trong ngục tù Đại Lý tự, người cai ngục tên Ngỗi Thuận (隗順) đã nhanh chóng đi tìm thi thể Nhạc Phi rồi cõng di thể của Nhạc Phi ra khỏi thành Lâm An, đưa đến khu mộ phía sau núi. Ngỗi Thuận đã chôn thi thể Nhạc Phi bên đền Cửu Khúc Tùng (九曲叢祠, "Cửu Khúc Tùng từ") bên ngoài cổng thành Tiền Đường. Ngỗi Thuận lấy miếng ngọc bội mà Nhạc Phi đang đeo trên thi thể làm vật bồi táng và đặt lên quan tài của Nhạc Phi một chiếc ống chì có khắc chữ "Đại Lý tự" để làm ký hiệu. Sau đó Ngỗi Thuận hạ táng quan tài và lắp đất lại. Để không gây chú ý cho mọi người, Ngỗi Thuận không đắp đất cao mà chỉ trồng hai cây quýt trước mộ Nhạc Phi.

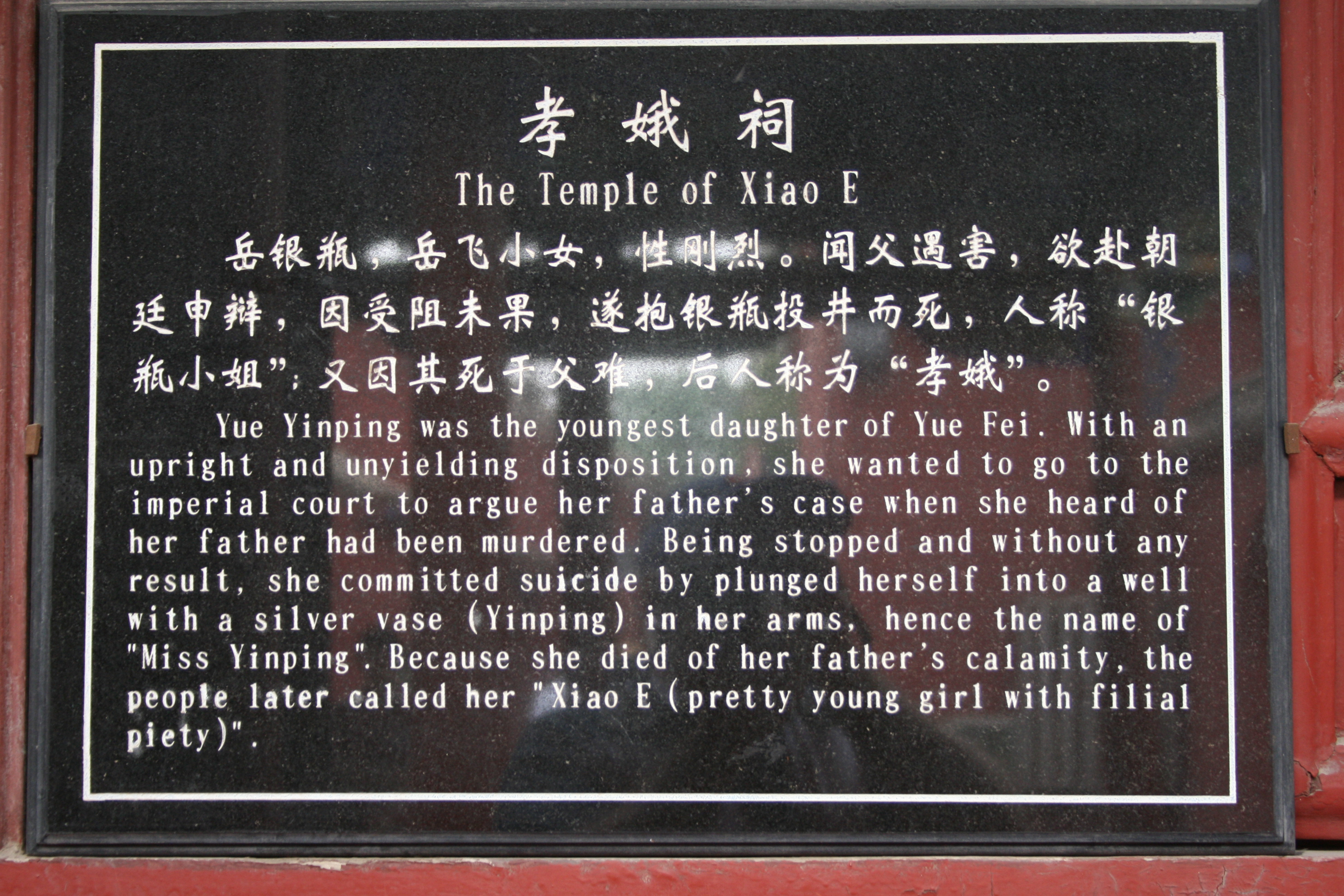
Tiểu sử Nhạc Ngân Bình (còn gọi là Nhạc Hiếu Nga) trong đền Hiếu Nga của Miếu Nhạc Phi ở Tân Trịnh, Hà Nam, Trung Quốc.

Nghe tin Nhạc Phi bị hại, con gái của Nhạc Phi là Nhạc thị 13 tuổi xông vào hoàng cung để hỏi cho ra lẽ. Do bị quân lính ngăn lại và không người nào nghe lời cô nói. Nhạc thị tay cầm bình bạc (ngân bình, 银瓶) nhảy xuống giếng tự tử. Từ đó dân gian gọi cô là Nhạc Ngân Bình (岳银瓶). 
Gia sản của Nhạc Phi, Trương Hiến bị tịch biên. Gia quyến của Nhạc Phi (trong đó người vợ Lý thị của Nhạc Phi, vợ của Nhạc Vân, các con của Nhạc Vân và 4 người con trai còn nhỏ tuổi còn lại của Nhạc Phi là Nhạc Lôi 16 tuổi, Nhạc Lâm 12 tuổi, Nhạc Chấn 10 tuổi và Nhạc Đình 9 tuổi) và gia quyến của Trương Hiến (gồm vợ, con trai và con gái của Trương Hiến) bị đày đến Lĩnh Nam Quảng Đông và Phúc Kiến. Khi khởi hành thì không cho phép hai gia đình cùng lên đường (để tránh họ hợp sức nhau giết quan quân áp giải rồi bỏ trốn). Một số đại thần gần gũi với Nhạc Phi hoặc là thuộc tướng của Nhạc Phi như Vu Bằng, Từ Khánh, Vương Vạn, Đổng Tiên, Lý Sơn, Lý Bảo, Diêu Chính, Mạnh Bang Kiệt... bị cách chức hoặc bị giết.  
Mặc Kỳ Tiết còn vu hãm Đại lý tự Thiếu khanh là Tiết Nhân Phụ (薛仁輔), Đại lý tự thừa Lý Nhược Phác (李若樸), Hà Ngạn Du (何彥猷), Quận vương Triệu Sĩ Niểu (趙士㒟) vì nói tốt cho Nhạc Phi..
Sau khi biết tin Nhạc Phi bị Tần Cối hại chết, nhiều người sợ vây cánh của Tần Cối nên không dám nói, riêng Hàn Thế Trung phẫn nộ đến gặp Tần Cối chất vấn rằng: 
"Xử tội Nhạc Phi, thế bằng chứng đâu?"
Tần Cối trả lời: 
"Không có, nhưng cũng không cần có."
Ba chữ "không cần có" (莫須有, "mạc tu hữu") từ đó gắn liền với tên Nhạc Phi và đi vào tiếng Trung để chỉ những lời buộc tội ngụy tạo, vô căn cứ, về sau người ta gọi là Tam tự ngục 三字獄 (sau vụ án Nhạc Phi, Hàn Thế Trung vẫn hay gặp mặt Tần Cối nhưng khi ra vào chỉ ra hiệu tay, không nói một lời nào để tỏ sự khinh miệt với Tần Cối).
Tương truyền rằng nhà thơ Lục Du từ nhỏ nuôi chí làm tướng đi theo Nhạc Phi bắc phạt nước Kim. Khi nghe tin Nhạc Phi bị Tần Cối hại chết vào năm 1142, Lục Du năm đó 17 tuổi, đã cưỡi ngựa một mình rời Thọ Xuân (nay là huyện Thọ, tỉnh An Huy) để đến kinh đô Lâm An ám sát Tần Cối nhằm báo thù cho Nhạc Phi. Nhưng cha của Lục Du là Lục Tể (cũng là một nhân sĩ yêu nước) đã cưỡi ngựa theo ngăn Lục Du lại. Lục Du nổi nóng rút kiếm muốn chém cả cha mình. Lục Tể thấy vậy cũng rút kiếm đánh văng thanh kiếm của Lục Du. Sau đó Lục Tể kiên trì khuyên can Lục Du. Cuối cùng Lục Du phải cùng Lục Tể quay về Thọ Xuân, bỏ chí làm tướng mà đi theo hướng văn chương (sau này Lục Du thi đỗ ra làm quan văn, trở thành nhà thơ nổi tiếng thời Nam Tống nhưng vẫn kiên định bắc phạt nước Kim, đi theo Trương Tuấn tự Đức Viễn bắc phạt vào năm 1163 và đi theo Hàn Thác Trụ bắc phạt vào năm 1205).
Có giai thoại kể rằng, Ngột Truật từng muốn chiêu hàng Nhạc Phi qua phụng sự cho nước Kim nhưng bị Nhạc Phi thẳng thừng từ chối. Tần Cối cũng vin vào lý do đó để tố cáo Nhạc Phi mưu phản. Sau đó khi nghe tin Nhạc Phi bị hại, Ngột Truật cũng bày tỏ sự tiếc thương với địch thủ của mình. Các tướng nước Kim dù căm thù Nhạc Phi, nhưng khi nhắc đến Nhạc Phi, trên dưới nước Kim cũng thể hiện sự ngưỡng mộ. Sử sách nước Kim ghi rõ ràng những lần họ bị Nhạc Phi đánh bại (không phải như sử sách nhà Tống khi đó, mọi chiến công của Nhạc Phi đều bị Tần Cối cướp lấy hoặc bị xóa bỏ hết).

### Nơi chôn cất thi thể của Nhạc Phi được Ngỗi Thuận giữ kín

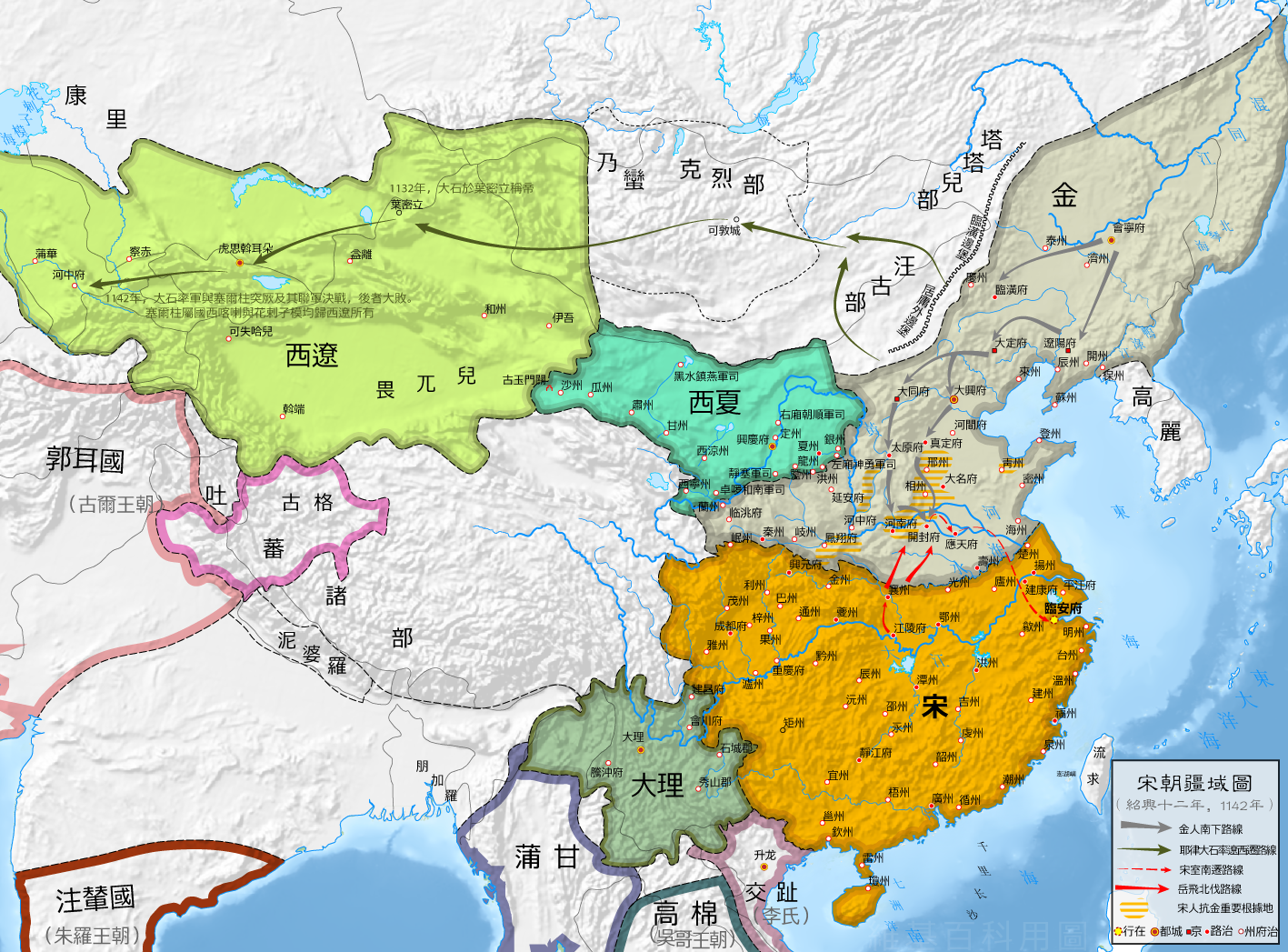
Thế cục năm 1142
Nam Tống
Kim
Đại Lý
Tây Hạ

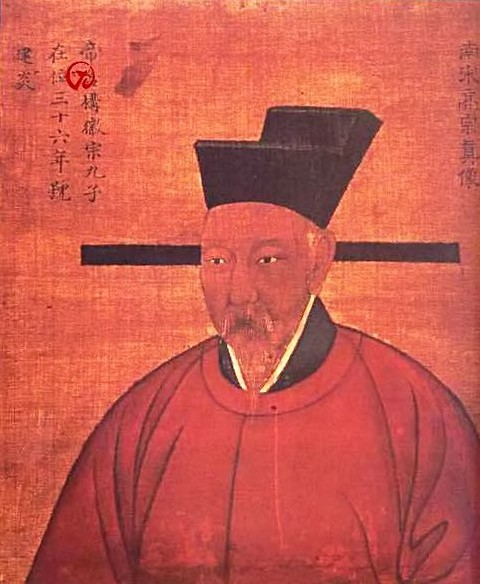
Vua Tống Cao Tông ủng hộ đàm phán một hiệp ước hòa bình với nước Kim. Hiệp ước Thiệu Hưng được phê chuẩn vào ngày 11 tháng 10 năm 1142

Ngột Truật nhân thời cơ Nhạc Phi đã chết bèn xin vua Kim Hi Tông đi đánh Tống. Vua Kim Hi Tông chấp thuận. Ngột Truật lại mang quân nam tiến. Quân Kim tiến đến bờ sông Hoài nhằm gây sức ép cho vua Tống Cao Tông phải chấp nhận rút hẳn về Hoài Nam, lấy sông Hoài làm ranh giới Tống - Kim. Vua Tống Cao Tông chấp nhận đề nghị của phía Ngột Truật nước Kim, triệt thoái hết lực lượng nhà Tống về bờ nam sông Hoài. Ngột Truật mới rút quân. Tống và Kim sau đó đã ký hiệp ước Thiệu Hưng
Do Nhạc Phi bị cáo buộc tội tạo phản nhà Tống, các tướng dưới trướng Nhạc Phi cũng bị liên lụy. Bao nhiêu công trạng của Dương Tái Hưng đã tử chiến vào năm 1140 rơi vào quên lãng hết (con cái của Dương Tái Hưng sau này cũng không rõ tông tích).
Ở kinh thành Lâm An, có người bán bánh rong, trong lúc ế khách lấy bột ra nặn 2 chiếc bánh hình người, một hình đàn ông là Tần Cối, một hình đàn bà là Vương thị vợ Tần Cối. Nặn xong, 2 cái bánh bị ném vào chảo mỡ sôi sùng sục. Người này rán chiếc bánh như đang hành hình hai kẻ bán nước hại dân để thỏa lòng căm tức. Bánh này được người này gọi là “Du gia quỷ” hay “Dầu chá kuảy” hàm ý mong cho cặp vợ chồng kẻ phản nghịch bị nấu trong chảo dầu ở địa ngục. Âm “Kuảy” có nghĩa là quỷ mà cũng trùng âm là “Cối” tức dầu chiên Tần Cối. Nhân dân nhà Tống muốn nguyền rủa hai vợ chồng Tần Cối và Vương thị đều đến ăn bánh này. Tần Cối cho quân lính đến bắt cửa hàng bán bánh nọ. Nhưng do binh lính cũng đồng tình với lòng dân nên họ cố tình trùng trình đánh động để người bán bánh trốn thoát. Họ trốn khỏi kinh thành và tiếp tục bán bánh kiếm ăn. Thấy bánh dễ làm, lại ăn ngon, món đó được lan truyền rộng rãi khắp nước Nam Tống (món bánh này sau này phổ biến sang tận Việt Nam và “Du Gia Quỷ” được đọc thành “Dầu Cháo Quẩy”, có người gọi tắt là “cháo quẩy” hay ngắn gọn là “quẩy”).
Người đương thời thấy các tướng Nhạc gia quân đều bị giáng chức nhưng chỉ có Vương Quý, Vương Tuấn thăng quan thì đều đoán được rằng hai người này đã hãm hại Nhạc Phi. Năm 1149, vua Tống Cao Tông lệnh cho người xây tượng của Tần Cối để thờ. Tần Cối còn ra lệnh cấm nhân dân nhà Tống ở khắp cả nước sáng tác dã sử, cấm các tư gia viết sách, đặc biệt là những dã sử, sách nói về Nhạc Phi và Nhạc gia quân, người nào tố cáo những việc làm đó sẽ có thưởng.
Trước đó Ngỗi Thuận đã chôn thi thể Nhạc Phi ở bên đền Cửu Khúc Tùng, không đắp đất cao và để hai cây quýt trước mộ làm ký hiệu. Sau đó, Ngỗi Thuận dựng bia đá trước mộ của Nhạc Phi. Trên bia đá có viết 4 chữ “Giả nghi nhân mộ” (nghĩa là "Mộ người phụ nữ") để che mắt mọi người, đồng thời cũng là dấu hiệu để nhận biết. Ngỗi Thuận luôn tin rằng Nhạc Phi sẽ có ngày được minh oan, được lấy lại sự công bằng. Hành động của Ngỗi Thuận không bị vua Tống Cao Tông và Tần Cối phát hiện. Nhưng Ngỗi Thuận đã không đợi được ngày Nhạc Phi được minh oan. Trước khi chết, Ngỗi Thuận đã dặn con trai nơi chôn cất Nhạc Phi rồi qua đời. Người con trai của Ngỗi Thuận nhớ lời cha tiếp tục giữ bí mật

### Hành trình giải oan cho Nhạc Phi của hậu thế
Tuy rằng sau này Nhạc Phi được khôi phục danh dự, nhưng đó là câu chuyện 20 năm sau khi ông đã qua đời. Qua khảo sát tư liệu lịch sử cho thấy, khoảng thời gian này lâu hơn nhiều so với dự kiến thông thường, và cũng là nhờ vào sự cố gắng của con cháu Nhạc Phi.
Năm xưa Nhạc Phi bị xử tử với tội danh “mưu phản”, “tạo phản”, vì vậy trong triều đình và dân gian khi đó chỉ cần bàn luận đến văn thư của Nhạc Phi thì người ta đều gọi ông là “phản thần”. Đến cuối đời thì Tần Cối sinh khác ý muốn thay đổi triều đại. Vua Tống Cao Tông dần nhận ra Tần Cối là gian thần nhưng vẫn e ngại mới phải truy phong cho Tần Cối tước Kiến Khang vương (建康王). Sau khi Tần Cối chết vào tháng 6 năm 1155, thi thể của Tần Cối được chôn ở Mục Ngưu Đình, trấn Mục Long ngoại ô phía tây nam Kiến Khang (nay là Nam Kinh). Trên mộ có dựng 1 cái bia, nhưng trên bia không có chữ, nghe nói vì không ai muốn viết văn bia cho Tần Cối. Tần Cối chết đi mà phe đảng trong triều vẫn còn rất nhiều. Mặc dù vua Tống Cao Tông tìm cách loại bỏ nhưng vẫn không trừ dứt được.
Vì muốn duy trì hiệp ước Thiệu Hưng đã ký kết với nước Kim vào năm 1142, vua Tống Cao Tông ra quyết định bổ nhiệm lại thân tín lúc còn sống của Tần Cối là Mặc Kỳ Tiết làm tướng quốc, lại trọng dụng phe cánh của Tần Cối là đám người Thang Tư Thoái, Ngụy Lương Thần,…  Mặc Kỳ Tiết tiếp tục đi theo chủ trương cầu hòa với nước Kim của Tần Cối khiến nhiều người thất vọng. Có người đề nghị khôi phục lại quan tước cho Nhạc Phi, Mặc Kỳ Tiết lấy cớ sợ mất lòng nước Kim mà bác bỏ. Tuy vậy mâu thuẫn giữa Tống – Kim vẫn ngày một sâu đậm, không lâu sau Mặc Kỳ Tiết bệnh chết vào năm 1157, phe cánh của Tần Cối từng người một thất thế. Vào tháng 6 năm Thiệu Hưng thứ 31 (năm 1161), hoàng đế Hoàn Nhan Lượng của nước Kim hủy bỏ hiệp ước, thân chinh dẫn quân Kim đi chinh phạt nhà Tống, lại đốt lên ngọn lửa chiến tranh diệt nhà Nam Tống. Triều đình nhà Nam Tống chấn động, văn võ bá quan lần lượt trình tấu chương lên vua Tống Cao Tông, yêu cầu rửa sạch nỗi oan cho Nhạc Phi, phơi bày tội ác của Tần Cối. Lời kêu gọi nhân dân Nam Tống đứng lên chống Kim không ngừng vang lên. Thái học sinh là Trịnh Hoằng Đồ cũng dâng sớ tâu vua Tống Cao Tông về việc Nhạc Phi bị oan. Vua Tống Cao Tông bị tình thế ép buộc nên đành phải hạ chiếu chỉ: 
“Con cháu và gia quyến của Thái Kinh, Đồng Quán, Nhạc Phi, Trương Hiến, xóa bỏ quản thúc tại biên cương và được thả tự do”.
Từ đó hậu thế của Nhạc Phi và Trương Hiến được miễn trừ quản thúc giám sát, lấy lại tự do sau 20 năm bị lưu đày. 

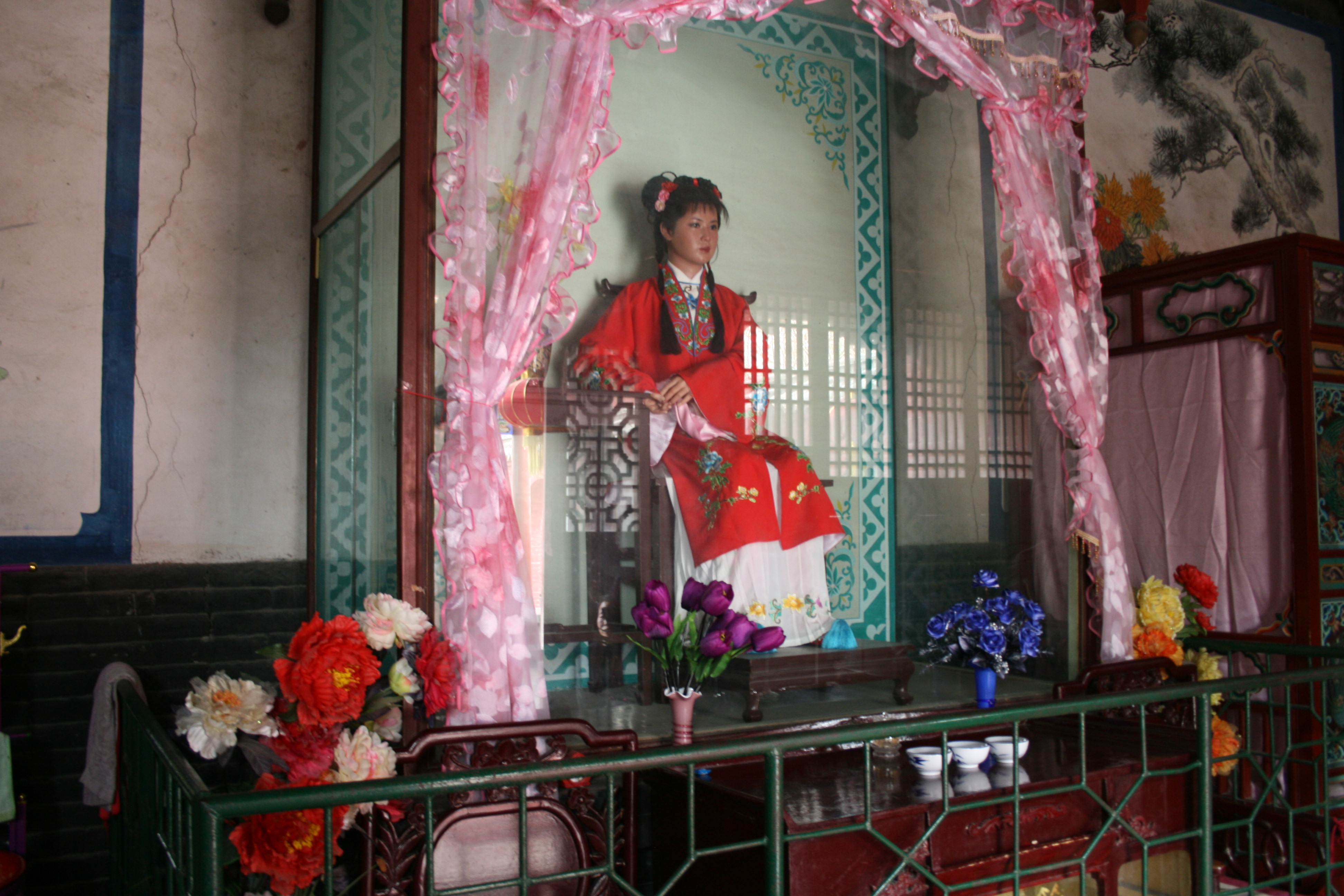
Tượng Nhạc Ngân Bình trong Miếu Nhạc Phi ở Tân Trịnh, Hà Nam, Trung Quốc.

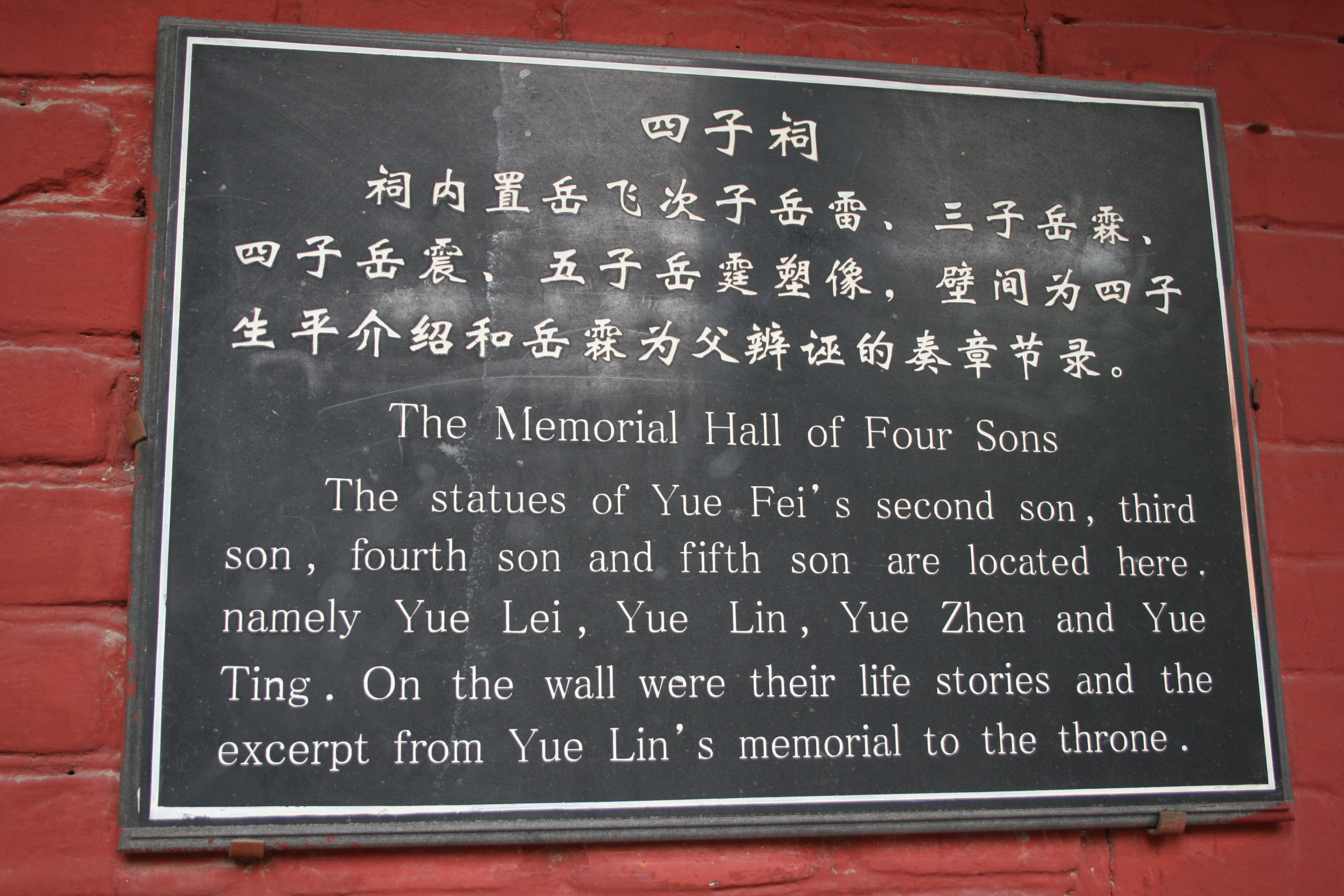
Tiểu sử về Nhạc Lôi, Nhạc Lâm, Nhạc Chấn và Nhạc Đình được trưng bày tại Miếu Nhạc Phi ở Tân Trịnh, Hà Nam, Trung Quốc.

Lúc trước Nhạc Phi có 5 người con trai là Nhạc Vân, Nhạc Lôi, Nhạc Lâm, Nhạc Chấn và Nhạc Đình và 1 người con gái là Nhạc thị (còn gọi là Nhạc Ngân Bình). Nhạc Vân bị giết cùng Nhạc Phi vào năm 1142, Nhạc Ngân Bình nhảy xuống giếng tự tử cùng năm 1142, còn 4 người kia nhỏ tuổi vào thời điểm đó nên được tha và bị lưu đày. Tần Cối từng ngầm ra lệnh truy sát con cháu nhà họ Nhạc, hai người con thứ tư, thứ năm của Nhạc Phi là Nhạc Chấn và Nhạc Đình đổi thành họ Ngạc rồi trốn khỏi nơi lưu đày là Lĩnh Nam, chạy sang Nhiếp Gia Loan ở huyện Hoàng Mai, Hoàng Cương tỉnh Hồ Bắc, được Nhiếp Phúc Tuấn giấu trong nhà mình. Khi chiếu thả tự do của vua Tống Cao Tông đến Lĩnh Nam thì Nhạc Lôi đã mất, chỉ còn Nhạc Lâm và mẹ là Lý thị là còn ở nơi lưu đày. Ngạc Chấn (Nhạc Chấn) và Ngạc Đình (Nhạc Đình) ở Nhiếp Gia Loan ở huyện Hoàng Mai, Hoàng Cương tỉnh Hồ Bắc nghe tin có chiếu thả tự do thì hai người lấy lại họ Nhạc, quay lại Lĩnh Nam tương ngộ với mẹ là Lý thị và anh trai Nhạc Lâm. 
Để thuận theo lòng dân, khích lệ ý chí chiến đấu chống quân Kim của nhân dân Nam Tống, ngay tháng thứ 2 sau khi kế vị (cũng trong tháng 7 năm 1162), vua Tống Hiếu Tông hạ chiếu chỉ minh oan cho nhóm người Nhạc Phi và Trương Hiến, quy hết trách nhiệm hại chết Nhạc Phi và Trương Hiến cho một mình Tần Cối, khôi phục chức quan của Nhạc Phi lúc còn sống, lại truy phong chức quan cho hai người con trai đã chết của Nhạc Phi là Nhạc Vân và Nhạc Lôi. Sau đó vua Tống Hiếu Tông lại treo thưởng 500 quan bạc trắng cho ai tìm kiếm được di hài của Nhạc Phi để chuẩn bị an táng theo lễ. Ngày 13 tháng 7 năm 1162 quan phủ dán cáo thị thì 8 ngày sau, con trai của Ngỗi Thuận dò xét đường hoàng, thực sự không còn nghi ngờ gì, mới đem địa điểm thực sự mà Ngỗi Thuận đã bí mật chôn Nhạc Phi vào 21 năm trước báo lên quan phủ. Từ đó chân tướng án oan của Nhạc Phi mới được minh bạch trước mọi người.

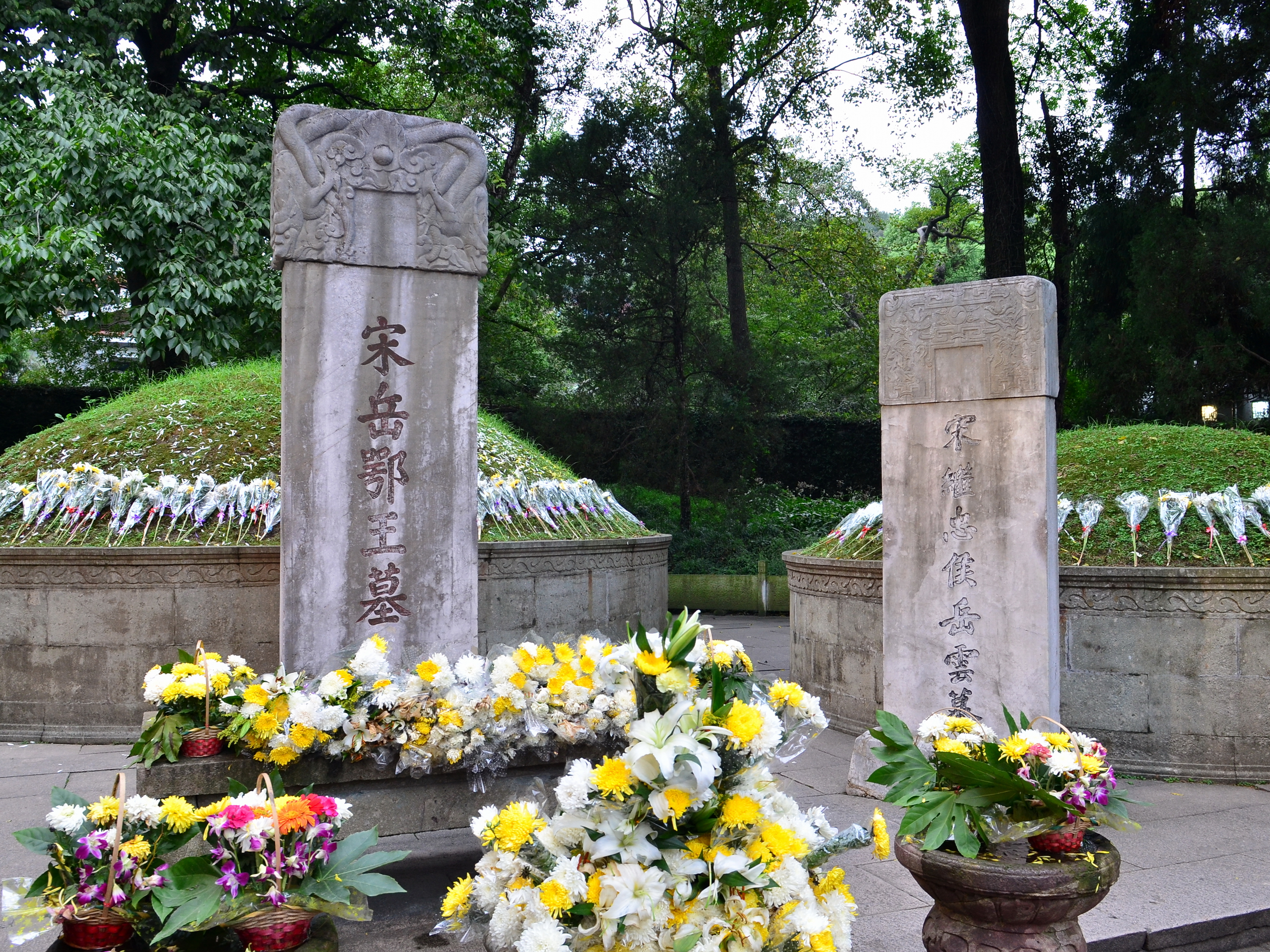
Hai ngôi mộ của Nhạc Phi (trái) và Nhạc Vân (phải) trong Ngạc vương miếu ở Tây Hồ, Hàng Châu (thuộc Lâm An xưa). Bia mộ của Nhạc Phi có hàng chữ "Tống Nhạc Ngạc Vương mộ" (宋岳鄂王墓, nghĩa là "Mộ phần của Ngạc Vương họ Nhạc của nhà Tống"). Còn bia mộ của Nhạc Vân có hàng chữ "Tống Kế Trung Hầu Nhạc Vân mộ" (宋继忠侯岳云墓, nghĩa là "Mộ phần của Kế Trung hầu Nhạc Vân của nhà Tống")

Vua Tống Hiếu Tông nghe chuyện thì sai người đến đó đem hài cốt của Nhạc Phi đi tổ chức an táng tại Tây Hồ ở Lâm An (nay là Hàng Châu) phong cảnh tươi đẹp bằng nghi lễ an táng dành cho quan nhất phẩm và xây miếu thờ cho Nhạc Phi tại Ngạc Châu, ban hiệu cho Nhạc Phi là Trung Liệt. Con trai của Nhạc Phi là Nhạc Vân được vua Tống Hiếu Tông gia phong thành Kế Trung Hầu và thi thể của Nhạc Vân được chôn bên cạnh mộ của Nhạc Phi.
Sau đó vua Tống Hiếu Tông liên tục trọng dụng những con còn sống của Nhạc Phi là Nhạc Lâm, Nhạc Chấn và Nhạc Đình, người nào người nấy đều được bổ nhiệm chức quan (tuy nhiên Nhạc Chấn và Nhạc Đình đã từ chối chức quan, ở ẩn luyện võ, giúp "Nhạc gia quyền" phát triển ở Hồ Bắc, Giang Tây, An Huy). Thân tín của Nhạc Phi đã bị xử trảm khi xưa là Trương Hiến cũng được khôi phục làm Long Thần vệ Tứ Sương đô chỉ huy sứ, Lãng Châu quan sát sứ, tặng Ninh quân Thừa tuyên sứ, con cháu được lục dụng. Những việc làm hợp lòng dân này của vua Tống Hiếu Tông đã thay đổi tình thế hiện thời của nhà Tống, đồng thời cũng làm cho dân chúng từng bị quân Kim ức hiếp bấy lâu đã phấn chấn hơn nhiều. Trong năm Long Hưng nguyên niên (năm 1163), nhà cửa và ruộng vườn tại Giang Châu của Nhạc Phi khi còn sống đều được trả lại cho con cháu của ông.
Ngày 19 tháng 9 năm Càn Đạo thứ 2 (năm 1166), triều đình nhà Tống (đời vua Tống Hiếu Tông) biên soạn “Tống triều trung hưng thập tam xử chiến công” (Mười ba chiến công trung hưng nhà Tống từ năm 1129 đến năm 1162), nhưng sáu lần Bắc phạt của Nhạc Phi vào các năm 1134, 1135, 1136, 1137, 1140 - 1141, 1141 của Nhạc Phi đều không được ghi vào trong đó. Khi đó quan sử muốn đặt lại một thụy hiệu khác cho Nhạc Phi, nhưng hầu như không thể tìm thấy bất cứ chiến tích nào của ông được ghi chép trong Sử quán. Dân chúng nhà Tống đều biết đến lòng trung thành của Nhạc Phi và Nhạc gia quân thiện chiến như thế nào, nhưng trong triều đình nhà Tống hầu như không có bất cứ ghi chép nào liên quan đến Nhạc Phi.
Tần Cối khi còn sống đã từng nắm giữ triều chính nhà Tống gần 25 năm (1130 - 1155), không chỉ hầu hết những trung thần và tướng giỏi của nhà Tống bị y diệt trừ toàn bộ, mà Tần Cối còn bài trừ những người không cùng ý kiến với mình, nghiêm cấm cá nhân biên soạn sử sách, chấn hưng “ngục văn tự” (một loại áp bức chính trị và ngôn luận của kẻ cầm quyền chuyên chế đối với tầng lớp trí thức trong xã hội Trung Quốc thời xưa), vì vậy mà một lượng lớn những tài liệu văn tự có liên quan đến Nhạc Phi lần lượt bị mất hoặc bị tiêu hủy. Tần Cối còn sắp xếp con nuôi của mình là Tần Hi giám sát việc biên soạn quốc sử, vào thời kỳ Nhạc Phi làm quan Thái úy có nhiều chiến công nhưng đều bị che giấu mà không báo cáo, thậm chí có chiến công của Nhạc Phi bị Tần Cối cướp lấy làm chiến công của Tần Cối. Sau khi Nhạc Phi bị hại, các phe cánh của Tần Cối đã cố gắng vu khống rất nhiều cho Nhạc Phi, đồng thời xóa bỏ mọi chiến tích của Nhạc gia quân trong sử sách nhà Tống.
Vào thời của vua Tống Hiếu Tông, sử quan Trương Chấn bẩm tấu lên triều đình, nói rằng: “Cao Tông nhật lịch” do Tần Hi biên soạn có rất nhiều nội dung viết sai. Sau khi văn thần Từ Độ xem qua tài liệu lịch sử, nói rằng: “Đây phần lớn đều là từ ngữ gian tà, không thể lưu truyền hậu thế”.
Người con trai thứ ba của Nhạc Phi là Nhạc Lâm đảm nhận công việc thu thập tài liệu lịch sử của Nhạc Phi lúc còn sống. Vào năm Thuần Hy thứ 5 (năm 1178), Nhạc Lâm được điều đến trung ương làm quan và được vua Tống Hiếu Tông triệu kiến. Nhạc Lâm đã thỉnh cầu vua Tống Hiếu Tông hoàn trả tất cả ngự trát và thủ chiếu (thư từ và chiếu chỉ do chính tay hoàng đế viết) mà năm xưa vua Tống Cao Tông từng ban tặng cho Nhạc Phi. Vua Tống Hiếu Tông đồng ý. 88 phần văn kiện và lá cờ "Tinh trung Nhạc Phi" (精忠岳飛, nghĩa là "Sự trung thành thuần khiết của Nhạc Phi") được trả lại cho Nhạc Lâm. Nhạc Lâm cũng dựa vào đó để làm cơ sở, ra sức khôi phục lại một đoạn lịch sử đã bị kẻ khác cố ý xóa bỏ. Năm 1179, vua Tống Hiếu Tông ban thụy hiệu Nhạc Phi là Vũ Mục (武穆), nghĩa là "có võ và nghiêm khắc" (ngày nay người ta thường gọi Nhạc Phi là Nhạc Vũ Mục).
Sau khi Nhạc Phi chết, phần đông các tướng sĩ quan trọng của Nhạc gia quân đều lần lượt bị đàn áp và qua đời dưới sự bức hại của Tần Cối và đồng bọn của hắn, đồng thời rất nhiều quan viên và nhân sĩ từng qua lại với Nhạc Phi đều lần lượt tiêu hủy hết toàn bộ ghi chép, thư từ qua lại với Nhạc Phi, để tránh gặp phải tai ương. Khi Nhạc Phi bị hãm hại, Nhạc Lâm mới chỉ có 12 tuổi, vẫn còn chưa hiểu chuyện, nhưng Nhạc Lâm vẫn bỏ ra thời gian 30 năm để tìm kiếm những người bạn năm xưa của Nhạc Phi để tìm lại những sự thật lịch sử về cha mình. Bên cạnh đó Nhạc Lâm còn có một vị Quốc tử bác sĩ Cố Kỷ hỗ trợ biên tập bản thảo Nhạc Phi truyền kỳ. Khi công việc tìm lại lịch sử của người cha Nhạc Phi vẫn chưa hoàn thành, vào năm 1193 (đời vua Tống Quang Tông), Nhạc Lâm bị bệnh nặng. Trước khi qua đời, Nhạc Lâm đã đem phần tư liệu lịch sử mà mình đã biên soạn giao lại cho đứa con trai Nhạc Kha mới chỉ 10 tuổi của mình rồi qua đời, thọ 63 tuổi.

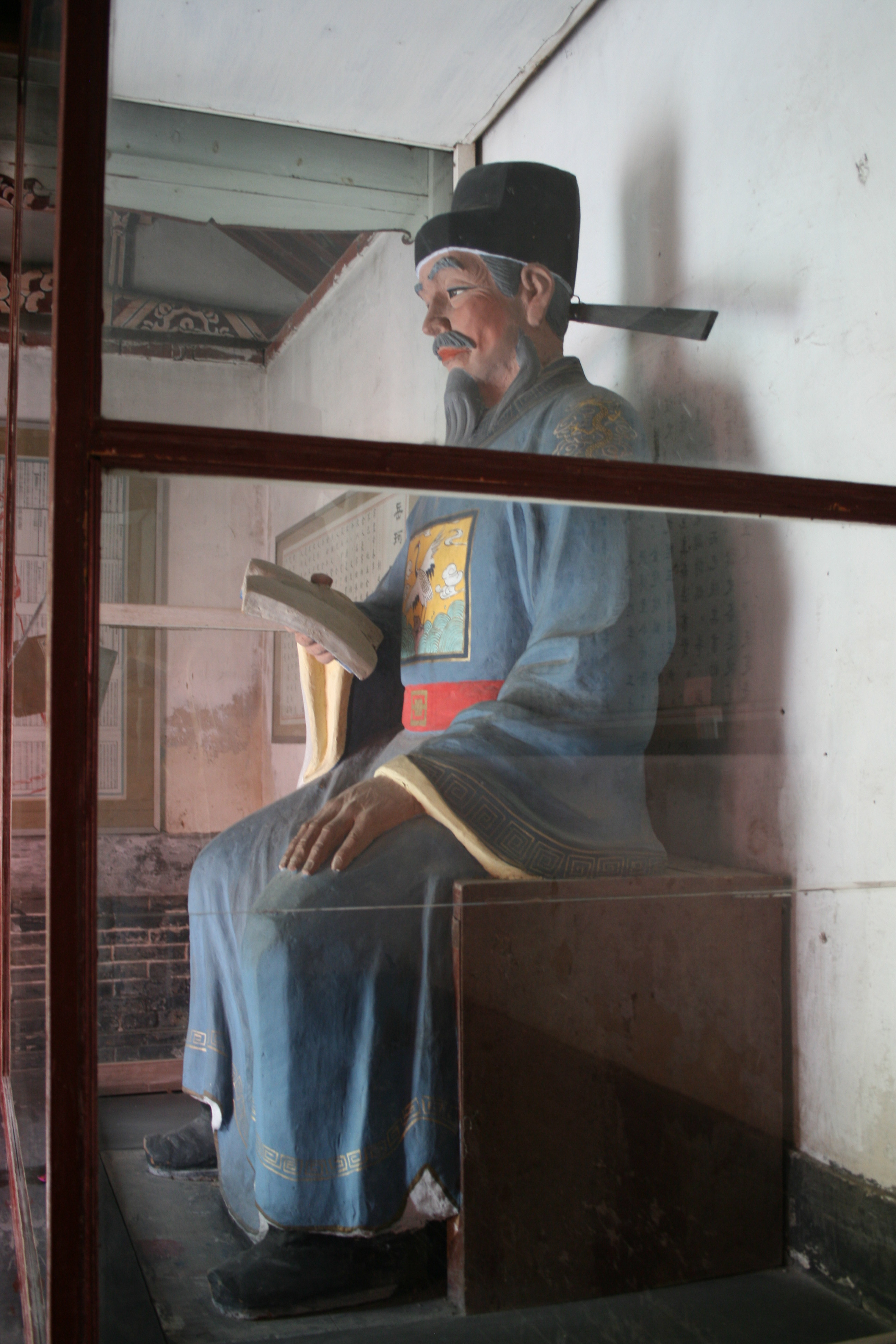
Tượng Nhạc Kha trong Miếu Nhạc Phi ở Tân Trịnh, Hà Nam, Trung Quốc.

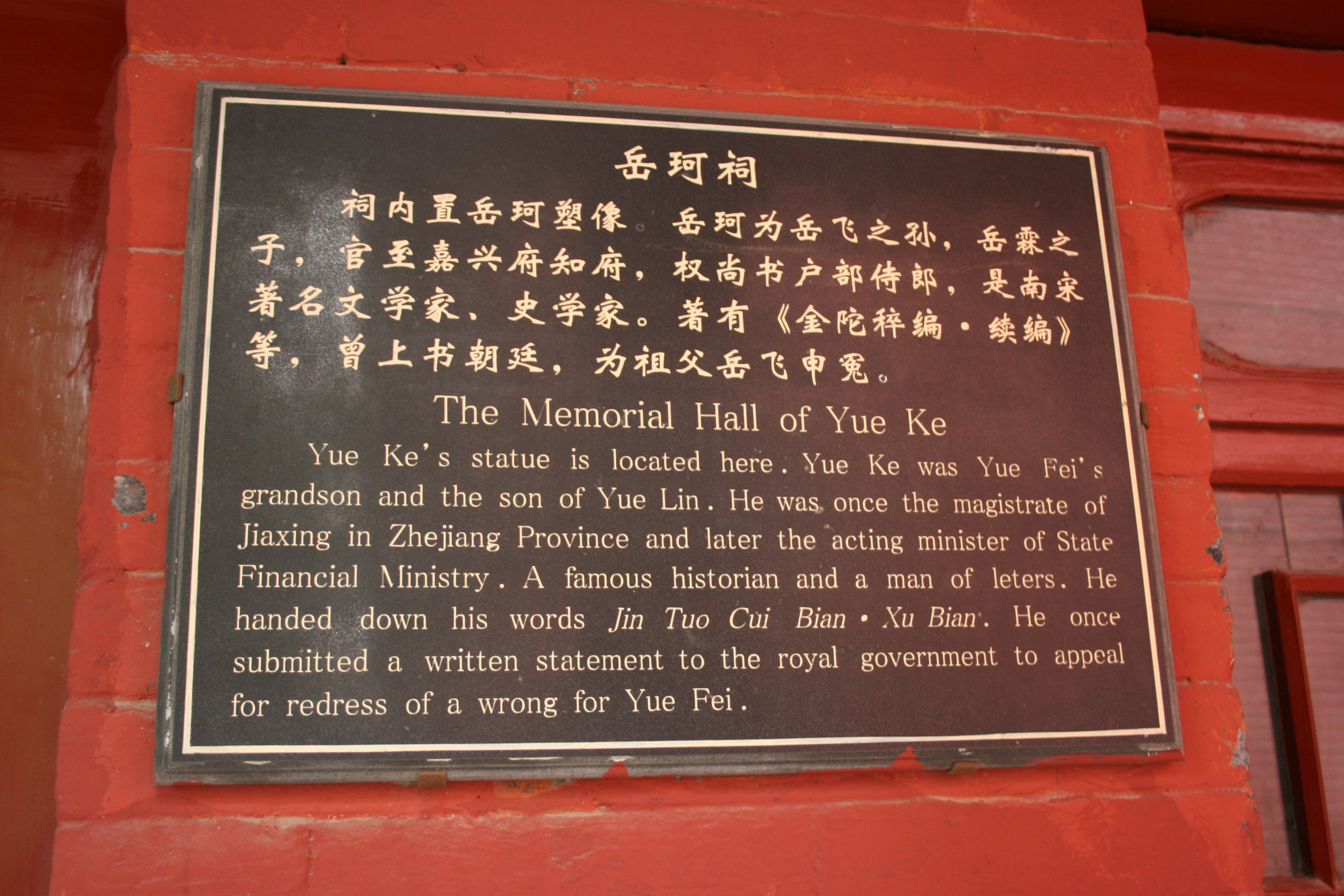
Tiểu sử Nhạc Kha trong Miếu Nhạc Phi ở Tân Trịnh, Hà Nam, Trung Quốc.

Sau khi cậu bé Nhạc Kha tiếp nhận ý nguyện của cha mình, cậu nhanh chóng tiếp tục tiến hành công việc này. Cậu không ngừng đi khắp nơi tìm kiếm những người quen biết ông nội mình năm xưa, hỏi thăm những hậu duệ của các thuộc tướng của Nhạc Phi ngày xưa. Thậm chí Nhạc Kha sang cả nước Kim (đời vua Kim Chương Tông) để hỏi thăm và thu hoạch được rất nhiều sự thật lịch sử về Nhạc Phi mà Tần Cối từng cướp công lao hay cố gắng xóa bỏ. Nhạc Kha phải mất 10 năm mới hoàn thành được bản thảo đầu tiên vào năm 1203 (đời vua Tống Ninh Tông). Nhạc Kha trình tấu lên vua Tống Ninh Tông bộ "Ngạc Quốc Kim Tha tục biên" (鄂國金佗稡編) gồm 5 quyển “Hu thiên biện vu”, 6 quyển “Hành thực biên niên” (tức “Ngạc Vương hành thực biên niên”) cùng 10 quyển “Thông tự” và “Gia tập” trong năm 1203, lật đổ lời vu khống của tập đoàn Tần Cối.
Vua Tống Ninh Tông đem tấu chương này giao phó cho Trung Thư và Môn Hạ thẩm duyệt chi tiết, xác định được tài liệu lịch sử thu thập được rất chính xác và đầy đủ. Cuối cùng phần tài liệu lịch sử này được công nhận là cơ sở tham khảo cho lịch sử nhà Tống, văn kiện “Hình bộ đại tư lý tự trạng” định tội Nhạc Phi, Nhạc Vân và Trương Hiến năm xưa bị xem là một tờ giấy không có giá trị, lúc này đã là 61 năm sau kể từ khi Nhạc Phi bị hãm hại. 
Sau này Hàn Thác Trụ đang chuẩn bị bắc phạt nước Kim (đời vua Kim Chương Tông) thì có đề nghị vua Tống Ninh Tông truy phong cho những anh hùng phục quốc, những trung thần chống Kim thời vua Tống Cao Tông là Nhạc Phi, Hàn Thế Trung và Lưu Quang Thế. Ngày 20 tháng 5, năm Gia Thái thứ 4 (năm 1204), vua Tống Ninh Tông ban bố chiếu thư truy phong cho Nhạc Phi làm Ngạc Vương và đem tài liệu lịch sử của Nhạc Phi lúc còn sống công bố ra thiên hạ. Năm Khai Hy thứ hai của vua Tống Ninh Tông (năm 1206), triều đình tước bỏ chức vị tước Kiến Khang vương (建康王) của Tần Cối khi xưa, đổi thụy hiệu của Tần Cối từ "Trung Hiến vương" ("忠獻王", nghĩa là "vương trung thành") thành “Mậu Sửu” ("谬丑", nghĩa là "lố bịch"). 
Năm 1214 (đời vua Tống Ninh Tông), Nhạc Phi cùng với Hàn Thế Trung, Trương Tuấn (Trương Bá Anh) và Lưu Quang Thế được Lưu Tùng Niên xếp vào hàng Trung hưng tứ tướng của nhà Nam Tống. Năm 1221 để tưởng niệm cho Nhạc Phi, vua Tống Ninh Tông cho dựng Ngạc vương Miếu ở phía đông ngôi mộ của Nhạc Phi tại Tây Hồ, Lâm An (nay là Hàng Châu).
Vào tháng 2 năm Bảo Khánh nguyên niên (năm 1225), vua Tống Lý Tông lại bỏ chức vị tước Kiến Khang vương (建康王) của Tần Cối khi xưa, đổi thụy hiệu của Tần Cối từ “Mậu Sửu” ("谬丑", nghĩa là "lố bịch") sang "Mậu Ngận" ("谬狠", nghĩa là "tàn nhẫn"). Sau đó vua Tống Lý Tông ban bố “Tứ thụy cáo từ”, trong đó có nhắc đến nỗi oan của Nhạc Phi vì phản đối nghị hòa mà bị chết trong tay của gian thần Tần Cối, đổi thụy hiệu cho Nhạc Phi là “Trung Vũ” (忠武), nghĩa là "trung thành và có võ". Tính đến thời điểm khi đó, sau khi Nhạc Phi chết đã 84 năm, nỗi oan của ông mới được rửa sạch hoàn toàn. Con cháu đời sau của Tần Cối phần lớn đều đổi sang họ Từ để tránh bị dân chúng lùng bắt.

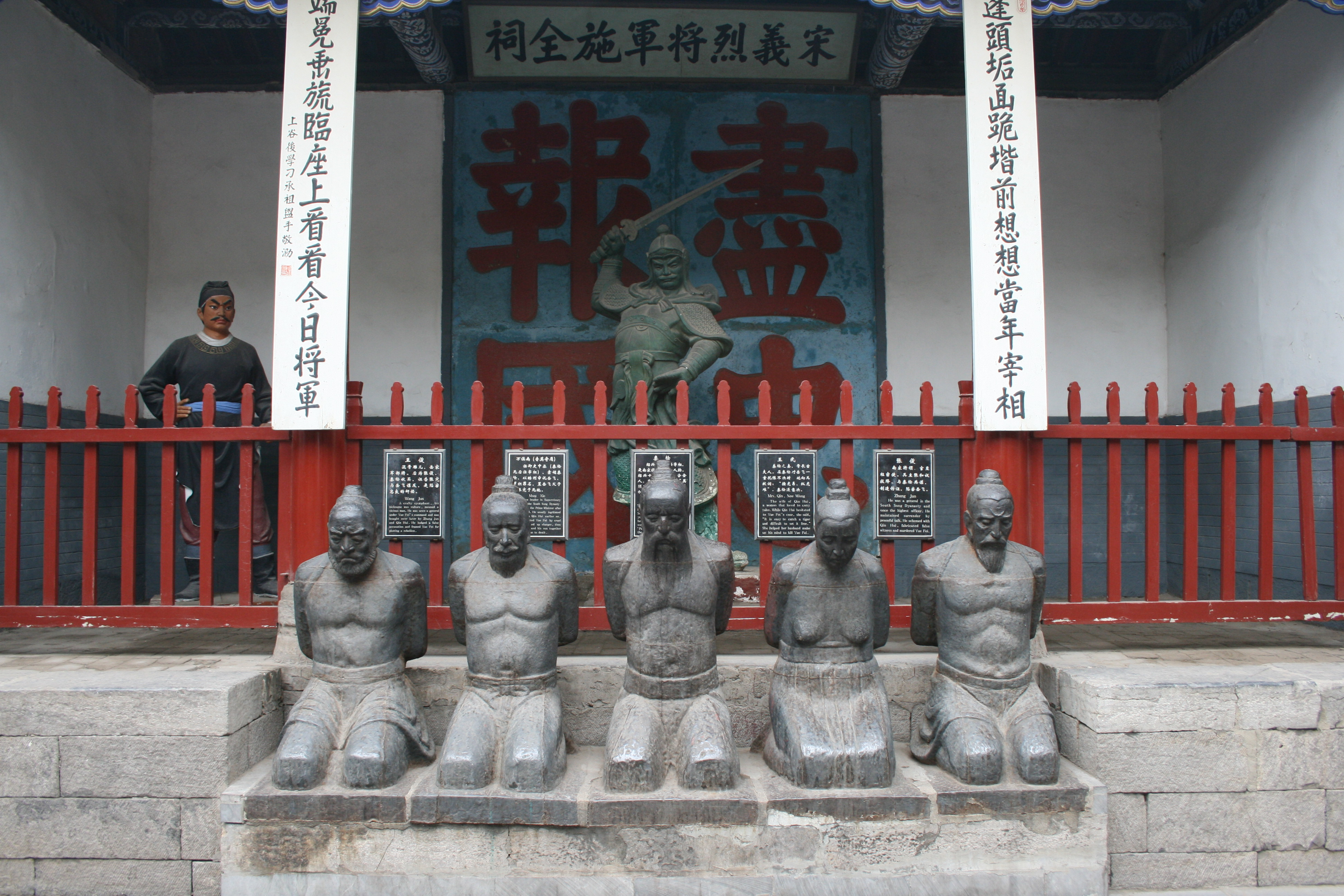
Từ trái qua phải, những bức tượng của Vương Tuấn, Mặc Kỳ Tiết, Tần Cối, Vương thị và Trương Tuấn (Trương Bá Anh) đang quỳ tạ tội với Nhạc Phi trong Miếu Nhạc Phi ở Tân Trịnh, Hà Nam, Trung Quốc.

Sau khi Nhạc Phi được rửa sạch nỗi oan, khắp nơi đua nhau xây miếu thờ để tưởng niệm ông, còn những kẻ xấu hãm hại Nhạc Phi năm xưa đều không còn sống trên đời nữa, vì vậy người đời sau mới đúc tượng của 5 kẻ gian thần hãm hại trung lương, gồm có: Tần Cối, Vương thị, Trương Tuấn (Trương Bá Anh), Mặc Kỳ Tiết, Vương Tuấn đặt ở trong Miếu Nhạc Phi ở Tân Trịnh, Hà Nam, Trung Quốc. 
Còn tại Nhạc Vương miếu ở Tây Hồ, Hàng Châu chỉ có 4 bức tượng của Tần Cối, Vương thị, Trương Tuấn (Trương Bá Anh) và Mặc Kỳ Tiết được đặt ở phía trước Nhạc Vương miếu. Các bức tượng ở bên trong hàng rào sắt trong bộ dạng khỏa thân, khoanh hai tay ra phía sau quỳ trước mộ Nhạc Phi để tạ tội với Nhạc Phi, sám hối tội ác ngày xưa, muôn đời muôn kiếp đều phải chịu sự mắng chửi và khinh miệt của người đời.

## Vinh danh
Vua Tống Hiếu Tông (1162 - 1189) lên ngôi đã giải nỗi oan khuất cho Nhạc Phi, lấy lễ nghi cải táng lập miếu cho Nhạc Phi tại đất Ngạc vào năm 1162, truy thụy hiệu cho ông là Trung Liệt. Người ta đem hài cốt Nhạc Phi chôn cất trên đồi bên bờ Tây Hồ, Hàng Châu phong cảnh tươi đẹp. 
Năm 1179, vua Tống Hiếu Tông ban thụy cho Nhạc Phi là Vũ Mục. Năm 1204, vua Tống Ninh Tông truy phong vương vị cho Nhạc Phi là Ngạc vương. 
Năm 1214, Nhạc Phi cùng với Hàn Thế Trung, Trương Tuấn (Trương Bá Anh) và Lưu Quang Thế được Lưu Tùng Niên xếp vào hàng Trung hưng tứ tướng của nhà Nam Tống. Năm 1225 vua Tống Lý Tông ban thuy hiệu cho Nhạc Phi là Trung Vũ. 

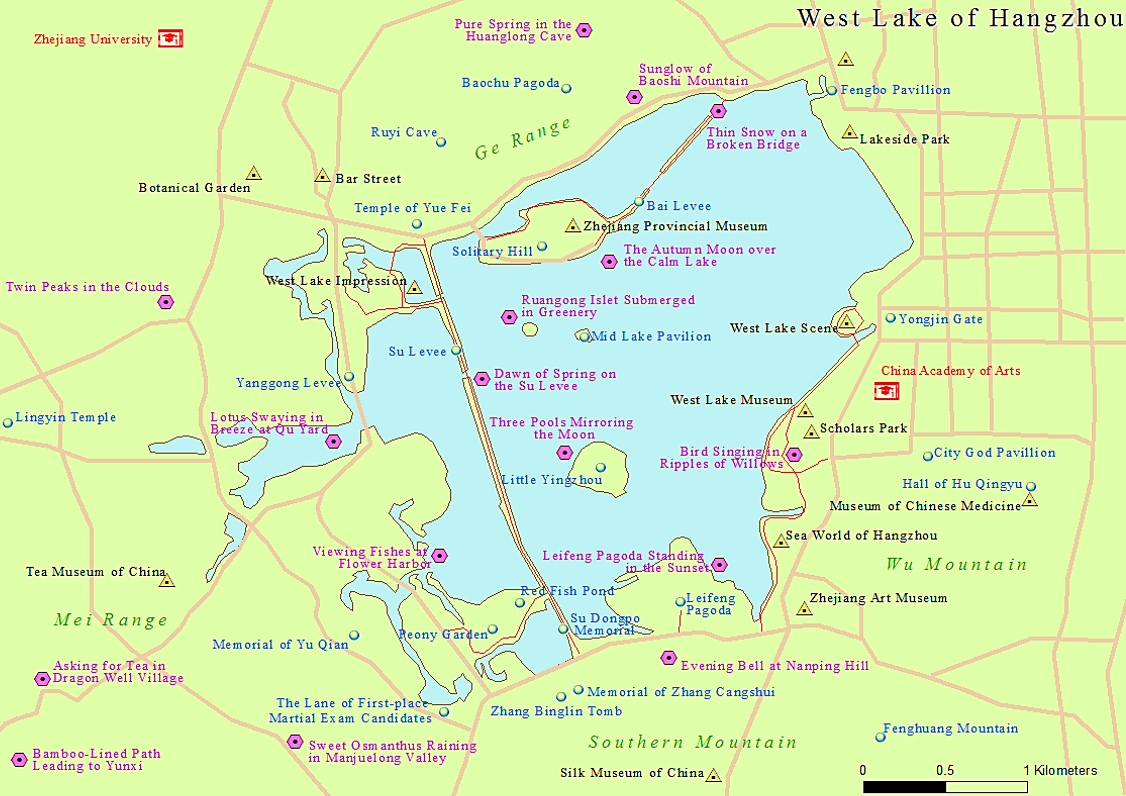
Bản đồ Tây Hồ, Hàng Châu với địa điểm của Ngạc vương Miếu của Nhạc Phi

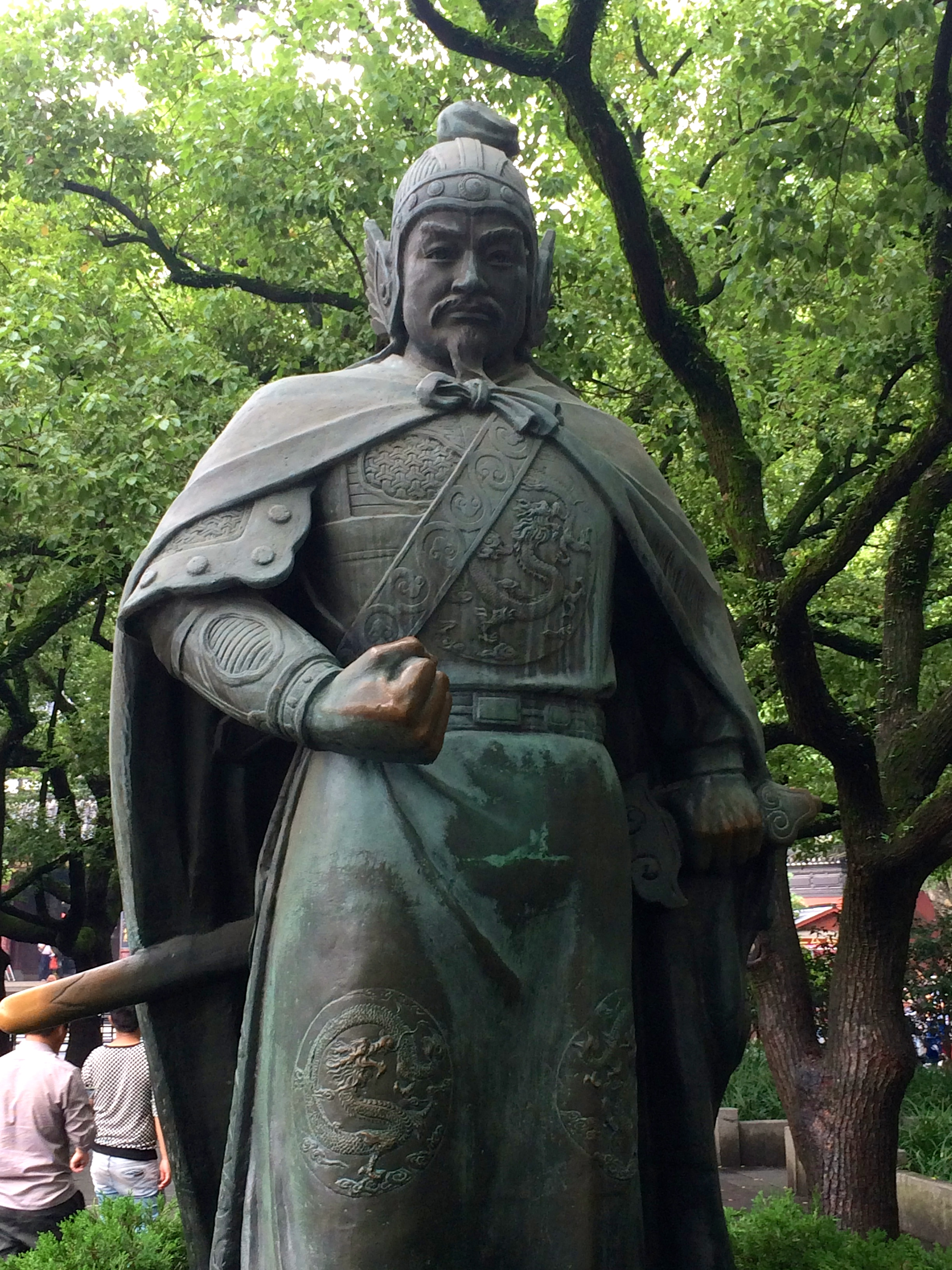
Tượng Nhạc Phi bên ngoài Ngạc vương Miếu ở Hàng Châu

Năm 1221 vua Tống Ninh Tông dựng Ngạc vương Miếu cho Nhạc Phi ở phía đông ngôi mộ của Nhạc Phi tại Hàng Châu. Bên ngoài Ngạc vương Miếu còn có một bức tượng Nhạc Phi oai vệ trấn giữ. Bên trong Ngạc vương miếu còn có tượng Nhạc Phi trong bộ nhung giáp ngồi ở chính giữa điện, phía trên tượng có một bức hoành phi bốn chữ "Hoàn ngã sơn hà" ("Trả lại sông núi của ta") bút tích của Nhạc Phi.
Năm 1345 (đời vua Nguyên Huệ Tông), Thoát Thoát soạn xong Tống sử thì xếp Nhạc Phi cùng với Hàn Thế Trung, Trương Tuấn (Trương Bá Anh) và Lưu Kỹ là Trung hưng tứ tướng của nhà Nam Tống. Theo Chương Dĩnh, Nhạc Phi cùng Lý Hiển Trung, Lưu Kỹ và Ngụy Thắng mới là Trung hưng tứ tướng của nhà Nam Tống. Còn theo Viên Đằng Phi, Nhạc Phi cùng với Hàn Thế Trung, Ngô Giới và Trương Tuấn (Trương Bá Anh) mới là Trung hưng tứ tướng của nhà Nam Tống. Dù các ý kiến có khác nhau về Trung hưng tứ tướng nhà Nam Tống nhưng Nhạc Phi luôn là người có mặt trong danh sách Trung hưng tứ tướng nhà Nam Tống này, thậm chí ông luôn được xếp đứng đầu trong danh sách Trung hưng tứ tướng nhà Nam Tống.
Ngày nay, ông được coi như là một trong các biểu tượng lớn của lòng yêu nước và là anh hùng dân tộc của Trung Quốc; bài từ Mãn giang hồng được người Hoa trên toàn thế giới biết tới và mộ của ông ở núi Thê Hà, hồ Tây Tử, Hàng Châu được nhiều người viếng thăm.

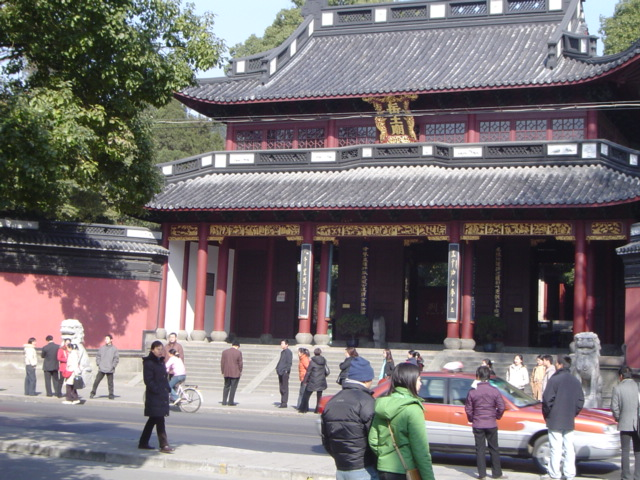
Lối vào phía trước Ngạc vương Miếu của Nhạc Phi ở Hàng Châu.

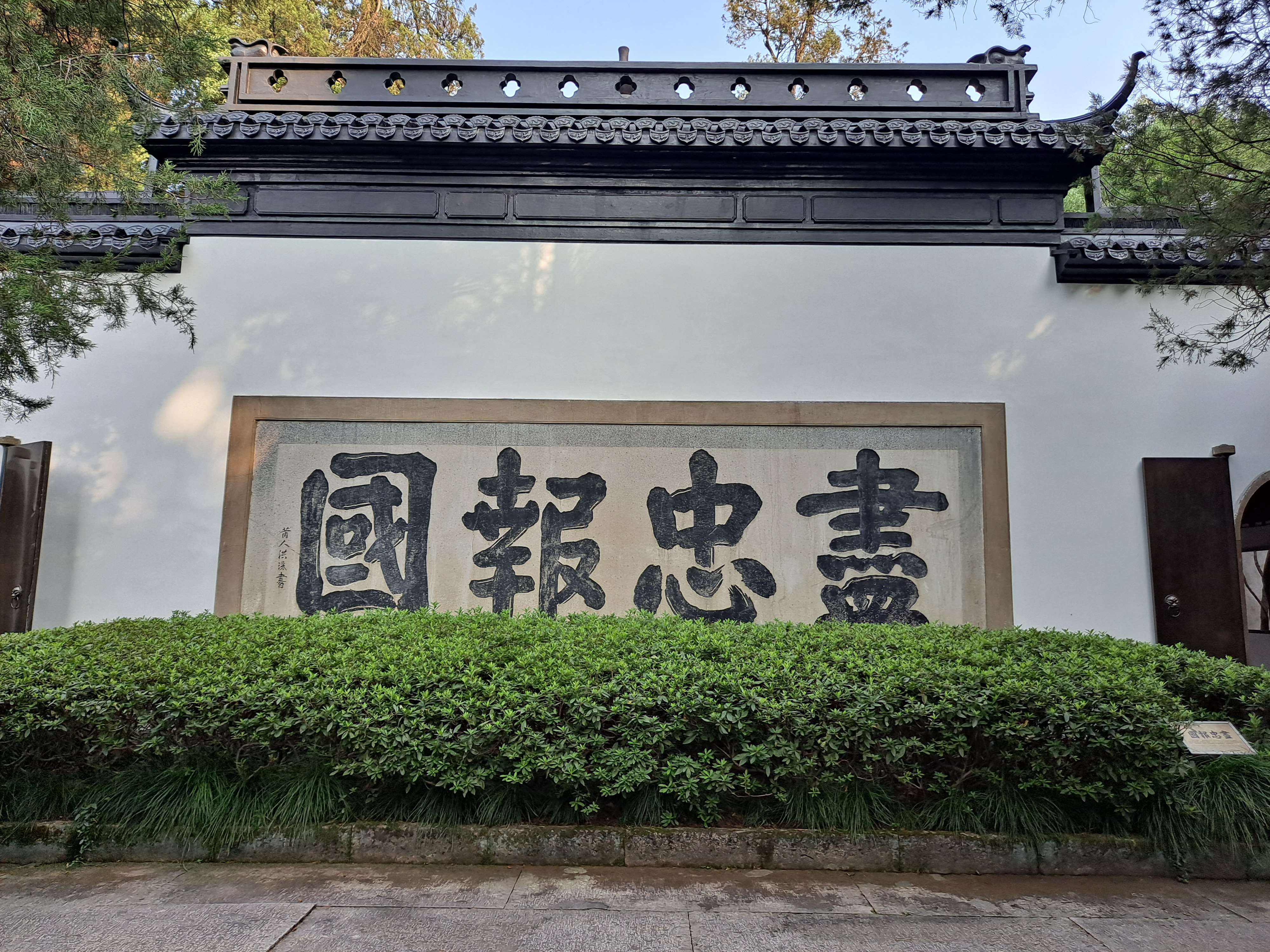
Hàng chữ (đọc từ phải qua) "Tận trung báo quốc" (nghĩa là "Trung thành tuyệt đối với đất nước") bên trong Ngạc vương Miếu của Nhạc Phi ở Hàng Châu

Hai bên đường vào Ngạc vương Miếu ở núi Thê Hà, Tây Hồ, Hàng Châu là các phòng trưng bày. Trong phòng trưng bày phía bắc là những tấm bia ghi những bài thơ của Nhạc Phi và những tấu sớ, kỷ vật của Nhạc Phi đối với vua Tống Cao Tông. Trong khi ở phía nam là những tấm bia ghi những bài thơ dành tặng cho Nhạc Phi của những người nổi tiếng trong tất cả các triều đại kế tiếp nhà Tống là nhà Nguyên (1271 - 1368), nhà Minh (1368 - 1644) và nhà Thanh (1636 - 1912).

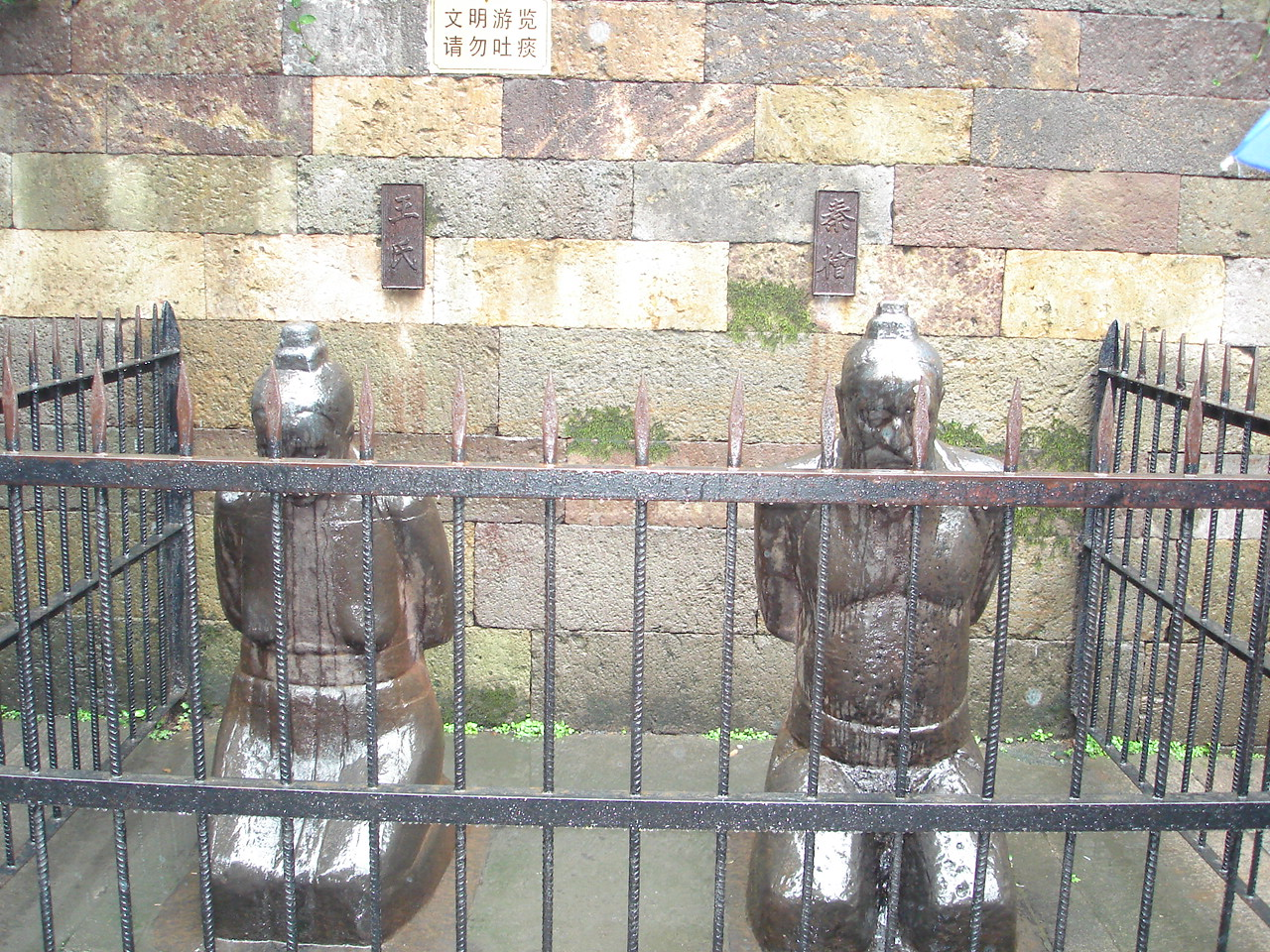
Tượng Tần Cối và Vương thị quỳ trước Ngạc vương miếu của Nhạc Phi ở Hàng Châu, hai tượng này dùng để người Trung Quốc đến thăm đến phỉ nhổ tội trạng của hai người cùng cặp tượng Mặc Kỳ Tiết và Trương Tuấn (Trương Bá Anh)

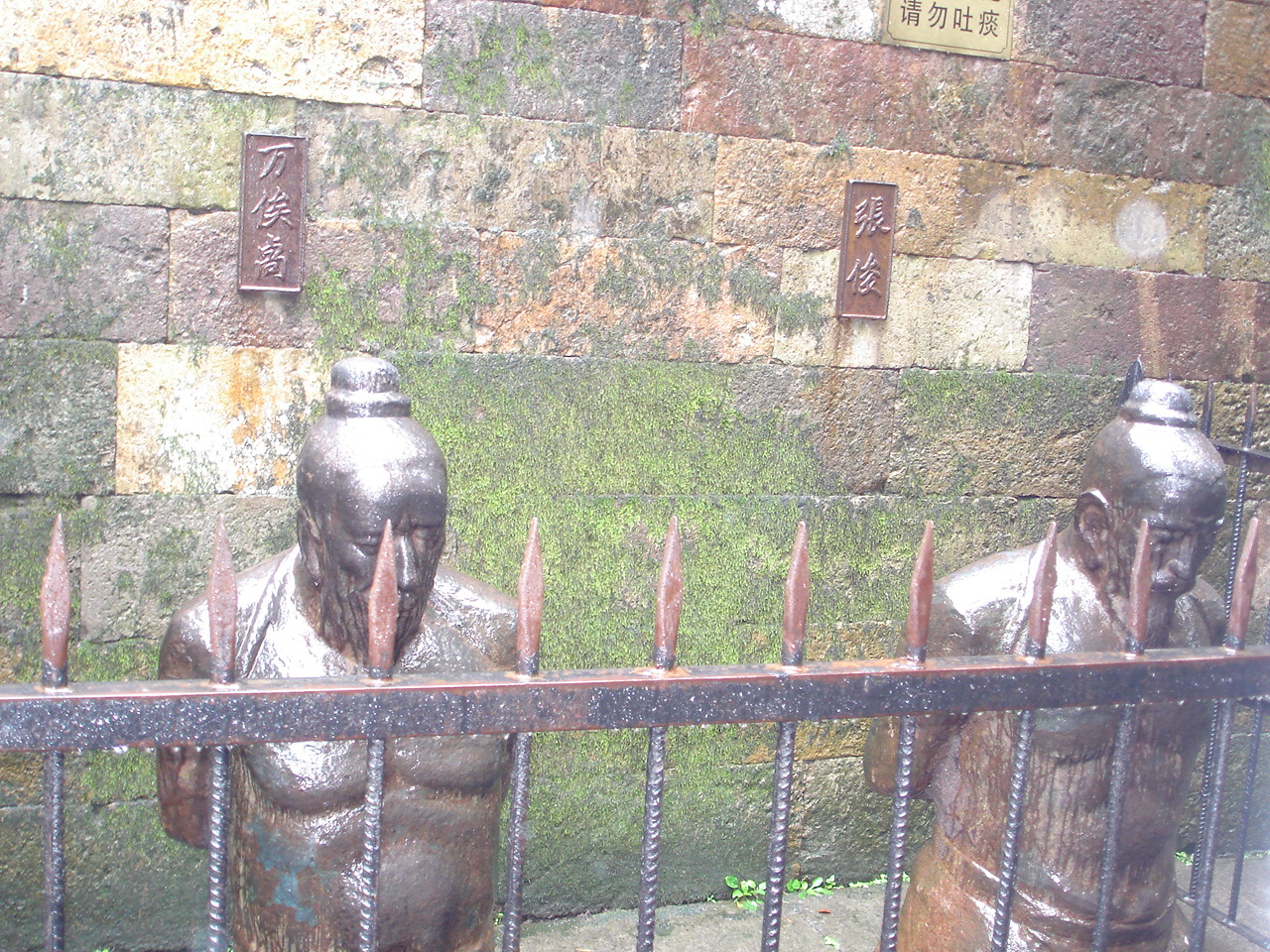
Tượng Mặc Kỳ Tiết và Trương Tuấn (Trương Bá Anh) quỳ trước Ngạc vương miếu của Nhạc Phi ở Hàng Châu, hai tượng này dùng để người Trung Quốc đến thăm đến phỉ nhổ tội trạng của hai người cùng cặp tượng vợ chồng Tần Cối - Vương thị

Những người được xem là Hán gian như Tần Cối, Vương thị, Mặc Kỳ Tiết, Trương Tuấn (Trương Bá Anh), Vương Tuấn được đúc thành tượng sắt bị còng tay quỳ trước Ngạc vương Nhạc Phi để người đi qua nhổ nước bọt hoặc cầm dùi đập vào đầu tượng cho hả giận, hoặc lấy những thứ dơ bẩn nhét vào mồm, bị người Trung Quốc nguyền rủa. Hơn 800 năm nay, tượng của các gian thần này bị người đời đánh đập nhiều quá, bị hỏng nên đã phải đúc đi đúc lại tới 13 lần. Năm bức tượng này sau đó được rào lại bằng rào sắt nhưng ngày nay từ bên ngoài người ta cũng có thể với được tay để đánh vào đầu tượng Tần Cối. Lâu ngày, đầu tượng Tần Cối trở nên láng bóng giống như bị trọc đầu. Mấy trăm năm đã trôi qua, lòng căm thù chưa nguội. Mặc dù ngay phía trên tượng, chính quyền Trung Quốc có bảng khuyến cáo không xâm phạm di tích lịch sử nhưng ngày nay ai đến thăm miếu này ở Hàng Châu vẫn thấy nước bọt của dân chúng vương trên đầu, trên vai, trên mặt của những bức tượng của những kẻ bán nước.
Còn Nhạc Phi lại được sự ngưỡng mộ và viếng thăm không ngớt của nhân dân Trung Quốc từ xưa đến nay. 
Trên cánh cổng trước mộ của Nhạc Phi có vế đối:
"Thanh sơn hữu hạnh mai trung cốt

Bạch thiết vô cô chú nịnh thần"

Tạm dịch:
"Núi xanh may mắn chôn lương tướng

Sắt trắng uổng thay tượng nịnh thần"

Năm 1368, vua Minh Thái Tổ sau khi đánh đuổi vua Nguyên Huệ Tông và người Mông Cổ ra mạc bắc, khôi phục giang sơn Trung Hoa cho người Hán thì tiến hành tôn vinh Nhạc Phi. Vua Minh Thái Tổ truy phong Nhạc Phi thành Lưỡng đại Đại Tống chủ soái (nghĩa là "Chủ soái của cả hai thời đại Bắc Tống và Nam Tống"). Về sau hiểu rõ tâm nguyện lúc sinh thời của Nhạc Phi, vua Minh Thái Tổ lại truy phong cho Nhạc Phi thành Tần Hoàng Hán Võ Đường Tống Minh Tổ chủ soái (nghĩa là "Ông tổ chủ soái của các đời vua Tần Thủy Hoàng, vua Hán Vũ Đế và các thời đại nhà Đường, nhà Tống, nhà Minh").
Năm 1502 (đời vua Minh Hiếu Tông), có một người tên là Triệu Khoan đã khắc bài thơ "Mãn giang hồng" ("Máu đầy sông") của Nhạc Phi lên trên một tấm bia tại lăng mộ của Nhạc Phi ở Hàng Châu. Mục đích của Triệu Khoan là để bày tỏ tình cảm yêu nước đang dâng cao vào thời điểm đó, khoảng 4 năm sau khi tướng nhà Minh là Vương Nhạc giành chiến thắng trước người Ngõa Lạt (người Oirat) gần Hạ Lan sơn ở Nội Mông.
Cùng với Lý Cương, Triệu Đỉnh, Hàn Thế Trung, Văn Thiên Tường, Nhạc Phi là 1 trong 5 vị quan trong thời Nam Tống được thờ trong Chiêu Huân Các tại Lịch đại Đế Vương miếu (历代帝王庙) được nhà Minh, nhà Thanh xây dựng.

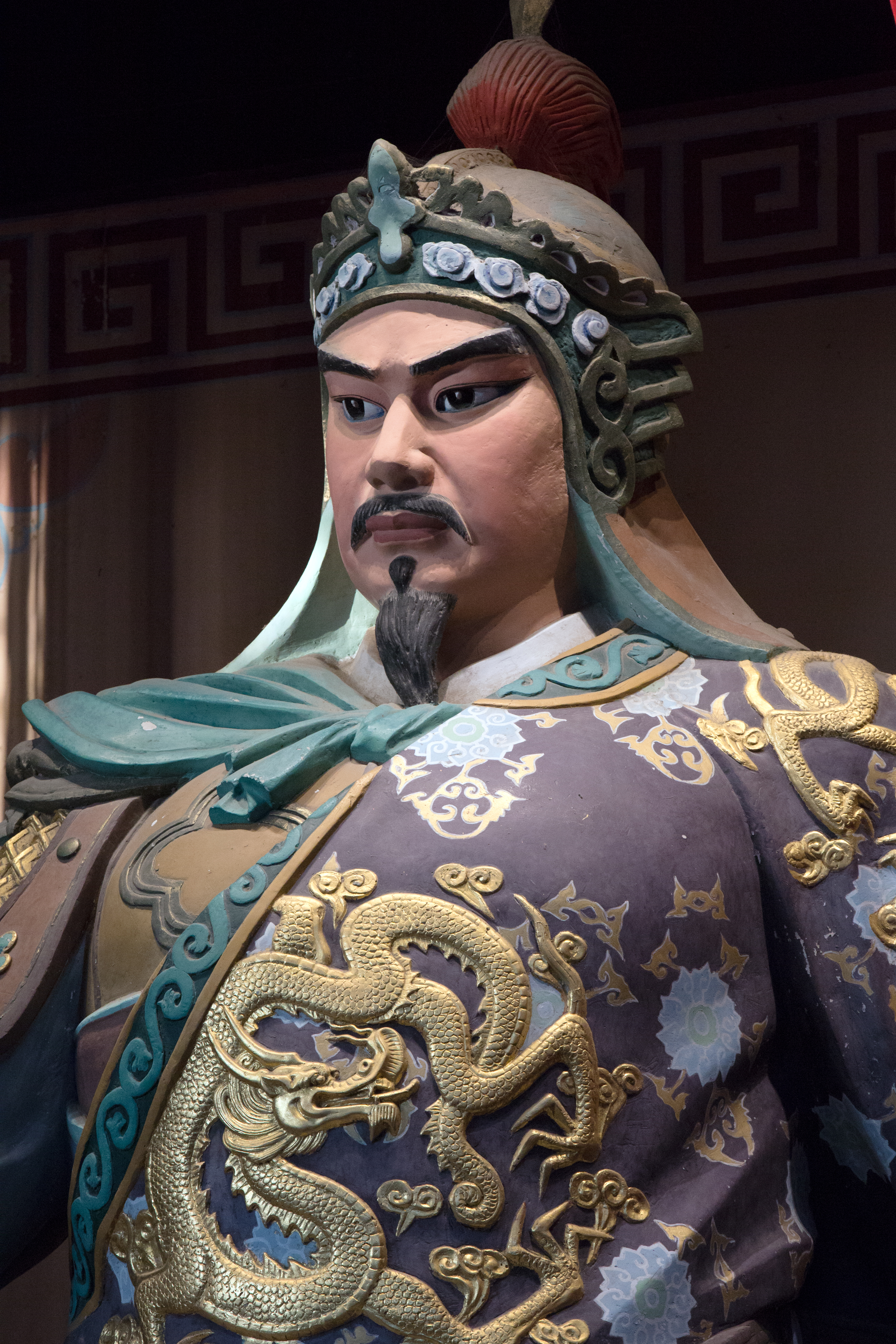
Tượng Nhạc Phi trong khuôn viên lăng và Ngạc vương miếu của Nhạc Phi ở Hàng Châu

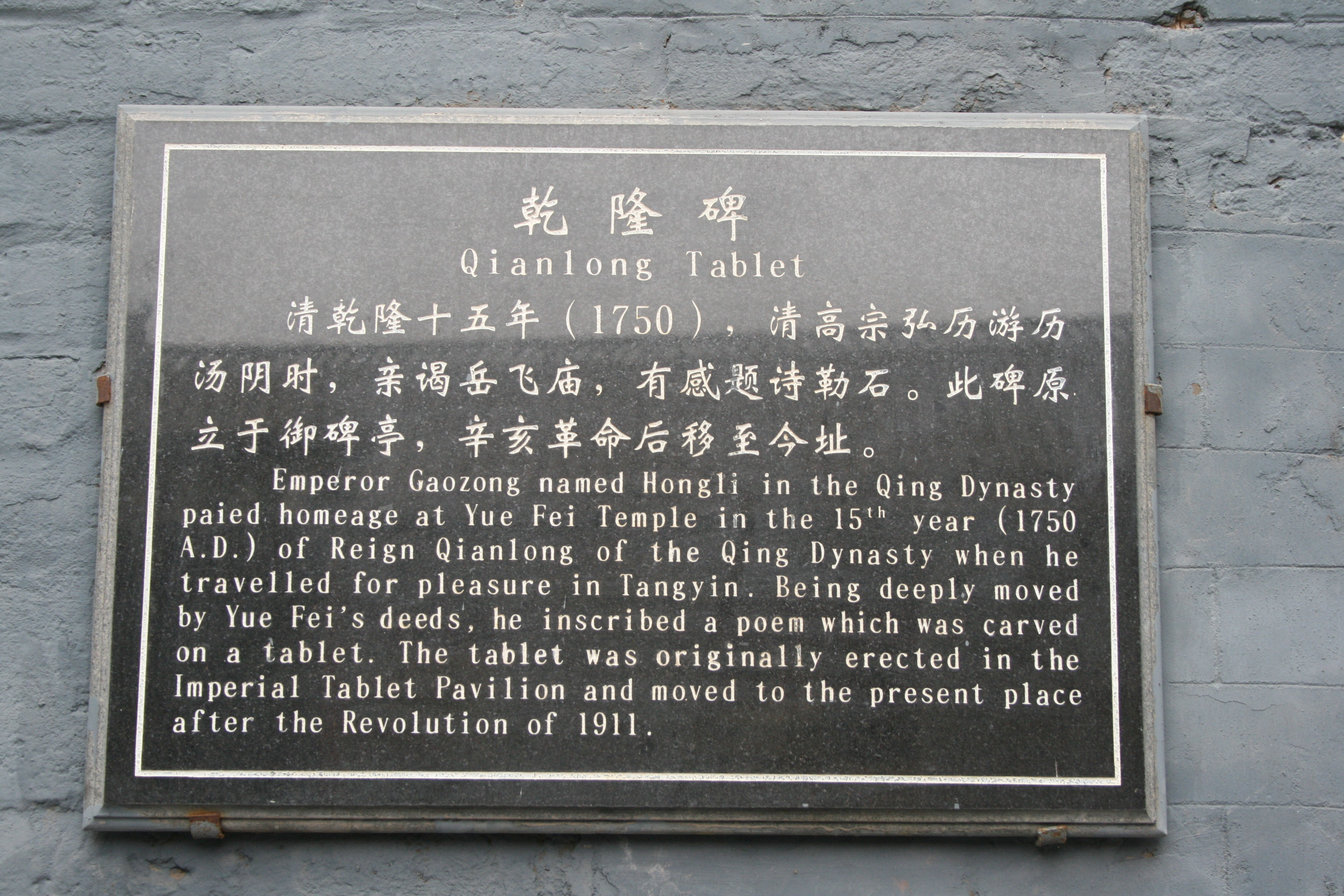
Bảng thông tin về bài thơ nói về Nhạc Phi của vua Càn Long nhà Thanh sáng tác vào năm 1750 trên văn bia trong Miếu Nhạc Phi ở Tân Trịnh, Hà Nam, Trung Quốc.

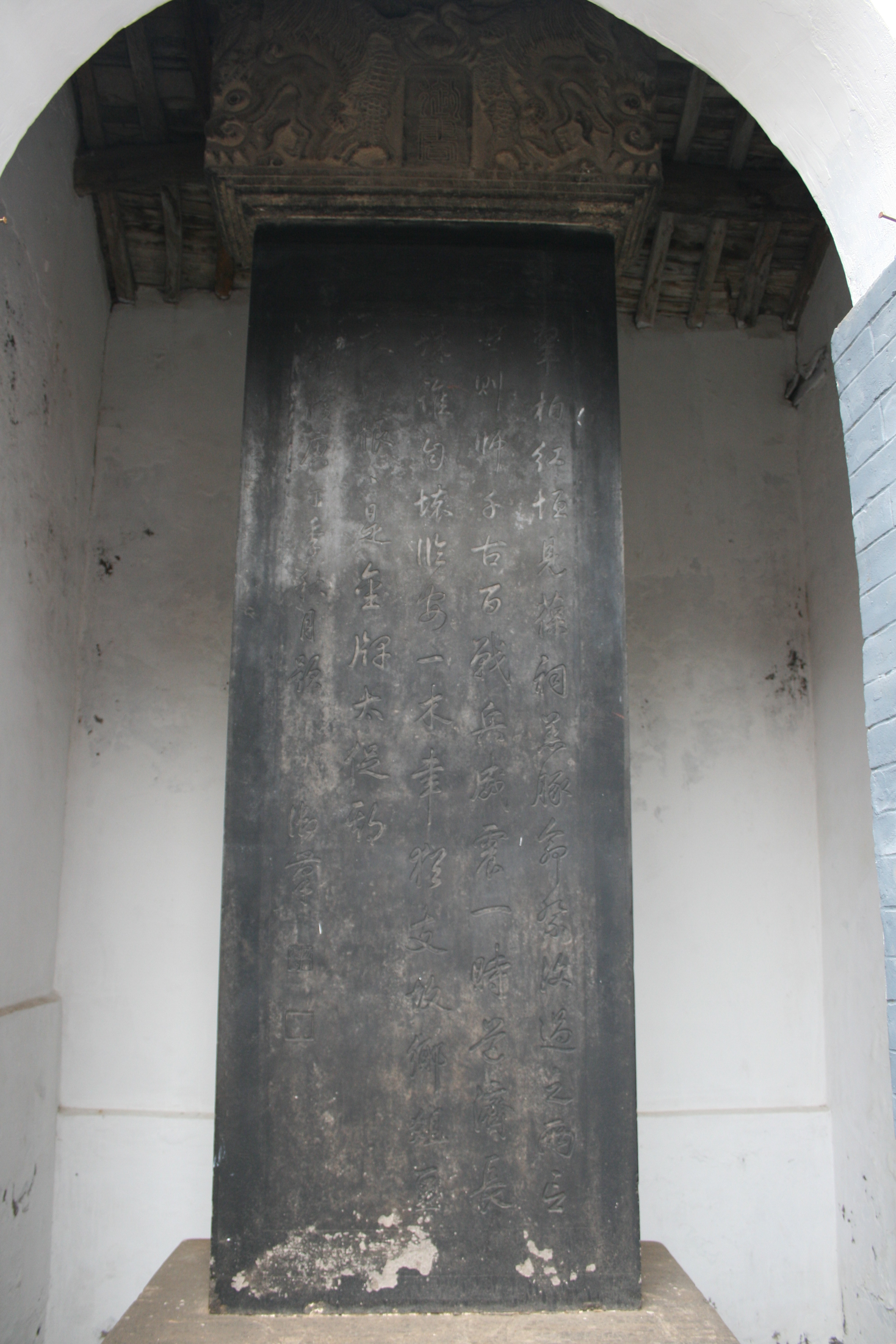
Bài thơ về Nhạc Phi của vua Càn Long nhà Thanh sáng tác vào năm 1750 trên văn bia trong Miếu Nhạc Phi ở Tân Trịnh, Hà Nam, Trung Quốc.

Vài trăm năm sau, có người cử nhân tên Tần Giản Tuyền, hậu nhân của dòng tộc họ Tần đời nhà Thanh (1636 - 1912), cùng quê Giang Ninh với Tần Cối. Một lần đến bờ Tây Hồ, Hàng Châu, người quanh đó xin Tần Giản Tuyền viết câu đối đề miếu Nhạc Phi. Không đành lòng từ chối, Tần Giản Tuyền đứng trước tượng của Nhạc Phi suy nghĩ một hồi rồi sau đó lấy giấy ra viết câu đối như sau:
"Nhân tòng Tống hậu hãn danh Cối,

Ngã đáo phần tiền hối tính Tần."

Tạm dịch:
"Từ sau đời Tống, ít tên Cối,

Tôi trước mộ ông, thẹn họ Tần"

Quê hương Nhạc Phi tại huyện Thang Âm, tỉnh Hà Nam có miếu Nhạc Phi. Trong miếu có tượng Nhạc Phi ngồi giữa, bên trái tượng Nhạc Phi là tượng toàn thân Ngỗi Thuận. Đó là do nhân dân góp tiền xây dựng lên.
Năm 1750, vua Càn Long nhà Thanh đi vi hành đến quê nhà của Nhạc Phi ở huyện Thang Âm, Hà Nam để tìm hiểu về Nhạc Phi. Cảm động trước cái chết của Nhạc Phi, vua Càn Long cho khắc một bài thơ lên một tấm văn bia ở Miếu Nhạc Phi ở Tân Trịnh, Hà Nam, Trung Quốc.

## Hậu duệ của Nhạc Phi
Trong số các hậu duệ của Nhạc Phi có Nhạc Thăng Long (岳昇龍) và con trai của Nhạc Thăng Long là Nhạc Chung Kỳ (岳鍾琪, 1686 - 1754) làm quan cho nhà Thanh (1636 - 1912), từng giữ chức Binh bộ thương thư (兵部尚書) kiêm Tổng đốc các tỉnh Thiểm Tây và Cam Túc dưới thời trị vì của vua Ung Chính (1722 - 1735). Nhạc Chung Kỳ chinh phục Tây Tạng cho nhà Thanh năm 1720 trong chiến tranh giữa nhà Thanh và Hãn quốc Chuẩn Cát Nhĩ (1687 - 1758) và tấn công Hãn quốc Chuẩn Cát Nhĩ tại Ürümqi ở Tân Cương. Người Ngõa Lat (người Oirat) chiến đấu với Nhạc Chung Kỳ. Nhạc Chung Kỳ sống tại Dinh thự Ji Xiaolan ở Bắc Kinh.
Một hậu duệ đáng chú ý khác của Nhạc Phi là Nhạc Dĩ Cầm (樂以琴, 1914 - 1937), một quân át chủ bài của Trung Hoa Dân Quốc trong Chiến tranh Trung - Nhật lần thứ hai (1937 - 1945).

## Đánh giá

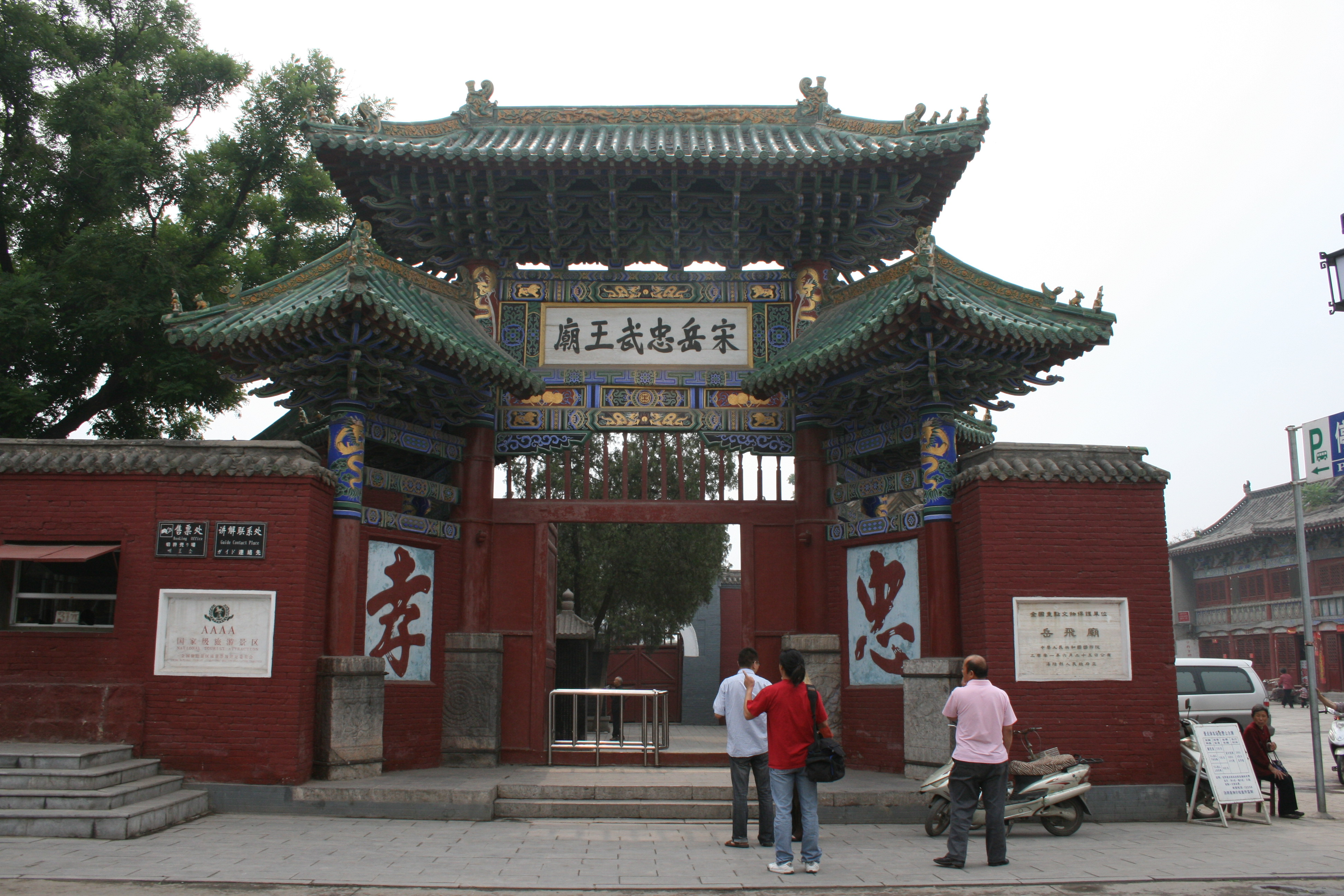
Cổng vào miếu Nhạc Phi ở Tân Trịnh, Hà Nam, Trung Quốc. Chữ màu đỏ bên trái của cổng là "Hiếu" (孝, nghĩa là "hiếu thảo"), chữ bên phải của cổng là "Trung" (忠, nghĩa là "trung thành").

Trong gần 20 năm chiến đấu chống quân Kim, Nhạc Phi đã trải qua 126 trận, chưa bại trận nào, không hổ danh là Thường thắng tướng quân. Lịch sử gọi Nhạc Phi là người văn võ mưu trí, có những ưu điểm của Hàn Tín, Bành Việt, Chu Bột, Quán Anh, tác phong của Gia Cát Khổng Minh (Tống sử, Nhạc Phi truyện). Mỗi lần sắp vào cuộc chiến, Nhạc Phi đều triệu các chỉ huy để bàn bạc, mưu định xong mới đánh, cho nên mỗi lần đánh nhau ông đều chiến thắng. Bất ngờ gặp địch, ông không hề nao núng, người Kim có câu:
"Rung chuyển núi dễ, rung chuyển Nhạc gia quân khó."
Sử gia Thoát Thoát trong Tống sử có chê trách vua Tống Cao Tông tín nhiệm gian thần Tần Cối hại chết cha con Nhạc Phi:
"...Tống truyện vào đời thứ chín hai đế Tống Huy Tông, Tống Khâm Tông bị người Kim vây bắt, Tống Cao Tông trốn thoát về Nam Kinh, sử cũng gọi là Trung hưng, nhưng xét ra thì khác xa với tiền nhân... Tống Cao Tông cung kiệm nhân hậu, tài văn học có thừa, còn như tài dẹp loạn phục hưng thì không phải không có. Huống hồ tình thế nguy bức, binh nhược tiền ít, nhiều việc khó khăn đều đổ lên vai ông. Lúc mới lên ngôi được tứ phương cần vương hưởng ứng, bên trong có Lý Cương, bên ngoài nhờ Tông Trạch, việc thiên hạ không thể nói là không làm được. Sau dùng Miêu Phó, Lưu Chính Ngạn để chúng làm loạn, quyền nghi lập quốc, làm nhiều việc xấu. Lúc đầu tin bọn Uông Bá Ngạn, Hoàng Tiềm Thiện; về sau tín nhiệm Tần Cối, triều đình có nhiều điều gian trá. Đến như Triệu Đỉnh, Trương Tuấn (Trương Đức Viễn) là các đại tướng mà bị bài xích, phụ tử Nhạc Phi có công chưa thành rồi thì chết oan. Đế đã chết rồi mà Tống Cao Tông vẫn còn bị người đời sau chê cười, thương thay!"
Là một viên tướng can đảm và hiểu biết chiến thuật, Nhạc Phi đã giành được nhiều thắng lợi trong các trận chiến chống lại quân đội nhà Kim. Quân của ông đã thành công trong việc giữ vững lãnh thổ nhà Tống phía nam sông Dương Tử, giành lại lãnh thổ nhà Tống phía nam sông Hoài và sông Hoàng Hà, quy phục vô số nghĩa quân kháng Kim ở phía bắc sông Hoàng Hà.

## Trong văn học
- "Đại Tống trung hưng Nhạc Vương truyện" (大宋中興岳王傳).[180]

- "Tây Du Bổ" (西游补).[181]

- Trung Quốc thập đại cổ điển bi kịch (中國十大古典悲劇).

- "Thuyết Nhạc toàn truyện" (说岳全传).[182] hay Nhạc Phi diễn nghĩa[183]

- "Nhạc Phi truyện" (岳飛傳).[184][185]

- "Tống Nhạc Ngạc Vương niên phổ" (宋岳鄂王年譜).[186]

- Nhạc Phi và sự kiện Tĩnh Khang cũng được tiểu thuyết gia kiếm hiệp Kim Dung nhắc đến trong một số tác phẩm của mình như "Anh hùng xạ điêu" 1957, "Thần điêu hiệp lữ" 1959, "Ỷ Thiên Đồ Long ký" 1961, "Tiếu ngạo giang hồ" 1969.[187].

- Trong tiểu thuyết dựa Kim Dung Võ lâm ngũ bá, Chu Đồng vừa là thầy dạy võ cho Nhạc Phi, cũng vừa là thầy dạy võ cho Đông tà Hoàng Dược Sư.

- "Nhạc Phi liệt truyện" (岳飛列傳).[188]

- "Thiết tý kim đao Chu Đồng truyện" (鐵臂金刀周侗傳, tay sắt, đao vàng, tiểu sử của Chu Đồng).[189]

- "Chu Đồng truyền kỳ" (周侗傳奇, Huyền thoại về Chu Đồng).[190]

- "Donald Duk".[191]

- Tác giả Guy Gavriel Kay cho rằng Nhạc Phi đã truyền cảm hứng cho nhân vật Ren Daiyan trong tiểu thuyết "River of Stars" (ISBN 978-0-670-06840-1) của mình, được xuất bản vào năm 2013.[192]

## Trong văn hóa đại chúng

### Phim điện ảnh
- Phim Hồng Kông "Nhạc Phi" (岳飛) (1940).[193] Vai Nhạc Phi do Ngô Sở Phàm thủ vai.

- Phim Trung Quốc "Tận trung báo quốc" (盡忠報國, phục vụ đất nước với lòng trung thành hết mực) (1940).[194]

- Phim Hồng Kông "Nhạc Phi xuất thế" (岳飛出世, Sự ra đời của Nhạc Phi) (1962). Hồng Kim Bảo 10 tuổi đóng vai Nhạc Phi lúc nhỏ.[195] Vũ Giai trong vai Nhạc Phi lúc trưởng thành.

- Phim Hồng Kông "Thập nhị kim bài" (十二金牌) (1970).[196]

### Phim truyền hình
- Phim truyền hình Hồng Kông "Thập nhị kim bài" (十二金牌) năm 1984. Nhạc Hoa thủ vai Nhạc Phi.

- Phim truyền hình Đài Loan "Bát thiên lý lộ vân hòa nguyệt" (八千里路雲和月). Bộ phim này được phát sóng tại Việt Nam với tên gọi là "Nửa cõi sơn hà". Hà Gia Kính trong vai Nhạc Phi, Kim Siêu Quần trong vai Tần Cối. Bộ phim được phát sóng trên kênh CTS Đài Loan từ ngày 21 tháng 11 năm 1988 đến ngày 13 tháng 1 năm 1989 trên kênh CTS của Trung Quốc.

- Phim truyền hình Hồng Kông "Nhạc Phi truyện" (岳飞传) là một bộ phim truyền hình dài 20 tập được phát sóng tại Hồng Kông vào năm 1994. Từ Thiếu Cường trong vai Nhạc Phi.

- Phim truyền hình Hồng Kông "Hiếu cảm động thiên" (孝感動天). Một bộ phim truyền hình TVB năm 1995. Lê Hán Trì thủ vai Nhạc Phi.

- Phim truyền hình Đài Loan "Thiếu niên Trương Tam Phong" (少年張三丰) là một bộ phim truyền hình được phát sóng vào năm 2002.[197] Trương Nguy thủ vai Nhạc Phi.[197]

- Phim truyền hình Trung Quốc "Thiên nhai chức nữ" (天涯織女) là một bộ phim truyền hình được phát sóng vào năm 2010.[198][199][200]

- Phim truyền hình Trung Quốc "Tinh trung Nhạc Phi" (精忠岳飞) được phát sóng từ ngày 4 tháng 7 năm 2013 đến ngày 29 tháng 7 năm 2013.[201] Đây là phim truyền hình cổ trang Trung Quốc đầu tiên được phát sóng trên kênh HBO với tên tiếng Anh là "The Last Hero" (nghĩa là "Anh hùng cuối cùng", do Nhạc Phi là anh hùng cuối cùng của Hán tộc, sau thời Nhạc Phi thì Hán tộc suy yếu hẳn, Trung Quốc bị người Mông Cổ, người Mãn Châu thay nhau cai trị). Nhân vật Nhạc Phi trong bộ phim này do diễn viên Huỳnh Hiểu Minh (黄晓明) thủ vai. Trong bộ phim, Huỳnh Hiểu Minh và nữ ca sĩ Đàm Tinh còn trình bày ca khúc nổi tiếng Tinh trung truyền kỳ (精忠傳奇) - ca khúc thể hiện sự bi tráng và bi thương của Nhạc Phi.

- Phim truyền hình Trung Quốc "Kinh thiên Nhạc Lôi" (驚天岳雷). Vu Vinh Quang thủ vai Nhạc Phi.